# Psychologie échiquéenne
Cet article utilise la notation algébrique pour décrire des coups du jeu d'échecs.

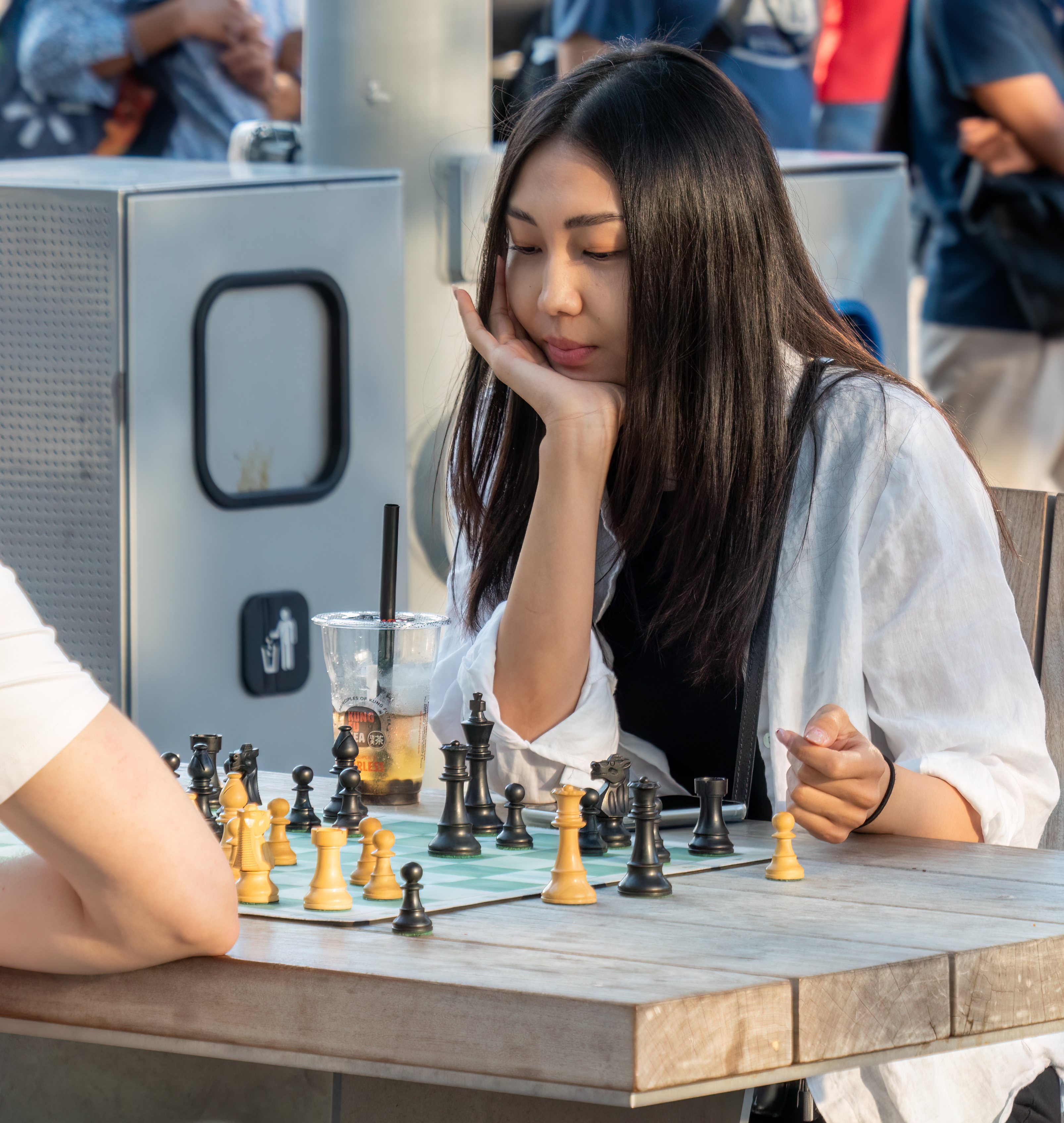
Les échecs (calculs, mémoire…).

La psychologie échiquéenne est l'étude des processus cognitifs nécessaires au joueur d'échecs. Parler de psychologie en relation avec le jeu d'échecs recouvre de nombreux aspects très différents. On peut en effet parler du calcul et de la mémoire, des processus de prise de décision ou des tentatives de mettre son adversaire dans une situation désagréable.

## Mémoire et calcul
Jouer aux échecs est une activité qui fait appel à la mémoire et au calcul.
C'est à ces aspects-là qu'Alfred Binet, un disciple de Jean-Martin Charcot, s'est intéressé dans son ouvrage publié en 1894 chez Hachette, la Psychologie des grands calculateurs et joueurs d'échecs.

### Maîtres et amateurs
|   | a | b | c | d | e | f | g | h |   |
| 8 | Tour noire sur case blanche c8 · Tour noire sur case noire f8 · Roi noir sur case blanche g8 · Pion noir sur case noire a7 · Pion noir sur case blanche b7 · Fou noir sur case noire e7 · Pion noir sur case blanche f7 · Pion noir sur case blanche h7 · Dame noire sur case noire b6 · Fou noir sur case blanche c6 · Pion noir sur case blanche e6 · Cavalier noir sur case noire f6 · Pion noir sur case blanche g6 · Cavalier noir sur case blanche d5 · Cavalier blanc sur case noire e5 · Fou blanc sur case noire g5 · Pion blanc sur case noire d4 · Pion blanc sur case noire a3 · Cavalier blanc sur case noire c3 · Dame blanche sur case blanche d3 · Fou blanc sur case blanche a2 · Pion blanc sur case noire b2 · Pion blanc sur case noire f2 · Pion blanc sur case blanche g2 · Pion blanc sur case noire h2 · Tour blanche sur case noire c1 · Tour blanche sur case blanche f1 · Roi blanc sur case noire g1 | Tour noire sur case blanche c8 · Tour noire sur case noire f8 · Roi noir sur case blanche g8 · Pion noir sur case noire a7 · Pion noir sur case blanche b7 · Fou noir sur case noire e7 · Pion noir sur case blanche f7 · Pion noir sur case blanche h7 · Dame noire sur case noire b6 · Fou noir sur case blanche c6 · Pion noir sur case blanche e6 · Cavalier noir sur case noire f6 · Pion noir sur case blanche g6 · Cavalier noir sur case blanche d5 · Cavalier blanc sur case noire e5 · Fou blanc sur case noire g5 · Pion blanc sur case noire d4 · Pion blanc sur case noire a3 · Cavalier blanc sur case noire c3 · Dame blanche sur case blanche d3 · Fou blanc sur case blanche a2 · Pion blanc sur case noire b2 · Pion blanc sur case noire f2 · Pion blanc sur case blanche g2 · Pion blanc sur case noire h2 · Tour blanche sur case noire c1 · Tour blanche sur case blanche f1 · Roi blanc sur case noire g1 | Tour noire sur case blanche c8 · Tour noire sur case noire f8 · Roi noir sur case blanche g8 · Pion noir sur case noire a7 · Pion noir sur case blanche b7 · Fou noir sur case noire e7 · Pion noir sur case blanche f7 · Pion noir sur case blanche h7 · Dame noire sur case noire b6 · Fou noir sur case blanche c6 · Pion noir sur case blanche e6 · Cavalier noir sur case noire f6 · Pion noir sur case blanche g6 · Cavalier noir sur case blanche d5 · Cavalier blanc sur case noire e5 · Fou blanc sur case noire g5 · Pion blanc sur case noire d4 · Pion blanc sur case noire a3 · Cavalier blanc sur case noire c3 · Dame blanche sur case blanche d3 · Fou blanc sur case blanche a2 · Pion blanc sur case noire b2 · Pion blanc sur case noire f2 · Pion blanc sur case blanche g2 · Pion blanc sur case noire h2 · Tour blanche sur case noire c1 · Tour blanche sur case blanche f1 · Roi blanc sur case noire g1 | Tour noire sur case blanche c8 · Tour noire sur case noire f8 · Roi noir sur case blanche g8 · Pion noir sur case noire a7 · Pion noir sur case blanche b7 · Fou noir sur case noire e7 · Pion noir sur case blanche f7 · Pion noir sur case blanche h7 · Dame noire sur case noire b6 · Fou noir sur case blanche c6 · Pion noir sur case blanche e6 · Cavalier noir sur case noire f6 · Pion noir sur case blanche g6 · Cavalier noir sur case blanche d5 · Cavalier blanc sur case noire e5 · Fou blanc sur case noire g5 · Pion blanc sur case noire d4 · Pion blanc sur case noire a3 · Cavalier blanc sur case noire c3 · Dame blanche sur case blanche d3 · Fou blanc sur case blanche a2 · Pion blanc sur case noire b2 · Pion blanc sur case noire f2 · Pion blanc sur case blanche g2 · Pion blanc sur case noire h2 · Tour blanche sur case noire c1 · Tour blanche sur case blanche f1 · Roi blanc sur case noire g1 | Tour noire sur case blanche c8 · Tour noire sur case noire f8 · Roi noir sur case blanche g8 · Pion noir sur case noire a7 · Pion noir sur case blanche b7 · Fou noir sur case noire e7 · Pion noir sur case blanche f7 · Pion noir sur case blanche h7 · Dame noire sur case noire b6 · Fou noir sur case blanche c6 · Pion noir sur case blanche e6 · Cavalier noir sur case noire f6 · Pion noir sur case blanche g6 · Cavalier noir sur case blanche d5 · Cavalier blanc sur case noire e5 · Fou blanc sur case noire g5 · Pion blanc sur case noire d4 · Pion blanc sur case noire a3 · Cavalier blanc sur case noire c3 · Dame blanche sur case blanche d3 · Fou blanc sur case blanche a2 · Pion blanc sur case noire b2 · Pion blanc sur case noire f2 · Pion blanc sur case blanche g2 · Pion blanc sur case noire h2 · Tour blanche sur case noire c1 · Tour blanche sur case blanche f1 · Roi blanc sur case noire g1 | Tour noire sur case blanche c8 · Tour noire sur case noire f8 · Roi noir sur case blanche g8 · Pion noir sur case noire a7 · Pion noir sur case blanche b7 · Fou noir sur case noire e7 · Pion noir sur case blanche f7 · Pion noir sur case blanche h7 · Dame noire sur case noire b6 · Fou noir sur case blanche c6 · Pion noir sur case blanche e6 · Cavalier noir sur case noire f6 · Pion noir sur case blanche g6 · Cavalier noir sur case blanche d5 · Cavalier blanc sur case noire e5 · Fou blanc sur case noire g5 · Pion blanc sur case noire d4 · Pion blanc sur case noire a3 · Cavalier blanc sur case noire c3 · Dame blanche sur case blanche d3 · Fou blanc sur case blanche a2 · Pion blanc sur case noire b2 · Pion blanc sur case noire f2 · Pion blanc sur case blanche g2 · Pion blanc sur case noire h2 · Tour blanche sur case noire c1 · Tour blanche sur case blanche f1 · Roi blanc sur case noire g1 | Tour noire sur case blanche c8 · Tour noire sur case noire f8 · Roi noir sur case blanche g8 · Pion noir sur case noire a7 · Pion noir sur case blanche b7 · Fou noir sur case noire e7 · Pion noir sur case blanche f7 · Pion noir sur case blanche h7 · Dame noire sur case noire b6 · Fou noir sur case blanche c6 · Pion noir sur case blanche e6 · Cavalier noir sur case noire f6 · Pion noir sur case blanche g6 · Cavalier noir sur case blanche d5 · Cavalier blanc sur case noire e5 · Fou blanc sur case noire g5 · Pion blanc sur case noire d4 · Pion blanc sur case noire a3 · Cavalier blanc sur case noire c3 · Dame blanche sur case blanche d3 · Fou blanc sur case blanche a2 · Pion blanc sur case noire b2 · Pion blanc sur case noire f2 · Pion blanc sur case blanche g2 · Pion blanc sur case noire h2 · Tour blanche sur case noire c1 · Tour blanche sur case blanche f1 · Roi blanc sur case noire g1 | Tour noire sur case blanche c8 · Tour noire sur case noire f8 · Roi noir sur case blanche g8 · Pion noir sur case noire a7 · Pion noir sur case blanche b7 · Fou noir sur case noire e7 · Pion noir sur case blanche f7 · Pion noir sur case blanche h7 · Dame noire sur case noire b6 · Fou noir sur case blanche c6 · Pion noir sur case blanche e6 · Cavalier noir sur case noire f6 · Pion noir sur case blanche g6 · Cavalier noir sur case blanche d5 · Cavalier blanc sur case noire e5 · Fou blanc sur case noire g5 · Pion blanc sur case noire d4 · Pion blanc sur case noire a3 · Cavalier blanc sur case noire c3 · Dame blanche sur case blanche d3 · Fou blanc sur case blanche a2 · Pion blanc sur case noire b2 · Pion blanc sur case noire f2 · Pion blanc sur case blanche g2 · Pion blanc sur case noire h2 · Tour blanche sur case noire c1 · Tour blanche sur case blanche f1 · Roi blanc sur case noire g1 | 8 |
| 7 | Tour noire sur case blanche c8 · Tour noire sur case noire f8 · Roi noir sur case blanche g8 · Pion noir sur case noire a7 · Pion noir sur case blanche b7 · Fou noir sur case noire e7 · Pion noir sur case blanche f7 · Pion noir sur case blanche h7 · Dame noire sur case noire b6 · Fou noir sur case blanche c6 · Pion noir sur case blanche e6 · Cavalier noir sur case noire f6 · Pion noir sur case blanche g6 · Cavalier noir sur case blanche d5 · Cavalier blanc sur case noire e5 · Fou blanc sur case noire g5 · Pion blanc sur case noire d4 · Pion blanc sur case noire a3 · Cavalier blanc sur case noire c3 · Dame blanche sur case blanche d3 · Fou blanc sur case blanche a2 · Pion blanc sur case noire b2 · Pion blanc sur case noire f2 · Pion blanc sur case blanche g2 · Pion blanc sur case noire h2 · Tour blanche sur case noire c1 · Tour blanche sur case blanche f1 · Roi blanc sur case noire g1 | Tour noire sur case blanche c8 · Tour noire sur case noire f8 · Roi noir sur case blanche g8 · Pion noir sur case noire a7 · Pion noir sur case blanche b7 · Fou noir sur case noire e7 · Pion noir sur case blanche f7 · Pion noir sur case blanche h7 · Dame noire sur case noire b6 · Fou noir sur case blanche c6 · Pion noir sur case blanche e6 · Cavalier noir sur case noire f6 · Pion noir sur case blanche g6 · Cavalier noir sur case blanche d5 · Cavalier blanc sur case noire e5 · Fou blanc sur case noire g5 · Pion blanc sur case noire d4 · Pion blanc sur case noire a3 · Cavalier blanc sur case noire c3 · Dame blanche sur case blanche d3 · Fou blanc sur case blanche a2 · Pion blanc sur case noire b2 · Pion blanc sur case noire f2 · Pion blanc sur case blanche g2 · Pion blanc sur case noire h2 · Tour blanche sur case noire c1 · Tour blanche sur case blanche f1 · Roi blanc sur case noire g1 | Tour noire sur case blanche c8 · Tour noire sur case noire f8 · Roi noir sur case blanche g8 · Pion noir sur case noire a7 · Pion noir sur case blanche b7 · Fou noir sur case noire e7 · Pion noir sur case blanche f7 · Pion noir sur case blanche h7 · Dame noire sur case noire b6 · Fou noir sur case blanche c6 · Pion noir sur case blanche e6 · Cavalier noir sur case noire f6 · Pion noir sur case blanche g6 · Cavalier noir sur case blanche d5 · Cavalier blanc sur case noire e5 · Fou blanc sur case noire g5 · Pion blanc sur case noire d4 · Pion blanc sur case noire a3 · Cavalier blanc sur case noire c3 · Dame blanche sur case blanche d3 · Fou blanc sur case blanche a2 · Pion blanc sur case noire b2 · Pion blanc sur case noire f2 · Pion blanc sur case blanche g2 · Pion blanc sur case noire h2 · Tour blanche sur case noire c1 · Tour blanche sur case blanche f1 · Roi blanc sur case noire g1 | Tour noire sur case blanche c8 · Tour noire sur case noire f8 · Roi noir sur case blanche g8 · Pion noir sur case noire a7 · Pion noir sur case blanche b7 · Fou noir sur case noire e7 · Pion noir sur case blanche f7 · Pion noir sur case blanche h7 · Dame noire sur case noire b6 · Fou noir sur case blanche c6 · Pion noir sur case blanche e6 · Cavalier noir sur case noire f6 · Pion noir sur case blanche g6 · Cavalier noir sur case blanche d5 · Cavalier blanc sur case noire e5 · Fou blanc sur case noire g5 · Pion blanc sur case noire d4 · Pion blanc sur case noire a3 · Cavalier blanc sur case noire c3 · Dame blanche sur case blanche d3 · Fou blanc sur case blanche a2 · Pion blanc sur case noire b2 · Pion blanc sur case noire f2 · Pion blanc sur case blanche g2 · Pion blanc sur case noire h2 · Tour blanche sur case noire c1 · Tour blanche sur case blanche f1 · Roi blanc sur case noire g1 | Tour noire sur case blanche c8 · Tour noire sur case noire f8 · Roi noir sur case blanche g8 · Pion noir sur case noire a7 · Pion noir sur case blanche b7 · Fou noir sur case noire e7 · Pion noir sur case blanche f7 · Pion noir sur case blanche h7 · Dame noire sur case noire b6 · Fou noir sur case blanche c6 · Pion noir sur case blanche e6 · Cavalier noir sur case noire f6 · Pion noir sur case blanche g6 · Cavalier noir sur case blanche d5 · Cavalier blanc sur case noire e5 · Fou blanc sur case noire g5 · Pion blanc sur case noire d4 · Pion blanc sur case noire a3 · Cavalier blanc sur case noire c3 · Dame blanche sur case blanche d3 · Fou blanc sur case blanche a2 · Pion blanc sur case noire b2 · Pion blanc sur case noire f2 · Pion blanc sur case blanche g2 · Pion blanc sur case noire h2 · Tour blanche sur case noire c1 · Tour blanche sur case blanche f1 · Roi blanc sur case noire g1 | Tour noire sur case blanche c8 · Tour noire sur case noire f8 · Roi noir sur case blanche g8 · Pion noir sur case noire a7 · Pion noir sur case blanche b7 · Fou noir sur case noire e7 · Pion noir sur case blanche f7 · Pion noir sur case blanche h7 · Dame noire sur case noire b6 · Fou noir sur case blanche c6 · Pion noir sur case blanche e6 · Cavalier noir sur case noire f6 · Pion noir sur case blanche g6 · Cavalier noir sur case blanche d5 · Cavalier blanc sur case noire e5 · Fou blanc sur case noire g5 · Pion blanc sur case noire d4 · Pion blanc sur case noire a3 · Cavalier blanc sur case noire c3 · Dame blanche sur case blanche d3 · Fou blanc sur case blanche a2 · Pion blanc sur case noire b2 · Pion blanc sur case noire f2 · Pion blanc sur case blanche g2 · Pion blanc sur case noire h2 · Tour blanche sur case noire c1 · Tour blanche sur case blanche f1 · Roi blanc sur case noire g1 | Tour noire sur case blanche c8 · Tour noire sur case noire f8 · Roi noir sur case blanche g8 · Pion noir sur case noire a7 · Pion noir sur case blanche b7 · Fou noir sur case noire e7 · Pion noir sur case blanche f7 · Pion noir sur case blanche h7 · Dame noire sur case noire b6 · Fou noir sur case blanche c6 · Pion noir sur case blanche e6 · Cavalier noir sur case noire f6 · Pion noir sur case blanche g6 · Cavalier noir sur case blanche d5 · Cavalier blanc sur case noire e5 · Fou blanc sur case noire g5 · Pion blanc sur case noire d4 · Pion blanc sur case noire a3 · Cavalier blanc sur case noire c3 · Dame blanche sur case blanche d3 · Fou blanc sur case blanche a2 · Pion blanc sur case noire b2 · Pion blanc sur case noire f2 · Pion blanc sur case blanche g2 · Pion blanc sur case noire h2 · Tour blanche sur case noire c1 · Tour blanche sur case blanche f1 · Roi blanc sur case noire g1 | Tour noire sur case blanche c8 · Tour noire sur case noire f8 · Roi noir sur case blanche g8 · Pion noir sur case noire a7 · Pion noir sur case blanche b7 · Fou noir sur case noire e7 · Pion noir sur case blanche f7 · Pion noir sur case blanche h7 · Dame noire sur case noire b6 · Fou noir sur case blanche c6 · Pion noir sur case blanche e6 · Cavalier noir sur case noire f6 · Pion noir sur case blanche g6 · Cavalier noir sur case blanche d5 · Cavalier blanc sur case noire e5 · Fou blanc sur case noire g5 · Pion blanc sur case noire d4 · Pion blanc sur case noire a3 · Cavalier blanc sur case noire c3 · Dame blanche sur case blanche d3 · Fou blanc sur case blanche a2 · Pion blanc sur case noire b2 · Pion blanc sur case noire f2 · Pion blanc sur case blanche g2 · Pion blanc sur case noire h2 · Tour blanche sur case noire c1 · Tour blanche sur case blanche f1 · Roi blanc sur case noire g1 | 7 |
| 6 | Tour noire sur case blanche c8 · Tour noire sur case noire f8 · Roi noir sur case blanche g8 · Pion noir sur case noire a7 · Pion noir sur case blanche b7 · Fou noir sur case noire e7 · Pion noir sur case blanche f7 · Pion noir sur case blanche h7 · Dame noire sur case noire b6 · Fou noir sur case blanche c6 · Pion noir sur case blanche e6 · Cavalier noir sur case noire f6 · Pion noir sur case blanche g6 · Cavalier noir sur case blanche d5 · Cavalier blanc sur case noire e5 · Fou blanc sur case noire g5 · Pion blanc sur case noire d4 · Pion blanc sur case noire a3 · Cavalier blanc sur case noire c3 · Dame blanche sur case blanche d3 · Fou blanc sur case blanche a2 · Pion blanc sur case noire b2 · Pion blanc sur case noire f2 · Pion blanc sur case blanche g2 · Pion blanc sur case noire h2 · Tour blanche sur case noire c1 · Tour blanche sur case blanche f1 · Roi blanc sur case noire g1 | Tour noire sur case blanche c8 · Tour noire sur case noire f8 · Roi noir sur case blanche g8 · Pion noir sur case noire a7 · Pion noir sur case blanche b7 · Fou noir sur case noire e7 · Pion noir sur case blanche f7 · Pion noir sur case blanche h7 · Dame noire sur case noire b6 · Fou noir sur case blanche c6 · Pion noir sur case blanche e6 · Cavalier noir sur case noire f6 · Pion noir sur case blanche g6 · Cavalier noir sur case blanche d5 · Cavalier blanc sur case noire e5 · Fou blanc sur case noire g5 · Pion blanc sur case noire d4 · Pion blanc sur case noire a3 · Cavalier blanc sur case noire c3 · Dame blanche sur case blanche d3 · Fou blanc sur case blanche a2 · Pion blanc sur case noire b2 · Pion blanc sur case noire f2 · Pion blanc sur case blanche g2 · Pion blanc sur case noire h2 · Tour blanche sur case noire c1 · Tour blanche sur case blanche f1 · Roi blanc sur case noire g1 | Tour noire sur case blanche c8 · Tour noire sur case noire f8 · Roi noir sur case blanche g8 · Pion noir sur case noire a7 · Pion noir sur case blanche b7 · Fou noir sur case noire e7 · Pion noir sur case blanche f7 · Pion noir sur case blanche h7 · Dame noire sur case noire b6 · Fou noir sur case blanche c6 · Pion noir sur case blanche e6 · Cavalier noir sur case noire f6 · Pion noir sur case blanche g6 · Cavalier noir sur case blanche d5 · Cavalier blanc sur case noire e5 · Fou blanc sur case noire g5 · Pion blanc sur case noire d4 · Pion blanc sur case noire a3 · Cavalier blanc sur case noire c3 · Dame blanche sur case blanche d3 · Fou blanc sur case blanche a2 · Pion blanc sur case noire b2 · Pion blanc sur case noire f2 · Pion blanc sur case blanche g2 · Pion blanc sur case noire h2 · Tour blanche sur case noire c1 · Tour blanche sur case blanche f1 · Roi blanc sur case noire g1 | Tour noire sur case blanche c8 · Tour noire sur case noire f8 · Roi noir sur case blanche g8 · Pion noir sur case noire a7 · Pion noir sur case blanche b7 · Fou noir sur case noire e7 · Pion noir sur case blanche f7 · Pion noir sur case blanche h7 · Dame noire sur case noire b6 · Fou noir sur case blanche c6 · Pion noir sur case blanche e6 · Cavalier noir sur case noire f6 · Pion noir sur case blanche g6 · Cavalier noir sur case blanche d5 · Cavalier blanc sur case noire e5 · Fou blanc sur case noire g5 · Pion blanc sur case noire d4 · Pion blanc sur case noire a3 · Cavalier blanc sur case noire c3 · Dame blanche sur case blanche d3 · Fou blanc sur case blanche a2 · Pion blanc sur case noire b2 · Pion blanc sur case noire f2 · Pion blanc sur case blanche g2 · Pion blanc sur case noire h2 · Tour blanche sur case noire c1 · Tour blanche sur case blanche f1 · Roi blanc sur case noire g1 | Tour noire sur case blanche c8 · Tour noire sur case noire f8 · Roi noir sur case blanche g8 · Pion noir sur case noire a7 · Pion noir sur case blanche b7 · Fou noir sur case noire e7 · Pion noir sur case blanche f7 · Pion noir sur case blanche h7 · Dame noire sur case noire b6 · Fou noir sur case blanche c6 · Pion noir sur case blanche e6 · Cavalier noir sur case noire f6 · Pion noir sur case blanche g6 · Cavalier noir sur case blanche d5 · Cavalier blanc sur case noire e5 · Fou blanc sur case noire g5 · Pion blanc sur case noire d4 · Pion blanc sur case noire a3 · Cavalier blanc sur case noire c3 · Dame blanche sur case blanche d3 · Fou blanc sur case blanche a2 · Pion blanc sur case noire b2 · Pion blanc sur case noire f2 · Pion blanc sur case blanche g2 · Pion blanc sur case noire h2 · Tour blanche sur case noire c1 · Tour blanche sur case blanche f1 · Roi blanc sur case noire g1 | Tour noire sur case blanche c8 · Tour noire sur case noire f8 · Roi noir sur case blanche g8 · Pion noir sur case noire a7 · Pion noir sur case blanche b7 · Fou noir sur case noire e7 · Pion noir sur case blanche f7 · Pion noir sur case blanche h7 · Dame noire sur case noire b6 · Fou noir sur case blanche c6 · Pion noir sur case blanche e6 · Cavalier noir sur case noire f6 · Pion noir sur case blanche g6 · Cavalier noir sur case blanche d5 · Cavalier blanc sur case noire e5 · Fou blanc sur case noire g5 · Pion blanc sur case noire d4 · Pion blanc sur case noire a3 · Cavalier blanc sur case noire c3 · Dame blanche sur case blanche d3 · Fou blanc sur case blanche a2 · Pion blanc sur case noire b2 · Pion blanc sur case noire f2 · Pion blanc sur case blanche g2 · Pion blanc sur case noire h2 · Tour blanche sur case noire c1 · Tour blanche sur case blanche f1 · Roi blanc sur case noire g1 | Tour noire sur case blanche c8 · Tour noire sur case noire f8 · Roi noir sur case blanche g8 · Pion noir sur case noire a7 · Pion noir sur case blanche b7 · Fou noir sur case noire e7 · Pion noir sur case blanche f7 · Pion noir sur case blanche h7 · Dame noire sur case noire b6 · Fou noir sur case blanche c6 · Pion noir sur case blanche e6 · Cavalier noir sur case noire f6 · Pion noir sur case blanche g6 · Cavalier noir sur case blanche d5 · Cavalier blanc sur case noire e5 · Fou blanc sur case noire g5 · Pion blanc sur case noire d4 · Pion blanc sur case noire a3 · Cavalier blanc sur case noire c3 · Dame blanche sur case blanche d3 · Fou blanc sur case blanche a2 · Pion blanc sur case noire b2 · Pion blanc sur case noire f2 · Pion blanc sur case blanche g2 · Pion blanc sur case noire h2 · Tour blanche sur case noire c1 · Tour blanche sur case blanche f1 · Roi blanc sur case noire g1 | Tour noire sur case blanche c8 · Tour noire sur case noire f8 · Roi noir sur case blanche g8 · Pion noir sur case noire a7 · Pion noir sur case blanche b7 · Fou noir sur case noire e7 · Pion noir sur case blanche f7 · Pion noir sur case blanche h7 · Dame noire sur case noire b6 · Fou noir sur case blanche c6 · Pion noir sur case blanche e6 · Cavalier noir sur case noire f6 · Pion noir sur case blanche g6 · Cavalier noir sur case blanche d5 · Cavalier blanc sur case noire e5 · Fou blanc sur case noire g5 · Pion blanc sur case noire d4 · Pion blanc sur case noire a3 · Cavalier blanc sur case noire c3 · Dame blanche sur case blanche d3 · Fou blanc sur case blanche a2 · Pion blanc sur case noire b2 · Pion blanc sur case noire f2 · Pion blanc sur case blanche g2 · Pion blanc sur case noire h2 · Tour blanche sur case noire c1 · Tour blanche sur case blanche f1 · Roi blanc sur case noire g1 | 6 |
| 5 | Tour noire sur case blanche c8 · Tour noire sur case noire f8 · Roi noir sur case blanche g8 · Pion noir sur case noire a7 · Pion noir sur case blanche b7 · Fou noir sur case noire e7 · Pion noir sur case blanche f7 · Pion noir sur case blanche h7 · Dame noire sur case noire b6 · Fou noir sur case blanche c6 · Pion noir sur case blanche e6 · Cavalier noir sur case noire f6 · Pion noir sur case blanche g6 · Cavalier noir sur case blanche d5 · Cavalier blanc sur case noire e5 · Fou blanc sur case noire g5 · Pion blanc sur case noire d4 · Pion blanc sur case noire a3 · Cavalier blanc sur case noire c3 · Dame blanche sur case blanche d3 · Fou blanc sur case blanche a2 · Pion blanc sur case noire b2 · Pion blanc sur case noire f2 · Pion blanc sur case blanche g2 · Pion blanc sur case noire h2 · Tour blanche sur case noire c1 · Tour blanche sur case blanche f1 · Roi blanc sur case noire g1 | Tour noire sur case blanche c8 · Tour noire sur case noire f8 · Roi noir sur case blanche g8 · Pion noir sur case noire a7 · Pion noir sur case blanche b7 · Fou noir sur case noire e7 · Pion noir sur case blanche f7 · Pion noir sur case blanche h7 · Dame noire sur case noire b6 · Fou noir sur case blanche c6 · Pion noir sur case blanche e6 · Cavalier noir sur case noire f6 · Pion noir sur case blanche g6 · Cavalier noir sur case blanche d5 · Cavalier blanc sur case noire e5 · Fou blanc sur case noire g5 · Pion blanc sur case noire d4 · Pion blanc sur case noire a3 · Cavalier blanc sur case noire c3 · Dame blanche sur case blanche d3 · Fou blanc sur case blanche a2 · Pion blanc sur case noire b2 · Pion blanc sur case noire f2 · Pion blanc sur case blanche g2 · Pion blanc sur case noire h2 · Tour blanche sur case noire c1 · Tour blanche sur case blanche f1 · Roi blanc sur case noire g1 | Tour noire sur case blanche c8 · Tour noire sur case noire f8 · Roi noir sur case blanche g8 · Pion noir sur case noire a7 · Pion noir sur case blanche b7 · Fou noir sur case noire e7 · Pion noir sur case blanche f7 · Pion noir sur case blanche h7 · Dame noire sur case noire b6 · Fou noir sur case blanche c6 · Pion noir sur case blanche e6 · Cavalier noir sur case noire f6 · Pion noir sur case blanche g6 · Cavalier noir sur case blanche d5 · Cavalier blanc sur case noire e5 · Fou blanc sur case noire g5 · Pion blanc sur case noire d4 · Pion blanc sur case noire a3 · Cavalier blanc sur case noire c3 · Dame blanche sur case blanche d3 · Fou blanc sur case blanche a2 · Pion blanc sur case noire b2 · Pion blanc sur case noire f2 · Pion blanc sur case blanche g2 · Pion blanc sur case noire h2 · Tour blanche sur case noire c1 · Tour blanche sur case blanche f1 · Roi blanc sur case noire g1 | Tour noire sur case blanche c8 · Tour noire sur case noire f8 · Roi noir sur case blanche g8 · Pion noir sur case noire a7 · Pion noir sur case blanche b7 · Fou noir sur case noire e7 · Pion noir sur case blanche f7 · Pion noir sur case blanche h7 · Dame noire sur case noire b6 · Fou noir sur case blanche c6 · Pion noir sur case blanche e6 · Cavalier noir sur case noire f6 · Pion noir sur case blanche g6 · Cavalier noir sur case blanche d5 · Cavalier blanc sur case noire e5 · Fou blanc sur case noire g5 · Pion blanc sur case noire d4 · Pion blanc sur case noire a3 · Cavalier blanc sur case noire c3 · Dame blanche sur case blanche d3 · Fou blanc sur case blanche a2 · Pion blanc sur case noire b2 · Pion blanc sur case noire f2 · Pion blanc sur case blanche g2 · Pion blanc sur case noire h2 · Tour blanche sur case noire c1 · Tour blanche sur case blanche f1 · Roi blanc sur case noire g1 | Tour noire sur case blanche c8 · Tour noire sur case noire f8 · Roi noir sur case blanche g8 · Pion noir sur case noire a7 · Pion noir sur case blanche b7 · Fou noir sur case noire e7 · Pion noir sur case blanche f7 · Pion noir sur case blanche h7 · Dame noire sur case noire b6 · Fou noir sur case blanche c6 · Pion noir sur case blanche e6 · Cavalier noir sur case noire f6 · Pion noir sur case blanche g6 · Cavalier noir sur case blanche d5 · Cavalier blanc sur case noire e5 · Fou blanc sur case noire g5 · Pion blanc sur case noire d4 · Pion blanc sur case noire a3 · Cavalier blanc sur case noire c3 · Dame blanche sur case blanche d3 · Fou blanc sur case blanche a2 · Pion blanc sur case noire b2 · Pion blanc sur case noire f2 · Pion blanc sur case blanche g2 · Pion blanc sur case noire h2 · Tour blanche sur case noire c1 · Tour blanche sur case blanche f1 · Roi blanc sur case noire g1 | Tour noire sur case blanche c8 · Tour noire sur case noire f8 · Roi noir sur case blanche g8 · Pion noir sur case noire a7 · Pion noir sur case blanche b7 · Fou noir sur case noire e7 · Pion noir sur case blanche f7 · Pion noir sur case blanche h7 · Dame noire sur case noire b6 · Fou noir sur case blanche c6 · Pion noir sur case blanche e6 · Cavalier noir sur case noire f6 · Pion noir sur case blanche g6 · Cavalier noir sur case blanche d5 · Cavalier blanc sur case noire e5 · Fou blanc sur case noire g5 · Pion blanc sur case noire d4 · Pion blanc sur case noire a3 · Cavalier blanc sur case noire c3 · Dame blanche sur case blanche d3 · Fou blanc sur case blanche a2 · Pion blanc sur case noire b2 · Pion blanc sur case noire f2 · Pion blanc sur case blanche g2 · Pion blanc sur case noire h2 · Tour blanche sur case noire c1 · Tour blanche sur case blanche f1 · Roi blanc sur case noire g1 | Tour noire sur case blanche c8 · Tour noire sur case noire f8 · Roi noir sur case blanche g8 · Pion noir sur case noire a7 · Pion noir sur case blanche b7 · Fou noir sur case noire e7 · Pion noir sur case blanche f7 · Pion noir sur case blanche h7 · Dame noire sur case noire b6 · Fou noir sur case blanche c6 · Pion noir sur case blanche e6 · Cavalier noir sur case noire f6 · Pion noir sur case blanche g6 · Cavalier noir sur case blanche d5 · Cavalier blanc sur case noire e5 · Fou blanc sur case noire g5 · Pion blanc sur case noire d4 · Pion blanc sur case noire a3 · Cavalier blanc sur case noire c3 · Dame blanche sur case blanche d3 · Fou blanc sur case blanche a2 · Pion blanc sur case noire b2 · Pion blanc sur case noire f2 · Pion blanc sur case blanche g2 · Pion blanc sur case noire h2 · Tour blanche sur case noire c1 · Tour blanche sur case blanche f1 · Roi blanc sur case noire g1 | Tour noire sur case blanche c8 · Tour noire sur case noire f8 · Roi noir sur case blanche g8 · Pion noir sur case noire a7 · Pion noir sur case blanche b7 · Fou noir sur case noire e7 · Pion noir sur case blanche f7 · Pion noir sur case blanche h7 · Dame noire sur case noire b6 · Fou noir sur case blanche c6 · Pion noir sur case blanche e6 · Cavalier noir sur case noire f6 · Pion noir sur case blanche g6 · Cavalier noir sur case blanche d5 · Cavalier blanc sur case noire e5 · Fou blanc sur case noire g5 · Pion blanc sur case noire d4 · Pion blanc sur case noire a3 · Cavalier blanc sur case noire c3 · Dame blanche sur case blanche d3 · Fou blanc sur case blanche a2 · Pion blanc sur case noire b2 · Pion blanc sur case noire f2 · Pion blanc sur case blanche g2 · Pion blanc sur case noire h2 · Tour blanche sur case noire c1 · Tour blanche sur case blanche f1 · Roi blanc sur case noire g1 | 5 |
| 4 | Tour noire sur case blanche c8 · Tour noire sur case noire f8 · Roi noir sur case blanche g8 · Pion noir sur case noire a7 · Pion noir sur case blanche b7 · Fou noir sur case noire e7 · Pion noir sur case blanche f7 · Pion noir sur case blanche h7 · Dame noire sur case noire b6 · Fou noir sur case blanche c6 · Pion noir sur case blanche e6 · Cavalier noir sur case noire f6 · Pion noir sur case blanche g6 · Cavalier noir sur case blanche d5 · Cavalier blanc sur case noire e5 · Fou blanc sur case noire g5 · Pion blanc sur case noire d4 · Pion blanc sur case noire a3 · Cavalier blanc sur case noire c3 · Dame blanche sur case blanche d3 · Fou blanc sur case blanche a2 · Pion blanc sur case noire b2 · Pion blanc sur case noire f2 · Pion blanc sur case blanche g2 · Pion blanc sur case noire h2 · Tour blanche sur case noire c1 · Tour blanche sur case blanche f1 · Roi blanc sur case noire g1 | Tour noire sur case blanche c8 · Tour noire sur case noire f8 · Roi noir sur case blanche g8 · Pion noir sur case noire a7 · Pion noir sur case blanche b7 · Fou noir sur case noire e7 · Pion noir sur case blanche f7 · Pion noir sur case blanche h7 · Dame noire sur case noire b6 · Fou noir sur case blanche c6 · Pion noir sur case blanche e6 · Cavalier noir sur case noire f6 · Pion noir sur case blanche g6 · Cavalier noir sur case blanche d5 · Cavalier blanc sur case noire e5 · Fou blanc sur case noire g5 · Pion blanc sur case noire d4 · Pion blanc sur case noire a3 · Cavalier blanc sur case noire c3 · Dame blanche sur case blanche d3 · Fou blanc sur case blanche a2 · Pion blanc sur case noire b2 · Pion blanc sur case noire f2 · Pion blanc sur case blanche g2 · Pion blanc sur case noire h2 · Tour blanche sur case noire c1 · Tour blanche sur case blanche f1 · Roi blanc sur case noire g1 | Tour noire sur case blanche c8 · Tour noire sur case noire f8 · Roi noir sur case blanche g8 · Pion noir sur case noire a7 · Pion noir sur case blanche b7 · Fou noir sur case noire e7 · Pion noir sur case blanche f7 · Pion noir sur case blanche h7 · Dame noire sur case noire b6 · Fou noir sur case blanche c6 · Pion noir sur case blanche e6 · Cavalier noir sur case noire f6 · Pion noir sur case blanche g6 · Cavalier noir sur case blanche d5 · Cavalier blanc sur case noire e5 · Fou blanc sur case noire g5 · Pion blanc sur case noire d4 · Pion blanc sur case noire a3 · Cavalier blanc sur case noire c3 · Dame blanche sur case blanche d3 · Fou blanc sur case blanche a2 · Pion blanc sur case noire b2 · Pion blanc sur case noire f2 · Pion blanc sur case blanche g2 · Pion blanc sur case noire h2 · Tour blanche sur case noire c1 · Tour blanche sur case blanche f1 · Roi blanc sur case noire g1 | Tour noire sur case blanche c8 · Tour noire sur case noire f8 · Roi noir sur case blanche g8 · Pion noir sur case noire a7 · Pion noir sur case blanche b7 · Fou noir sur case noire e7 · Pion noir sur case blanche f7 · Pion noir sur case blanche h7 · Dame noire sur case noire b6 · Fou noir sur case blanche c6 · Pion noir sur case blanche e6 · Cavalier noir sur case noire f6 · Pion noir sur case blanche g6 · Cavalier noir sur case blanche d5 · Cavalier blanc sur case noire e5 · Fou blanc sur case noire g5 · Pion blanc sur case noire d4 · Pion blanc sur case noire a3 · Cavalier blanc sur case noire c3 · Dame blanche sur case blanche d3 · Fou blanc sur case blanche a2 · Pion blanc sur case noire b2 · Pion blanc sur case noire f2 · Pion blanc sur case blanche g2 · Pion blanc sur case noire h2 · Tour blanche sur case noire c1 · Tour blanche sur case blanche f1 · Roi blanc sur case noire g1 | Tour noire sur case blanche c8 · Tour noire sur case noire f8 · Roi noir sur case blanche g8 · Pion noir sur case noire a7 · Pion noir sur case blanche b7 · Fou noir sur case noire e7 · Pion noir sur case blanche f7 · Pion noir sur case blanche h7 · Dame noire sur case noire b6 · Fou noir sur case blanche c6 · Pion noir sur case blanche e6 · Cavalier noir sur case noire f6 · Pion noir sur case blanche g6 · Cavalier noir sur case blanche d5 · Cavalier blanc sur case noire e5 · Fou blanc sur case noire g5 · Pion blanc sur case noire d4 · Pion blanc sur case noire a3 · Cavalier blanc sur case noire c3 · Dame blanche sur case blanche d3 · Fou blanc sur case blanche a2 · Pion blanc sur case noire b2 · Pion blanc sur case noire f2 · Pion blanc sur case blanche g2 · Pion blanc sur case noire h2 · Tour blanche sur case noire c1 · Tour blanche sur case blanche f1 · Roi blanc sur case noire g1 | Tour noire sur case blanche c8 · Tour noire sur case noire f8 · Roi noir sur case blanche g8 · Pion noir sur case noire a7 · Pion noir sur case blanche b7 · Fou noir sur case noire e7 · Pion noir sur case blanche f7 · Pion noir sur case blanche h7 · Dame noire sur case noire b6 · Fou noir sur case blanche c6 · Pion noir sur case blanche e6 · Cavalier noir sur case noire f6 · Pion noir sur case blanche g6 · Cavalier noir sur case blanche d5 · Cavalier blanc sur case noire e5 · Fou blanc sur case noire g5 · Pion blanc sur case noire d4 · Pion blanc sur case noire a3 · Cavalier blanc sur case noire c3 · Dame blanche sur case blanche d3 · Fou blanc sur case blanche a2 · Pion blanc sur case noire b2 · Pion blanc sur case noire f2 · Pion blanc sur case blanche g2 · Pion blanc sur case noire h2 · Tour blanche sur case noire c1 · Tour blanche sur case blanche f1 · Roi blanc sur case noire g1 | Tour noire sur case blanche c8 · Tour noire sur case noire f8 · Roi noir sur case blanche g8 · Pion noir sur case noire a7 · Pion noir sur case blanche b7 · Fou noir sur case noire e7 · Pion noir sur case blanche f7 · Pion noir sur case blanche h7 · Dame noire sur case noire b6 · Fou noir sur case blanche c6 · Pion noir sur case blanche e6 · Cavalier noir sur case noire f6 · Pion noir sur case blanche g6 · Cavalier noir sur case blanche d5 · Cavalier blanc sur case noire e5 · Fou blanc sur case noire g5 · Pion blanc sur case noire d4 · Pion blanc sur case noire a3 · Cavalier blanc sur case noire c3 · Dame blanche sur case blanche d3 · Fou blanc sur case blanche a2 · Pion blanc sur case noire b2 · Pion blanc sur case noire f2 · Pion blanc sur case blanche g2 · Pion blanc sur case noire h2 · Tour blanche sur case noire c1 · Tour blanche sur case blanche f1 · Roi blanc sur case noire g1 | Tour noire sur case blanche c8 · Tour noire sur case noire f8 · Roi noir sur case blanche g8 · Pion noir sur case noire a7 · Pion noir sur case blanche b7 · Fou noir sur case noire e7 · Pion noir sur case blanche f7 · Pion noir sur case blanche h7 · Dame noire sur case noire b6 · Fou noir sur case blanche c6 · Pion noir sur case blanche e6 · Cavalier noir sur case noire f6 · Pion noir sur case blanche g6 · Cavalier noir sur case blanche d5 · Cavalier blanc sur case noire e5 · Fou blanc sur case noire g5 · Pion blanc sur case noire d4 · Pion blanc sur case noire a3 · Cavalier blanc sur case noire c3 · Dame blanche sur case blanche d3 · Fou blanc sur case blanche a2 · Pion blanc sur case noire b2 · Pion blanc sur case noire f2 · Pion blanc sur case blanche g2 · Pion blanc sur case noire h2 · Tour blanche sur case noire c1 · Tour blanche sur case blanche f1 · Roi blanc sur case noire g1 | 4 |
| 3 | Tour noire sur case blanche c8 · Tour noire sur case noire f8 · Roi noir sur case blanche g8 · Pion noir sur case noire a7 · Pion noir sur case blanche b7 · Fou noir sur case noire e7 · Pion noir sur case blanche f7 · Pion noir sur case blanche h7 · Dame noire sur case noire b6 · Fou noir sur case blanche c6 · Pion noir sur case blanche e6 · Cavalier noir sur case noire f6 · Pion noir sur case blanche g6 · Cavalier noir sur case blanche d5 · Cavalier blanc sur case noire e5 · Fou blanc sur case noire g5 · Pion blanc sur case noire d4 · Pion blanc sur case noire a3 · Cavalier blanc sur case noire c3 · Dame blanche sur case blanche d3 · Fou blanc sur case blanche a2 · Pion blanc sur case noire b2 · Pion blanc sur case noire f2 · Pion blanc sur case blanche g2 · Pion blanc sur case noire h2 · Tour blanche sur case noire c1 · Tour blanche sur case blanche f1 · Roi blanc sur case noire g1 | Tour noire sur case blanche c8 · Tour noire sur case noire f8 · Roi noir sur case blanche g8 · Pion noir sur case noire a7 · Pion noir sur case blanche b7 · Fou noir sur case noire e7 · Pion noir sur case blanche f7 · Pion noir sur case blanche h7 · Dame noire sur case noire b6 · Fou noir sur case blanche c6 · Pion noir sur case blanche e6 · Cavalier noir sur case noire f6 · Pion noir sur case blanche g6 · Cavalier noir sur case blanche d5 · Cavalier blanc sur case noire e5 · Fou blanc sur case noire g5 · Pion blanc sur case noire d4 · Pion blanc sur case noire a3 · Cavalier blanc sur case noire c3 · Dame blanche sur case blanche d3 · Fou blanc sur case blanche a2 · Pion blanc sur case noire b2 · Pion blanc sur case noire f2 · Pion blanc sur case blanche g2 · Pion blanc sur case noire h2 · Tour blanche sur case noire c1 · Tour blanche sur case blanche f1 · Roi blanc sur case noire g1 | Tour noire sur case blanche c8 · Tour noire sur case noire f8 · Roi noir sur case blanche g8 · Pion noir sur case noire a7 · Pion noir sur case blanche b7 · Fou noir sur case noire e7 · Pion noir sur case blanche f7 · Pion noir sur case blanche h7 · Dame noire sur case noire b6 · Fou noir sur case blanche c6 · Pion noir sur case blanche e6 · Cavalier noir sur case noire f6 · Pion noir sur case blanche g6 · Cavalier noir sur case blanche d5 · Cavalier blanc sur case noire e5 · Fou blanc sur case noire g5 · Pion blanc sur case noire d4 · Pion blanc sur case noire a3 · Cavalier blanc sur case noire c3 · Dame blanche sur case blanche d3 · Fou blanc sur case blanche a2 · Pion blanc sur case noire b2 · Pion blanc sur case noire f2 · Pion blanc sur case blanche g2 · Pion blanc sur case noire h2 · Tour blanche sur case noire c1 · Tour blanche sur case blanche f1 · Roi blanc sur case noire g1 | Tour noire sur case blanche c8 · Tour noire sur case noire f8 · Roi noir sur case blanche g8 · Pion noir sur case noire a7 · Pion noir sur case blanche b7 · Fou noir sur case noire e7 · Pion noir sur case blanche f7 · Pion noir sur case blanche h7 · Dame noire sur case noire b6 · Fou noir sur case blanche c6 · Pion noir sur case blanche e6 · Cavalier noir sur case noire f6 · Pion noir sur case blanche g6 · Cavalier noir sur case blanche d5 · Cavalier blanc sur case noire e5 · Fou blanc sur case noire g5 · Pion blanc sur case noire d4 · Pion blanc sur case noire a3 · Cavalier blanc sur case noire c3 · Dame blanche sur case blanche d3 · Fou blanc sur case blanche a2 · Pion blanc sur case noire b2 · Pion blanc sur case noire f2 · Pion blanc sur case blanche g2 · Pion blanc sur case noire h2 · Tour blanche sur case noire c1 · Tour blanche sur case blanche f1 · Roi blanc sur case noire g1 | Tour noire sur case blanche c8 · Tour noire sur case noire f8 · Roi noir sur case blanche g8 · Pion noir sur case noire a7 · Pion noir sur case blanche b7 · Fou noir sur case noire e7 · Pion noir sur case blanche f7 · Pion noir sur case blanche h7 · Dame noire sur case noire b6 · Fou noir sur case blanche c6 · Pion noir sur case blanche e6 · Cavalier noir sur case noire f6 · Pion noir sur case blanche g6 · Cavalier noir sur case blanche d5 · Cavalier blanc sur case noire e5 · Fou blanc sur case noire g5 · Pion blanc sur case noire d4 · Pion blanc sur case noire a3 · Cavalier blanc sur case noire c3 · Dame blanche sur case blanche d3 · Fou blanc sur case blanche a2 · Pion blanc sur case noire b2 · Pion blanc sur case noire f2 · Pion blanc sur case blanche g2 · Pion blanc sur case noire h2 · Tour blanche sur case noire c1 · Tour blanche sur case blanche f1 · Roi blanc sur case noire g1 | Tour noire sur case blanche c8 · Tour noire sur case noire f8 · Roi noir sur case blanche g8 · Pion noir sur case noire a7 · Pion noir sur case blanche b7 · Fou noir sur case noire e7 · Pion noir sur case blanche f7 · Pion noir sur case blanche h7 · Dame noire sur case noire b6 · Fou noir sur case blanche c6 · Pion noir sur case blanche e6 · Cavalier noir sur case noire f6 · Pion noir sur case blanche g6 · Cavalier noir sur case blanche d5 · Cavalier blanc sur case noire e5 · Fou blanc sur case noire g5 · Pion blanc sur case noire d4 · Pion blanc sur case noire a3 · Cavalier blanc sur case noire c3 · Dame blanche sur case blanche d3 · Fou blanc sur case blanche a2 · Pion blanc sur case noire b2 · Pion blanc sur case noire f2 · Pion blanc sur case blanche g2 · Pion blanc sur case noire h2 · Tour blanche sur case noire c1 · Tour blanche sur case blanche f1 · Roi blanc sur case noire g1 | Tour noire sur case blanche c8 · Tour noire sur case noire f8 · Roi noir sur case blanche g8 · Pion noir sur case noire a7 · Pion noir sur case blanche b7 · Fou noir sur case noire e7 · Pion noir sur case blanche f7 · Pion noir sur case blanche h7 · Dame noire sur case noire b6 · Fou noir sur case blanche c6 · Pion noir sur case blanche e6 · Cavalier noir sur case noire f6 · Pion noir sur case blanche g6 · Cavalier noir sur case blanche d5 · Cavalier blanc sur case noire e5 · Fou blanc sur case noire g5 · Pion blanc sur case noire d4 · Pion blanc sur case noire a3 · Cavalier blanc sur case noire c3 · Dame blanche sur case blanche d3 · Fou blanc sur case blanche a2 · Pion blanc sur case noire b2 · Pion blanc sur case noire f2 · Pion blanc sur case blanche g2 · Pion blanc sur case noire h2 · Tour blanche sur case noire c1 · Tour blanche sur case blanche f1 · Roi blanc sur case noire g1 | Tour noire sur case blanche c8 · Tour noire sur case noire f8 · Roi noir sur case blanche g8 · Pion noir sur case noire a7 · Pion noir sur case blanche b7 · Fou noir sur case noire e7 · Pion noir sur case blanche f7 · Pion noir sur case blanche h7 · Dame noire sur case noire b6 · Fou noir sur case blanche c6 · Pion noir sur case blanche e6 · Cavalier noir sur case noire f6 · Pion noir sur case blanche g6 · Cavalier noir sur case blanche d5 · Cavalier blanc sur case noire e5 · Fou blanc sur case noire g5 · Pion blanc sur case noire d4 · Pion blanc sur case noire a3 · Cavalier blanc sur case noire c3 · Dame blanche sur case blanche d3 · Fou blanc sur case blanche a2 · Pion blanc sur case noire b2 · Pion blanc sur case noire f2 · Pion blanc sur case blanche g2 · Pion blanc sur case noire h2 · Tour blanche sur case noire c1 · Tour blanche sur case blanche f1 · Roi blanc sur case noire g1 | 3 |
| 2 | Tour noire sur case blanche c8 · Tour noire sur case noire f8 · Roi noir sur case blanche g8 · Pion noir sur case noire a7 · Pion noir sur case blanche b7 · Fou noir sur case noire e7 · Pion noir sur case blanche f7 · Pion noir sur case blanche h7 · Dame noire sur case noire b6 · Fou noir sur case blanche c6 · Pion noir sur case blanche e6 · Cavalier noir sur case noire f6 · Pion noir sur case blanche g6 · Cavalier noir sur case blanche d5 · Cavalier blanc sur case noire e5 · Fou blanc sur case noire g5 · Pion blanc sur case noire d4 · Pion blanc sur case noire a3 · Cavalier blanc sur case noire c3 · Dame blanche sur case blanche d3 · Fou blanc sur case blanche a2 · Pion blanc sur case noire b2 · Pion blanc sur case noire f2 · Pion blanc sur case blanche g2 · Pion blanc sur case noire h2 · Tour blanche sur case noire c1 · Tour blanche sur case blanche f1 · Roi blanc sur case noire g1 | Tour noire sur case blanche c8 · Tour noire sur case noire f8 · Roi noir sur case blanche g8 · Pion noir sur case noire a7 · Pion noir sur case blanche b7 · Fou noir sur case noire e7 · Pion noir sur case blanche f7 · Pion noir sur case blanche h7 · Dame noire sur case noire b6 · Fou noir sur case blanche c6 · Pion noir sur case blanche e6 · Cavalier noir sur case noire f6 · Pion noir sur case blanche g6 · Cavalier noir sur case blanche d5 · Cavalier blanc sur case noire e5 · Fou blanc sur case noire g5 · Pion blanc sur case noire d4 · Pion blanc sur case noire a3 · Cavalier blanc sur case noire c3 · Dame blanche sur case blanche d3 · Fou blanc sur case blanche a2 · Pion blanc sur case noire b2 · Pion blanc sur case noire f2 · Pion blanc sur case blanche g2 · Pion blanc sur case noire h2 · Tour blanche sur case noire c1 · Tour blanche sur case blanche f1 · Roi blanc sur case noire g1 | Tour noire sur case blanche c8 · Tour noire sur case noire f8 · Roi noir sur case blanche g8 · Pion noir sur case noire a7 · Pion noir sur case blanche b7 · Fou noir sur case noire e7 · Pion noir sur case blanche f7 · Pion noir sur case blanche h7 · Dame noire sur case noire b6 · Fou noir sur case blanche c6 · Pion noir sur case blanche e6 · Cavalier noir sur case noire f6 · Pion noir sur case blanche g6 · Cavalier noir sur case blanche d5 · Cavalier blanc sur case noire e5 · Fou blanc sur case noire g5 · Pion blanc sur case noire d4 · Pion blanc sur case noire a3 · Cavalier blanc sur case noire c3 · Dame blanche sur case blanche d3 · Fou blanc sur case blanche a2 · Pion blanc sur case noire b2 · Pion blanc sur case noire f2 · Pion blanc sur case blanche g2 · Pion blanc sur case noire h2 · Tour blanche sur case noire c1 · Tour blanche sur case blanche f1 · Roi blanc sur case noire g1 | Tour noire sur case blanche c8 · Tour noire sur case noire f8 · Roi noir sur case blanche g8 · Pion noir sur case noire a7 · Pion noir sur case blanche b7 · Fou noir sur case noire e7 · Pion noir sur case blanche f7 · Pion noir sur case blanche h7 · Dame noire sur case noire b6 · Fou noir sur case blanche c6 · Pion noir sur case blanche e6 · Cavalier noir sur case noire f6 · Pion noir sur case blanche g6 · Cavalier noir sur case blanche d5 · Cavalier blanc sur case noire e5 · Fou blanc sur case noire g5 · Pion blanc sur case noire d4 · Pion blanc sur case noire a3 · Cavalier blanc sur case noire c3 · Dame blanche sur case blanche d3 · Fou blanc sur case blanche a2 · Pion blanc sur case noire b2 · Pion blanc sur case noire f2 · Pion blanc sur case blanche g2 · Pion blanc sur case noire h2 · Tour blanche sur case noire c1 · Tour blanche sur case blanche f1 · Roi blanc sur case noire g1 | Tour noire sur case blanche c8 · Tour noire sur case noire f8 · Roi noir sur case blanche g8 · Pion noir sur case noire a7 · Pion noir sur case blanche b7 · Fou noir sur case noire e7 · Pion noir sur case blanche f7 · Pion noir sur case blanche h7 · Dame noire sur case noire b6 · Fou noir sur case blanche c6 · Pion noir sur case blanche e6 · Cavalier noir sur case noire f6 · Pion noir sur case blanche g6 · Cavalier noir sur case blanche d5 · Cavalier blanc sur case noire e5 · Fou blanc sur case noire g5 · Pion blanc sur case noire d4 · Pion blanc sur case noire a3 · Cavalier blanc sur case noire c3 · Dame blanche sur case blanche d3 · Fou blanc sur case blanche a2 · Pion blanc sur case noire b2 · Pion blanc sur case noire f2 · Pion blanc sur case blanche g2 · Pion blanc sur case noire h2 · Tour blanche sur case noire c1 · Tour blanche sur case blanche f1 · Roi blanc sur case noire g1 | Tour noire sur case blanche c8 · Tour noire sur case noire f8 · Roi noir sur case blanche g8 · Pion noir sur case noire a7 · Pion noir sur case blanche b7 · Fou noir sur case noire e7 · Pion noir sur case blanche f7 · Pion noir sur case blanche h7 · Dame noire sur case noire b6 · Fou noir sur case blanche c6 · Pion noir sur case blanche e6 · Cavalier noir sur case noire f6 · Pion noir sur case blanche g6 · Cavalier noir sur case blanche d5 · Cavalier blanc sur case noire e5 · Fou blanc sur case noire g5 · Pion blanc sur case noire d4 · Pion blanc sur case noire a3 · Cavalier blanc sur case noire c3 · Dame blanche sur case blanche d3 · Fou blanc sur case blanche a2 · Pion blanc sur case noire b2 · Pion blanc sur case noire f2 · Pion blanc sur case blanche g2 · Pion blanc sur case noire h2 · Tour blanche sur case noire c1 · Tour blanche sur case blanche f1 · Roi blanc sur case noire g1 | Tour noire sur case blanche c8 · Tour noire sur case noire f8 · Roi noir sur case blanche g8 · Pion noir sur case noire a7 · Pion noir sur case blanche b7 · Fou noir sur case noire e7 · Pion noir sur case blanche f7 · Pion noir sur case blanche h7 · Dame noire sur case noire b6 · Fou noir sur case blanche c6 · Pion noir sur case blanche e6 · Cavalier noir sur case noire f6 · Pion noir sur case blanche g6 · Cavalier noir sur case blanche d5 · Cavalier blanc sur case noire e5 · Fou blanc sur case noire g5 · Pion blanc sur case noire d4 · Pion blanc sur case noire a3 · Cavalier blanc sur case noire c3 · Dame blanche sur case blanche d3 · Fou blanc sur case blanche a2 · Pion blanc sur case noire b2 · Pion blanc sur case noire f2 · Pion blanc sur case blanche g2 · Pion blanc sur case noire h2 · Tour blanche sur case noire c1 · Tour blanche sur case blanche f1 · Roi blanc sur case noire g1 | Tour noire sur case blanche c8 · Tour noire sur case noire f8 · Roi noir sur case blanche g8 · Pion noir sur case noire a7 · Pion noir sur case blanche b7 · Fou noir sur case noire e7 · Pion noir sur case blanche f7 · Pion noir sur case blanche h7 · Dame noire sur case noire b6 · Fou noir sur case blanche c6 · Pion noir sur case blanche e6 · Cavalier noir sur case noire f6 · Pion noir sur case blanche g6 · Cavalier noir sur case blanche d5 · Cavalier blanc sur case noire e5 · Fou blanc sur case noire g5 · Pion blanc sur case noire d4 · Pion blanc sur case noire a3 · Cavalier blanc sur case noire c3 · Dame blanche sur case blanche d3 · Fou blanc sur case blanche a2 · Pion blanc sur case noire b2 · Pion blanc sur case noire f2 · Pion blanc sur case blanche g2 · Pion blanc sur case noire h2 · Tour blanche sur case noire c1 · Tour blanche sur case blanche f1 · Roi blanc sur case noire g1 | 2 |
| 1 | Tour noire sur case blanche c8 · Tour noire sur case noire f8 · Roi noir sur case blanche g8 · Pion noir sur case noire a7 · Pion noir sur case blanche b7 · Fou noir sur case noire e7 · Pion noir sur case blanche f7 · Pion noir sur case blanche h7 · Dame noire sur case noire b6 · Fou noir sur case blanche c6 · Pion noir sur case blanche e6 · Cavalier noir sur case noire f6 · Pion noir sur case blanche g6 · Cavalier noir sur case blanche d5 · Cavalier blanc sur case noire e5 · Fou blanc sur case noire g5 · Pion blanc sur case noire d4 · Pion blanc sur case noire a3 · Cavalier blanc sur case noire c3 · Dame blanche sur case blanche d3 · Fou blanc sur case blanche a2 · Pion blanc sur case noire b2 · Pion blanc sur case noire f2 · Pion blanc sur case blanche g2 · Pion blanc sur case noire h2 · Tour blanche sur case noire c1 · Tour blanche sur case blanche f1 · Roi blanc sur case noire g1 | Tour noire sur case blanche c8 · Tour noire sur case noire f8 · Roi noir sur case blanche g8 · Pion noir sur case noire a7 · Pion noir sur case blanche b7 · Fou noir sur case noire e7 · Pion noir sur case blanche f7 · Pion noir sur case blanche h7 · Dame noire sur case noire b6 · Fou noir sur case blanche c6 · Pion noir sur case blanche e6 · Cavalier noir sur case noire f6 · Pion noir sur case blanche g6 · Cavalier noir sur case blanche d5 · Cavalier blanc sur case noire e5 · Fou blanc sur case noire g5 · Pion blanc sur case noire d4 · Pion blanc sur case noire a3 · Cavalier blanc sur case noire c3 · Dame blanche sur case blanche d3 · Fou blanc sur case blanche a2 · Pion blanc sur case noire b2 · Pion blanc sur case noire f2 · Pion blanc sur case blanche g2 · Pion blanc sur case noire h2 · Tour blanche sur case noire c1 · Tour blanche sur case blanche f1 · Roi blanc sur case noire g1 | Tour noire sur case blanche c8 · Tour noire sur case noire f8 · Roi noir sur case blanche g8 · Pion noir sur case noire a7 · Pion noir sur case blanche b7 · Fou noir sur case noire e7 · Pion noir sur case blanche f7 · Pion noir sur case blanche h7 · Dame noire sur case noire b6 · Fou noir sur case blanche c6 · Pion noir sur case blanche e6 · Cavalier noir sur case noire f6 · Pion noir sur case blanche g6 · Cavalier noir sur case blanche d5 · Cavalier blanc sur case noire e5 · Fou blanc sur case noire g5 · Pion blanc sur case noire d4 · Pion blanc sur case noire a3 · Cavalier blanc sur case noire c3 · Dame blanche sur case blanche d3 · Fou blanc sur case blanche a2 · Pion blanc sur case noire b2 · Pion blanc sur case noire f2 · Pion blanc sur case blanche g2 · Pion blanc sur case noire h2 · Tour blanche sur case noire c1 · Tour blanche sur case blanche f1 · Roi blanc sur case noire g1 | Tour noire sur case blanche c8 · Tour noire sur case noire f8 · Roi noir sur case blanche g8 · Pion noir sur case noire a7 · Pion noir sur case blanche b7 · Fou noir sur case noire e7 · Pion noir sur case blanche f7 · Pion noir sur case blanche h7 · Dame noire sur case noire b6 · Fou noir sur case blanche c6 · Pion noir sur case blanche e6 · Cavalier noir sur case noire f6 · Pion noir sur case blanche g6 · Cavalier noir sur case blanche d5 · Cavalier blanc sur case noire e5 · Fou blanc sur case noire g5 · Pion blanc sur case noire d4 · Pion blanc sur case noire a3 · Cavalier blanc sur case noire c3 · Dame blanche sur case blanche d3 · Fou blanc sur case blanche a2 · Pion blanc sur case noire b2 · Pion blanc sur case noire f2 · Pion blanc sur case blanche g2 · Pion blanc sur case noire h2 · Tour blanche sur case noire c1 · Tour blanche sur case blanche f1 · Roi blanc sur case noire g1 | Tour noire sur case blanche c8 · Tour noire sur case noire f8 · Roi noir sur case blanche g8 · Pion noir sur case noire a7 · Pion noir sur case blanche b7 · Fou noir sur case noire e7 · Pion noir sur case blanche f7 · Pion noir sur case blanche h7 · Dame noire sur case noire b6 · Fou noir sur case blanche c6 · Pion noir sur case blanche e6 · Cavalier noir sur case noire f6 · Pion noir sur case blanche g6 · Cavalier noir sur case blanche d5 · Cavalier blanc sur case noire e5 · Fou blanc sur case noire g5 · Pion blanc sur case noire d4 · Pion blanc sur case noire a3 · Cavalier blanc sur case noire c3 · Dame blanche sur case blanche d3 · Fou blanc sur case blanche a2 · Pion blanc sur case noire b2 · Pion blanc sur case noire f2 · Pion blanc sur case blanche g2 · Pion blanc sur case noire h2 · Tour blanche sur case noire c1 · Tour blanche sur case blanche f1 · Roi blanc sur case noire g1 | Tour noire sur case blanche c8 · Tour noire sur case noire f8 · Roi noir sur case blanche g8 · Pion noir sur case noire a7 · Pion noir sur case blanche b7 · Fou noir sur case noire e7 · Pion noir sur case blanche f7 · Pion noir sur case blanche h7 · Dame noire sur case noire b6 · Fou noir sur case blanche c6 · Pion noir sur case blanche e6 · Cavalier noir sur case noire f6 · Pion noir sur case blanche g6 · Cavalier noir sur case blanche d5 · Cavalier blanc sur case noire e5 · Fou blanc sur case noire g5 · Pion blanc sur case noire d4 · Pion blanc sur case noire a3 · Cavalier blanc sur case noire c3 · Dame blanche sur case blanche d3 · Fou blanc sur case blanche a2 · Pion blanc sur case noire b2 · Pion blanc sur case noire f2 · Pion blanc sur case blanche g2 · Pion blanc sur case noire h2 · Tour blanche sur case noire c1 · Tour blanche sur case blanche f1 · Roi blanc sur case noire g1 | Tour noire sur case blanche c8 · Tour noire sur case noire f8 · Roi noir sur case blanche g8 · Pion noir sur case noire a7 · Pion noir sur case blanche b7 · Fou noir sur case noire e7 · Pion noir sur case blanche f7 · Pion noir sur case blanche h7 · Dame noire sur case noire b6 · Fou noir sur case blanche c6 · Pion noir sur case blanche e6 · Cavalier noir sur case noire f6 · Pion noir sur case blanche g6 · Cavalier noir sur case blanche d5 · Cavalier blanc sur case noire e5 · Fou blanc sur case noire g5 · Pion blanc sur case noire d4 · Pion blanc sur case noire a3 · Cavalier blanc sur case noire c3 · Dame blanche sur case blanche d3 · Fou blanc sur case blanche a2 · Pion blanc sur case noire b2 · Pion blanc sur case noire f2 · Pion blanc sur case blanche g2 · Pion blanc sur case noire h2 · Tour blanche sur case noire c1 · Tour blanche sur case blanche f1 · Roi blanc sur case noire g1 | Tour noire sur case blanche c8 · Tour noire sur case noire f8 · Roi noir sur case blanche g8 · Pion noir sur case noire a7 · Pion noir sur case blanche b7 · Fou noir sur case noire e7 · Pion noir sur case blanche f7 · Pion noir sur case blanche h7 · Dame noire sur case noire b6 · Fou noir sur case blanche c6 · Pion noir sur case blanche e6 · Cavalier noir sur case noire f6 · Pion noir sur case blanche g6 · Cavalier noir sur case blanche d5 · Cavalier blanc sur case noire e5 · Fou blanc sur case noire g5 · Pion blanc sur case noire d4 · Pion blanc sur case noire a3 · Cavalier blanc sur case noire c3 · Dame blanche sur case blanche d3 · Fou blanc sur case blanche a2 · Pion blanc sur case noire b2 · Pion blanc sur case noire f2 · Pion blanc sur case blanche g2 · Pion blanc sur case noire h2 · Tour blanche sur case noire c1 · Tour blanche sur case blanche f1 · Roi blanc sur case noire g1 | 1 |
|   | a | b | c | d | e | f | g | h |   |

Réflexion et choix aux échecs (Thought and Choice in Chess) d'Adriaan de Groot, maître international du jeu d'échecs et professeur de psychologie, un mémoire de doctorat publié en néerlandais en 1946, est l'ouvrage qui approfondit et discute les travaux de Binet. Il compare la façon de penser de différents types de joueurs, des grands maîtres et des joueurs plus faibles, et fait notamment remarquer que les joueurs plus forts ne calculent pas forcément plus, mais mieux. De Groot a notamment soumis la position suivante à plusieurs joueurs de niveaux différents (voir diagramme ci-contre).
À part Salo Flohr qui a proposé 17. Cxc6 (pas objectivement le meilleur coup, mais quand même un bon coup) après dix minutes de réflexion, tous les autres joueurs de classe mondiale interrogés ont proposé 17. Fxd5, le coup objectivement le meilleur et qui mène à un gain démontrable : Alexandre Alekhine (neuf minutes), Max Euwe (quinze minutes), Paul Keres (six minutes), Reuben Fine (huit minutes). En revanche, aucun des amateurs interrogés n'a suggéré 17. Fxd5, le coup revenant le plus souvent étant 17. Cxd5 (trois fois).
|   | a | b | c | d | e | f | g | h |   |
| 8 | Roi noir sur case blanche a8 · Dame noire sur case blanche c8 · Tour noire sur case noire d8 · Tour noire sur case noire h8 · Pion noir sur case noire a7 · Pion noir sur case noire c7 · Pion noir sur case blanche f7 · Pion noir sur case noire b6 · Pion noir sur case blanche e6 · Pion noir sur case blanche g6 · Pion blanc sur case noire a5 · Pion noir sur case blanche d5 · Pion blanc sur case noire e5 · Cavalier noir sur case blanche f5 · Cavalier noir sur case blanche c4 · Pion blanc sur case noire d4 · Pion blanc sur case noire f4 · Pion noir sur case noire h4 · Cavalier blanc sur case blanche b3 · Pion blanc sur case noire c3 · Pion blanc sur case blanche c2 · Fou blanc sur case noire d2 · Dame blanche sur case blanche e2 · Pion blanc sur case blanche g2 · Pion blanc sur case noire h2 · Tour blanche sur case noire a1 · Tour blanche sur case blanche b1 · Roi blanc sur case blanche h1 | Roi noir sur case blanche a8 · Dame noire sur case blanche c8 · Tour noire sur case noire d8 · Tour noire sur case noire h8 · Pion noir sur case noire a7 · Pion noir sur case noire c7 · Pion noir sur case blanche f7 · Pion noir sur case noire b6 · Pion noir sur case blanche e6 · Pion noir sur case blanche g6 · Pion blanc sur case noire a5 · Pion noir sur case blanche d5 · Pion blanc sur case noire e5 · Cavalier noir sur case blanche f5 · Cavalier noir sur case blanche c4 · Pion blanc sur case noire d4 · Pion blanc sur case noire f4 · Pion noir sur case noire h4 · Cavalier blanc sur case blanche b3 · Pion blanc sur case noire c3 · Pion blanc sur case blanche c2 · Fou blanc sur case noire d2 · Dame blanche sur case blanche e2 · Pion blanc sur case blanche g2 · Pion blanc sur case noire h2 · Tour blanche sur case noire a1 · Tour blanche sur case blanche b1 · Roi blanc sur case blanche h1 | Roi noir sur case blanche a8 · Dame noire sur case blanche c8 · Tour noire sur case noire d8 · Tour noire sur case noire h8 · Pion noir sur case noire a7 · Pion noir sur case noire c7 · Pion noir sur case blanche f7 · Pion noir sur case noire b6 · Pion noir sur case blanche e6 · Pion noir sur case blanche g6 · Pion blanc sur case noire a5 · Pion noir sur case blanche d5 · Pion blanc sur case noire e5 · Cavalier noir sur case blanche f5 · Cavalier noir sur case blanche c4 · Pion blanc sur case noire d4 · Pion blanc sur case noire f4 · Pion noir sur case noire h4 · Cavalier blanc sur case blanche b3 · Pion blanc sur case noire c3 · Pion blanc sur case blanche c2 · Fou blanc sur case noire d2 · Dame blanche sur case blanche e2 · Pion blanc sur case blanche g2 · Pion blanc sur case noire h2 · Tour blanche sur case noire a1 · Tour blanche sur case blanche b1 · Roi blanc sur case blanche h1 | Roi noir sur case blanche a8 · Dame noire sur case blanche c8 · Tour noire sur case noire d8 · Tour noire sur case noire h8 · Pion noir sur case noire a7 · Pion noir sur case noire c7 · Pion noir sur case blanche f7 · Pion noir sur case noire b6 · Pion noir sur case blanche e6 · Pion noir sur case blanche g6 · Pion blanc sur case noire a5 · Pion noir sur case blanche d5 · Pion blanc sur case noire e5 · Cavalier noir sur case blanche f5 · Cavalier noir sur case blanche c4 · Pion blanc sur case noire d4 · Pion blanc sur case noire f4 · Pion noir sur case noire h4 · Cavalier blanc sur case blanche b3 · Pion blanc sur case noire c3 · Pion blanc sur case blanche c2 · Fou blanc sur case noire d2 · Dame blanche sur case blanche e2 · Pion blanc sur case blanche g2 · Pion blanc sur case noire h2 · Tour blanche sur case noire a1 · Tour blanche sur case blanche b1 · Roi blanc sur case blanche h1 | Roi noir sur case blanche a8 · Dame noire sur case blanche c8 · Tour noire sur case noire d8 · Tour noire sur case noire h8 · Pion noir sur case noire a7 · Pion noir sur case noire c7 · Pion noir sur case blanche f7 · Pion noir sur case noire b6 · Pion noir sur case blanche e6 · Pion noir sur case blanche g6 · Pion blanc sur case noire a5 · Pion noir sur case blanche d5 · Pion blanc sur case noire e5 · Cavalier noir sur case blanche f5 · Cavalier noir sur case blanche c4 · Pion blanc sur case noire d4 · Pion blanc sur case noire f4 · Pion noir sur case noire h4 · Cavalier blanc sur case blanche b3 · Pion blanc sur case noire c3 · Pion blanc sur case blanche c2 · Fou blanc sur case noire d2 · Dame blanche sur case blanche e2 · Pion blanc sur case blanche g2 · Pion blanc sur case noire h2 · Tour blanche sur case noire a1 · Tour blanche sur case blanche b1 · Roi blanc sur case blanche h1 | Roi noir sur case blanche a8 · Dame noire sur case blanche c8 · Tour noire sur case noire d8 · Tour noire sur case noire h8 · Pion noir sur case noire a7 · Pion noir sur case noire c7 · Pion noir sur case blanche f7 · Pion noir sur case noire b6 · Pion noir sur case blanche e6 · Pion noir sur case blanche g6 · Pion blanc sur case noire a5 · Pion noir sur case blanche d5 · Pion blanc sur case noire e5 · Cavalier noir sur case blanche f5 · Cavalier noir sur case blanche c4 · Pion blanc sur case noire d4 · Pion blanc sur case noire f4 · Pion noir sur case noire h4 · Cavalier blanc sur case blanche b3 · Pion blanc sur case noire c3 · Pion blanc sur case blanche c2 · Fou blanc sur case noire d2 · Dame blanche sur case blanche e2 · Pion blanc sur case blanche g2 · Pion blanc sur case noire h2 · Tour blanche sur case noire a1 · Tour blanche sur case blanche b1 · Roi blanc sur case blanche h1 | Roi noir sur case blanche a8 · Dame noire sur case blanche c8 · Tour noire sur case noire d8 · Tour noire sur case noire h8 · Pion noir sur case noire a7 · Pion noir sur case noire c7 · Pion noir sur case blanche f7 · Pion noir sur case noire b6 · Pion noir sur case blanche e6 · Pion noir sur case blanche g6 · Pion blanc sur case noire a5 · Pion noir sur case blanche d5 · Pion blanc sur case noire e5 · Cavalier noir sur case blanche f5 · Cavalier noir sur case blanche c4 · Pion blanc sur case noire d4 · Pion blanc sur case noire f4 · Pion noir sur case noire h4 · Cavalier blanc sur case blanche b3 · Pion blanc sur case noire c3 · Pion blanc sur case blanche c2 · Fou blanc sur case noire d2 · Dame blanche sur case blanche e2 · Pion blanc sur case blanche g2 · Pion blanc sur case noire h2 · Tour blanche sur case noire a1 · Tour blanche sur case blanche b1 · Roi blanc sur case blanche h1 | Roi noir sur case blanche a8 · Dame noire sur case blanche c8 · Tour noire sur case noire d8 · Tour noire sur case noire h8 · Pion noir sur case noire a7 · Pion noir sur case noire c7 · Pion noir sur case blanche f7 · Pion noir sur case noire b6 · Pion noir sur case blanche e6 · Pion noir sur case blanche g6 · Pion blanc sur case noire a5 · Pion noir sur case blanche d5 · Pion blanc sur case noire e5 · Cavalier noir sur case blanche f5 · Cavalier noir sur case blanche c4 · Pion blanc sur case noire d4 · Pion blanc sur case noire f4 · Pion noir sur case noire h4 · Cavalier blanc sur case blanche b3 · Pion blanc sur case noire c3 · Pion blanc sur case blanche c2 · Fou blanc sur case noire d2 · Dame blanche sur case blanche e2 · Pion blanc sur case blanche g2 · Pion blanc sur case noire h2 · Tour blanche sur case noire a1 · Tour blanche sur case blanche b1 · Roi blanc sur case blanche h1 | 8 |
| 7 | Roi noir sur case blanche a8 · Dame noire sur case blanche c8 · Tour noire sur case noire d8 · Tour noire sur case noire h8 · Pion noir sur case noire a7 · Pion noir sur case noire c7 · Pion noir sur case blanche f7 · Pion noir sur case noire b6 · Pion noir sur case blanche e6 · Pion noir sur case blanche g6 · Pion blanc sur case noire a5 · Pion noir sur case blanche d5 · Pion blanc sur case noire e5 · Cavalier noir sur case blanche f5 · Cavalier noir sur case blanche c4 · Pion blanc sur case noire d4 · Pion blanc sur case noire f4 · Pion noir sur case noire h4 · Cavalier blanc sur case blanche b3 · Pion blanc sur case noire c3 · Pion blanc sur case blanche c2 · Fou blanc sur case noire d2 · Dame blanche sur case blanche e2 · Pion blanc sur case blanche g2 · Pion blanc sur case noire h2 · Tour blanche sur case noire a1 · Tour blanche sur case blanche b1 · Roi blanc sur case blanche h1 | Roi noir sur case blanche a8 · Dame noire sur case blanche c8 · Tour noire sur case noire d8 · Tour noire sur case noire h8 · Pion noir sur case noire a7 · Pion noir sur case noire c7 · Pion noir sur case blanche f7 · Pion noir sur case noire b6 · Pion noir sur case blanche e6 · Pion noir sur case blanche g6 · Pion blanc sur case noire a5 · Pion noir sur case blanche d5 · Pion blanc sur case noire e5 · Cavalier noir sur case blanche f5 · Cavalier noir sur case blanche c4 · Pion blanc sur case noire d4 · Pion blanc sur case noire f4 · Pion noir sur case noire h4 · Cavalier blanc sur case blanche b3 · Pion blanc sur case noire c3 · Pion blanc sur case blanche c2 · Fou blanc sur case noire d2 · Dame blanche sur case blanche e2 · Pion blanc sur case blanche g2 · Pion blanc sur case noire h2 · Tour blanche sur case noire a1 · Tour blanche sur case blanche b1 · Roi blanc sur case blanche h1 | Roi noir sur case blanche a8 · Dame noire sur case blanche c8 · Tour noire sur case noire d8 · Tour noire sur case noire h8 · Pion noir sur case noire a7 · Pion noir sur case noire c7 · Pion noir sur case blanche f7 · Pion noir sur case noire b6 · Pion noir sur case blanche e6 · Pion noir sur case blanche g6 · Pion blanc sur case noire a5 · Pion noir sur case blanche d5 · Pion blanc sur case noire e5 · Cavalier noir sur case blanche f5 · Cavalier noir sur case blanche c4 · Pion blanc sur case noire d4 · Pion blanc sur case noire f4 · Pion noir sur case noire h4 · Cavalier blanc sur case blanche b3 · Pion blanc sur case noire c3 · Pion blanc sur case blanche c2 · Fou blanc sur case noire d2 · Dame blanche sur case blanche e2 · Pion blanc sur case blanche g2 · Pion blanc sur case noire h2 · Tour blanche sur case noire a1 · Tour blanche sur case blanche b1 · Roi blanc sur case blanche h1 | Roi noir sur case blanche a8 · Dame noire sur case blanche c8 · Tour noire sur case noire d8 · Tour noire sur case noire h8 · Pion noir sur case noire a7 · Pion noir sur case noire c7 · Pion noir sur case blanche f7 · Pion noir sur case noire b6 · Pion noir sur case blanche e6 · Pion noir sur case blanche g6 · Pion blanc sur case noire a5 · Pion noir sur case blanche d5 · Pion blanc sur case noire e5 · Cavalier noir sur case blanche f5 · Cavalier noir sur case blanche c4 · Pion blanc sur case noire d4 · Pion blanc sur case noire f4 · Pion noir sur case noire h4 · Cavalier blanc sur case blanche b3 · Pion blanc sur case noire c3 · Pion blanc sur case blanche c2 · Fou blanc sur case noire d2 · Dame blanche sur case blanche e2 · Pion blanc sur case blanche g2 · Pion blanc sur case noire h2 · Tour blanche sur case noire a1 · Tour blanche sur case blanche b1 · Roi blanc sur case blanche h1 | Roi noir sur case blanche a8 · Dame noire sur case blanche c8 · Tour noire sur case noire d8 · Tour noire sur case noire h8 · Pion noir sur case noire a7 · Pion noir sur case noire c7 · Pion noir sur case blanche f7 · Pion noir sur case noire b6 · Pion noir sur case blanche e6 · Pion noir sur case blanche g6 · Pion blanc sur case noire a5 · Pion noir sur case blanche d5 · Pion blanc sur case noire e5 · Cavalier noir sur case blanche f5 · Cavalier noir sur case blanche c4 · Pion blanc sur case noire d4 · Pion blanc sur case noire f4 · Pion noir sur case noire h4 · Cavalier blanc sur case blanche b3 · Pion blanc sur case noire c3 · Pion blanc sur case blanche c2 · Fou blanc sur case noire d2 · Dame blanche sur case blanche e2 · Pion blanc sur case blanche g2 · Pion blanc sur case noire h2 · Tour blanche sur case noire a1 · Tour blanche sur case blanche b1 · Roi blanc sur case blanche h1 | Roi noir sur case blanche a8 · Dame noire sur case blanche c8 · Tour noire sur case noire d8 · Tour noire sur case noire h8 · Pion noir sur case noire a7 · Pion noir sur case noire c7 · Pion noir sur case blanche f7 · Pion noir sur case noire b6 · Pion noir sur case blanche e6 · Pion noir sur case blanche g6 · Pion blanc sur case noire a5 · Pion noir sur case blanche d5 · Pion blanc sur case noire e5 · Cavalier noir sur case blanche f5 · Cavalier noir sur case blanche c4 · Pion blanc sur case noire d4 · Pion blanc sur case noire f4 · Pion noir sur case noire h4 · Cavalier blanc sur case blanche b3 · Pion blanc sur case noire c3 · Pion blanc sur case blanche c2 · Fou blanc sur case noire d2 · Dame blanche sur case blanche e2 · Pion blanc sur case blanche g2 · Pion blanc sur case noire h2 · Tour blanche sur case noire a1 · Tour blanche sur case blanche b1 · Roi blanc sur case blanche h1 | Roi noir sur case blanche a8 · Dame noire sur case blanche c8 · Tour noire sur case noire d8 · Tour noire sur case noire h8 · Pion noir sur case noire a7 · Pion noir sur case noire c7 · Pion noir sur case blanche f7 · Pion noir sur case noire b6 · Pion noir sur case blanche e6 · Pion noir sur case blanche g6 · Pion blanc sur case noire a5 · Pion noir sur case blanche d5 · Pion blanc sur case noire e5 · Cavalier noir sur case blanche f5 · Cavalier noir sur case blanche c4 · Pion blanc sur case noire d4 · Pion blanc sur case noire f4 · Pion noir sur case noire h4 · Cavalier blanc sur case blanche b3 · Pion blanc sur case noire c3 · Pion blanc sur case blanche c2 · Fou blanc sur case noire d2 · Dame blanche sur case blanche e2 · Pion blanc sur case blanche g2 · Pion blanc sur case noire h2 · Tour blanche sur case noire a1 · Tour blanche sur case blanche b1 · Roi blanc sur case blanche h1 | Roi noir sur case blanche a8 · Dame noire sur case blanche c8 · Tour noire sur case noire d8 · Tour noire sur case noire h8 · Pion noir sur case noire a7 · Pion noir sur case noire c7 · Pion noir sur case blanche f7 · Pion noir sur case noire b6 · Pion noir sur case blanche e6 · Pion noir sur case blanche g6 · Pion blanc sur case noire a5 · Pion noir sur case blanche d5 · Pion blanc sur case noire e5 · Cavalier noir sur case blanche f5 · Cavalier noir sur case blanche c4 · Pion blanc sur case noire d4 · Pion blanc sur case noire f4 · Pion noir sur case noire h4 · Cavalier blanc sur case blanche b3 · Pion blanc sur case noire c3 · Pion blanc sur case blanche c2 · Fou blanc sur case noire d2 · Dame blanche sur case blanche e2 · Pion blanc sur case blanche g2 · Pion blanc sur case noire h2 · Tour blanche sur case noire a1 · Tour blanche sur case blanche b1 · Roi blanc sur case blanche h1 | 7 |
| 6 | Roi noir sur case blanche a8 · Dame noire sur case blanche c8 · Tour noire sur case noire d8 · Tour noire sur case noire h8 · Pion noir sur case noire a7 · Pion noir sur case noire c7 · Pion noir sur case blanche f7 · Pion noir sur case noire b6 · Pion noir sur case blanche e6 · Pion noir sur case blanche g6 · Pion blanc sur case noire a5 · Pion noir sur case blanche d5 · Pion blanc sur case noire e5 · Cavalier noir sur case blanche f5 · Cavalier noir sur case blanche c4 · Pion blanc sur case noire d4 · Pion blanc sur case noire f4 · Pion noir sur case noire h4 · Cavalier blanc sur case blanche b3 · Pion blanc sur case noire c3 · Pion blanc sur case blanche c2 · Fou blanc sur case noire d2 · Dame blanche sur case blanche e2 · Pion blanc sur case blanche g2 · Pion blanc sur case noire h2 · Tour blanche sur case noire a1 · Tour blanche sur case blanche b1 · Roi blanc sur case blanche h1 | Roi noir sur case blanche a8 · Dame noire sur case blanche c8 · Tour noire sur case noire d8 · Tour noire sur case noire h8 · Pion noir sur case noire a7 · Pion noir sur case noire c7 · Pion noir sur case blanche f7 · Pion noir sur case noire b6 · Pion noir sur case blanche e6 · Pion noir sur case blanche g6 · Pion blanc sur case noire a5 · Pion noir sur case blanche d5 · Pion blanc sur case noire e5 · Cavalier noir sur case blanche f5 · Cavalier noir sur case blanche c4 · Pion blanc sur case noire d4 · Pion blanc sur case noire f4 · Pion noir sur case noire h4 · Cavalier blanc sur case blanche b3 · Pion blanc sur case noire c3 · Pion blanc sur case blanche c2 · Fou blanc sur case noire d2 · Dame blanche sur case blanche e2 · Pion blanc sur case blanche g2 · Pion blanc sur case noire h2 · Tour blanche sur case noire a1 · Tour blanche sur case blanche b1 · Roi blanc sur case blanche h1 | Roi noir sur case blanche a8 · Dame noire sur case blanche c8 · Tour noire sur case noire d8 · Tour noire sur case noire h8 · Pion noir sur case noire a7 · Pion noir sur case noire c7 · Pion noir sur case blanche f7 · Pion noir sur case noire b6 · Pion noir sur case blanche e6 · Pion noir sur case blanche g6 · Pion blanc sur case noire a5 · Pion noir sur case blanche d5 · Pion blanc sur case noire e5 · Cavalier noir sur case blanche f5 · Cavalier noir sur case blanche c4 · Pion blanc sur case noire d4 · Pion blanc sur case noire f4 · Pion noir sur case noire h4 · Cavalier blanc sur case blanche b3 · Pion blanc sur case noire c3 · Pion blanc sur case blanche c2 · Fou blanc sur case noire d2 · Dame blanche sur case blanche e2 · Pion blanc sur case blanche g2 · Pion blanc sur case noire h2 · Tour blanche sur case noire a1 · Tour blanche sur case blanche b1 · Roi blanc sur case blanche h1 | Roi noir sur case blanche a8 · Dame noire sur case blanche c8 · Tour noire sur case noire d8 · Tour noire sur case noire h8 · Pion noir sur case noire a7 · Pion noir sur case noire c7 · Pion noir sur case blanche f7 · Pion noir sur case noire b6 · Pion noir sur case blanche e6 · Pion noir sur case blanche g6 · Pion blanc sur case noire a5 · Pion noir sur case blanche d5 · Pion blanc sur case noire e5 · Cavalier noir sur case blanche f5 · Cavalier noir sur case blanche c4 · Pion blanc sur case noire d4 · Pion blanc sur case noire f4 · Pion noir sur case noire h4 · Cavalier blanc sur case blanche b3 · Pion blanc sur case noire c3 · Pion blanc sur case blanche c2 · Fou blanc sur case noire d2 · Dame blanche sur case blanche e2 · Pion blanc sur case blanche g2 · Pion blanc sur case noire h2 · Tour blanche sur case noire a1 · Tour blanche sur case blanche b1 · Roi blanc sur case blanche h1 | Roi noir sur case blanche a8 · Dame noire sur case blanche c8 · Tour noire sur case noire d8 · Tour noire sur case noire h8 · Pion noir sur case noire a7 · Pion noir sur case noire c7 · Pion noir sur case blanche f7 · Pion noir sur case noire b6 · Pion noir sur case blanche e6 · Pion noir sur case blanche g6 · Pion blanc sur case noire a5 · Pion noir sur case blanche d5 · Pion blanc sur case noire e5 · Cavalier noir sur case blanche f5 · Cavalier noir sur case blanche c4 · Pion blanc sur case noire d4 · Pion blanc sur case noire f4 · Pion noir sur case noire h4 · Cavalier blanc sur case blanche b3 · Pion blanc sur case noire c3 · Pion blanc sur case blanche c2 · Fou blanc sur case noire d2 · Dame blanche sur case blanche e2 · Pion blanc sur case blanche g2 · Pion blanc sur case noire h2 · Tour blanche sur case noire a1 · Tour blanche sur case blanche b1 · Roi blanc sur case blanche h1 | Roi noir sur case blanche a8 · Dame noire sur case blanche c8 · Tour noire sur case noire d8 · Tour noire sur case noire h8 · Pion noir sur case noire a7 · Pion noir sur case noire c7 · Pion noir sur case blanche f7 · Pion noir sur case noire b6 · Pion noir sur case blanche e6 · Pion noir sur case blanche g6 · Pion blanc sur case noire a5 · Pion noir sur case blanche d5 · Pion blanc sur case noire e5 · Cavalier noir sur case blanche f5 · Cavalier noir sur case blanche c4 · Pion blanc sur case noire d4 · Pion blanc sur case noire f4 · Pion noir sur case noire h4 · Cavalier blanc sur case blanche b3 · Pion blanc sur case noire c3 · Pion blanc sur case blanche c2 · Fou blanc sur case noire d2 · Dame blanche sur case blanche e2 · Pion blanc sur case blanche g2 · Pion blanc sur case noire h2 · Tour blanche sur case noire a1 · Tour blanche sur case blanche b1 · Roi blanc sur case blanche h1 | Roi noir sur case blanche a8 · Dame noire sur case blanche c8 · Tour noire sur case noire d8 · Tour noire sur case noire h8 · Pion noir sur case noire a7 · Pion noir sur case noire c7 · Pion noir sur case blanche f7 · Pion noir sur case noire b6 · Pion noir sur case blanche e6 · Pion noir sur case blanche g6 · Pion blanc sur case noire a5 · Pion noir sur case blanche d5 · Pion blanc sur case noire e5 · Cavalier noir sur case blanche f5 · Cavalier noir sur case blanche c4 · Pion blanc sur case noire d4 · Pion blanc sur case noire f4 · Pion noir sur case noire h4 · Cavalier blanc sur case blanche b3 · Pion blanc sur case noire c3 · Pion blanc sur case blanche c2 · Fou blanc sur case noire d2 · Dame blanche sur case blanche e2 · Pion blanc sur case blanche g2 · Pion blanc sur case noire h2 · Tour blanche sur case noire a1 · Tour blanche sur case blanche b1 · Roi blanc sur case blanche h1 | Roi noir sur case blanche a8 · Dame noire sur case blanche c8 · Tour noire sur case noire d8 · Tour noire sur case noire h8 · Pion noir sur case noire a7 · Pion noir sur case noire c7 · Pion noir sur case blanche f7 · Pion noir sur case noire b6 · Pion noir sur case blanche e6 · Pion noir sur case blanche g6 · Pion blanc sur case noire a5 · Pion noir sur case blanche d5 · Pion blanc sur case noire e5 · Cavalier noir sur case blanche f5 · Cavalier noir sur case blanche c4 · Pion blanc sur case noire d4 · Pion blanc sur case noire f4 · Pion noir sur case noire h4 · Cavalier blanc sur case blanche b3 · Pion blanc sur case noire c3 · Pion blanc sur case blanche c2 · Fou blanc sur case noire d2 · Dame blanche sur case blanche e2 · Pion blanc sur case blanche g2 · Pion blanc sur case noire h2 · Tour blanche sur case noire a1 · Tour blanche sur case blanche b1 · Roi blanc sur case blanche h1 | 6 |
| 5 | Roi noir sur case blanche a8 · Dame noire sur case blanche c8 · Tour noire sur case noire d8 · Tour noire sur case noire h8 · Pion noir sur case noire a7 · Pion noir sur case noire c7 · Pion noir sur case blanche f7 · Pion noir sur case noire b6 · Pion noir sur case blanche e6 · Pion noir sur case blanche g6 · Pion blanc sur case noire a5 · Pion noir sur case blanche d5 · Pion blanc sur case noire e5 · Cavalier noir sur case blanche f5 · Cavalier noir sur case blanche c4 · Pion blanc sur case noire d4 · Pion blanc sur case noire f4 · Pion noir sur case noire h4 · Cavalier blanc sur case blanche b3 · Pion blanc sur case noire c3 · Pion blanc sur case blanche c2 · Fou blanc sur case noire d2 · Dame blanche sur case blanche e2 · Pion blanc sur case blanche g2 · Pion blanc sur case noire h2 · Tour blanche sur case noire a1 · Tour blanche sur case blanche b1 · Roi blanc sur case blanche h1 | Roi noir sur case blanche a8 · Dame noire sur case blanche c8 · Tour noire sur case noire d8 · Tour noire sur case noire h8 · Pion noir sur case noire a7 · Pion noir sur case noire c7 · Pion noir sur case blanche f7 · Pion noir sur case noire b6 · Pion noir sur case blanche e6 · Pion noir sur case blanche g6 · Pion blanc sur case noire a5 · Pion noir sur case blanche d5 · Pion blanc sur case noire e5 · Cavalier noir sur case blanche f5 · Cavalier noir sur case blanche c4 · Pion blanc sur case noire d4 · Pion blanc sur case noire f4 · Pion noir sur case noire h4 · Cavalier blanc sur case blanche b3 · Pion blanc sur case noire c3 · Pion blanc sur case blanche c2 · Fou blanc sur case noire d2 · Dame blanche sur case blanche e2 · Pion blanc sur case blanche g2 · Pion blanc sur case noire h2 · Tour blanche sur case noire a1 · Tour blanche sur case blanche b1 · Roi blanc sur case blanche h1 | Roi noir sur case blanche a8 · Dame noire sur case blanche c8 · Tour noire sur case noire d8 · Tour noire sur case noire h8 · Pion noir sur case noire a7 · Pion noir sur case noire c7 · Pion noir sur case blanche f7 · Pion noir sur case noire b6 · Pion noir sur case blanche e6 · Pion noir sur case blanche g6 · Pion blanc sur case noire a5 · Pion noir sur case blanche d5 · Pion blanc sur case noire e5 · Cavalier noir sur case blanche f5 · Cavalier noir sur case blanche c4 · Pion blanc sur case noire d4 · Pion blanc sur case noire f4 · Pion noir sur case noire h4 · Cavalier blanc sur case blanche b3 · Pion blanc sur case noire c3 · Pion blanc sur case blanche c2 · Fou blanc sur case noire d2 · Dame blanche sur case blanche e2 · Pion blanc sur case blanche g2 · Pion blanc sur case noire h2 · Tour blanche sur case noire a1 · Tour blanche sur case blanche b1 · Roi blanc sur case blanche h1 | Roi noir sur case blanche a8 · Dame noire sur case blanche c8 · Tour noire sur case noire d8 · Tour noire sur case noire h8 · Pion noir sur case noire a7 · Pion noir sur case noire c7 · Pion noir sur case blanche f7 · Pion noir sur case noire b6 · Pion noir sur case blanche e6 · Pion noir sur case blanche g6 · Pion blanc sur case noire a5 · Pion noir sur case blanche d5 · Pion blanc sur case noire e5 · Cavalier noir sur case blanche f5 · Cavalier noir sur case blanche c4 · Pion blanc sur case noire d4 · Pion blanc sur case noire f4 · Pion noir sur case noire h4 · Cavalier blanc sur case blanche b3 · Pion blanc sur case noire c3 · Pion blanc sur case blanche c2 · Fou blanc sur case noire d2 · Dame blanche sur case blanche e2 · Pion blanc sur case blanche g2 · Pion blanc sur case noire h2 · Tour blanche sur case noire a1 · Tour blanche sur case blanche b1 · Roi blanc sur case blanche h1 | Roi noir sur case blanche a8 · Dame noire sur case blanche c8 · Tour noire sur case noire d8 · Tour noire sur case noire h8 · Pion noir sur case noire a7 · Pion noir sur case noire c7 · Pion noir sur case blanche f7 · Pion noir sur case noire b6 · Pion noir sur case blanche e6 · Pion noir sur case blanche g6 · Pion blanc sur case noire a5 · Pion noir sur case blanche d5 · Pion blanc sur case noire e5 · Cavalier noir sur case blanche f5 · Cavalier noir sur case blanche c4 · Pion blanc sur case noire d4 · Pion blanc sur case noire f4 · Pion noir sur case noire h4 · Cavalier blanc sur case blanche b3 · Pion blanc sur case noire c3 · Pion blanc sur case blanche c2 · Fou blanc sur case noire d2 · Dame blanche sur case blanche e2 · Pion blanc sur case blanche g2 · Pion blanc sur case noire h2 · Tour blanche sur case noire a1 · Tour blanche sur case blanche b1 · Roi blanc sur case blanche h1 | Roi noir sur case blanche a8 · Dame noire sur case blanche c8 · Tour noire sur case noire d8 · Tour noire sur case noire h8 · Pion noir sur case noire a7 · Pion noir sur case noire c7 · Pion noir sur case blanche f7 · Pion noir sur case noire b6 · Pion noir sur case blanche e6 · Pion noir sur case blanche g6 · Pion blanc sur case noire a5 · Pion noir sur case blanche d5 · Pion blanc sur case noire e5 · Cavalier noir sur case blanche f5 · Cavalier noir sur case blanche c4 · Pion blanc sur case noire d4 · Pion blanc sur case noire f4 · Pion noir sur case noire h4 · Cavalier blanc sur case blanche b3 · Pion blanc sur case noire c3 · Pion blanc sur case blanche c2 · Fou blanc sur case noire d2 · Dame blanche sur case blanche e2 · Pion blanc sur case blanche g2 · Pion blanc sur case noire h2 · Tour blanche sur case noire a1 · Tour blanche sur case blanche b1 · Roi blanc sur case blanche h1 | Roi noir sur case blanche a8 · Dame noire sur case blanche c8 · Tour noire sur case noire d8 · Tour noire sur case noire h8 · Pion noir sur case noire a7 · Pion noir sur case noire c7 · Pion noir sur case blanche f7 · Pion noir sur case noire b6 · Pion noir sur case blanche e6 · Pion noir sur case blanche g6 · Pion blanc sur case noire a5 · Pion noir sur case blanche d5 · Pion blanc sur case noire e5 · Cavalier noir sur case blanche f5 · Cavalier noir sur case blanche c4 · Pion blanc sur case noire d4 · Pion blanc sur case noire f4 · Pion noir sur case noire h4 · Cavalier blanc sur case blanche b3 · Pion blanc sur case noire c3 · Pion blanc sur case blanche c2 · Fou blanc sur case noire d2 · Dame blanche sur case blanche e2 · Pion blanc sur case blanche g2 · Pion blanc sur case noire h2 · Tour blanche sur case noire a1 · Tour blanche sur case blanche b1 · Roi blanc sur case blanche h1 | Roi noir sur case blanche a8 · Dame noire sur case blanche c8 · Tour noire sur case noire d8 · Tour noire sur case noire h8 · Pion noir sur case noire a7 · Pion noir sur case noire c7 · Pion noir sur case blanche f7 · Pion noir sur case noire b6 · Pion noir sur case blanche e6 · Pion noir sur case blanche g6 · Pion blanc sur case noire a5 · Pion noir sur case blanche d5 · Pion blanc sur case noire e5 · Cavalier noir sur case blanche f5 · Cavalier noir sur case blanche c4 · Pion blanc sur case noire d4 · Pion blanc sur case noire f4 · Pion noir sur case noire h4 · Cavalier blanc sur case blanche b3 · Pion blanc sur case noire c3 · Pion blanc sur case blanche c2 · Fou blanc sur case noire d2 · Dame blanche sur case blanche e2 · Pion blanc sur case blanche g2 · Pion blanc sur case noire h2 · Tour blanche sur case noire a1 · Tour blanche sur case blanche b1 · Roi blanc sur case blanche h1 | 5 |
| 4 | Roi noir sur case blanche a8 · Dame noire sur case blanche c8 · Tour noire sur case noire d8 · Tour noire sur case noire h8 · Pion noir sur case noire a7 · Pion noir sur case noire c7 · Pion noir sur case blanche f7 · Pion noir sur case noire b6 · Pion noir sur case blanche e6 · Pion noir sur case blanche g6 · Pion blanc sur case noire a5 · Pion noir sur case blanche d5 · Pion blanc sur case noire e5 · Cavalier noir sur case blanche f5 · Cavalier noir sur case blanche c4 · Pion blanc sur case noire d4 · Pion blanc sur case noire f4 · Pion noir sur case noire h4 · Cavalier blanc sur case blanche b3 · Pion blanc sur case noire c3 · Pion blanc sur case blanche c2 · Fou blanc sur case noire d2 · Dame blanche sur case blanche e2 · Pion blanc sur case blanche g2 · Pion blanc sur case noire h2 · Tour blanche sur case noire a1 · Tour blanche sur case blanche b1 · Roi blanc sur case blanche h1 | Roi noir sur case blanche a8 · Dame noire sur case blanche c8 · Tour noire sur case noire d8 · Tour noire sur case noire h8 · Pion noir sur case noire a7 · Pion noir sur case noire c7 · Pion noir sur case blanche f7 · Pion noir sur case noire b6 · Pion noir sur case blanche e6 · Pion noir sur case blanche g6 · Pion blanc sur case noire a5 · Pion noir sur case blanche d5 · Pion blanc sur case noire e5 · Cavalier noir sur case blanche f5 · Cavalier noir sur case blanche c4 · Pion blanc sur case noire d4 · Pion blanc sur case noire f4 · Pion noir sur case noire h4 · Cavalier blanc sur case blanche b3 · Pion blanc sur case noire c3 · Pion blanc sur case blanche c2 · Fou blanc sur case noire d2 · Dame blanche sur case blanche e2 · Pion blanc sur case blanche g2 · Pion blanc sur case noire h2 · Tour blanche sur case noire a1 · Tour blanche sur case blanche b1 · Roi blanc sur case blanche h1 | Roi noir sur case blanche a8 · Dame noire sur case blanche c8 · Tour noire sur case noire d8 · Tour noire sur case noire h8 · Pion noir sur case noire a7 · Pion noir sur case noire c7 · Pion noir sur case blanche f7 · Pion noir sur case noire b6 · Pion noir sur case blanche e6 · Pion noir sur case blanche g6 · Pion blanc sur case noire a5 · Pion noir sur case blanche d5 · Pion blanc sur case noire e5 · Cavalier noir sur case blanche f5 · Cavalier noir sur case blanche c4 · Pion blanc sur case noire d4 · Pion blanc sur case noire f4 · Pion noir sur case noire h4 · Cavalier blanc sur case blanche b3 · Pion blanc sur case noire c3 · Pion blanc sur case blanche c2 · Fou blanc sur case noire d2 · Dame blanche sur case blanche e2 · Pion blanc sur case blanche g2 · Pion blanc sur case noire h2 · Tour blanche sur case noire a1 · Tour blanche sur case blanche b1 · Roi blanc sur case blanche h1 | Roi noir sur case blanche a8 · Dame noire sur case blanche c8 · Tour noire sur case noire d8 · Tour noire sur case noire h8 · Pion noir sur case noire a7 · Pion noir sur case noire c7 · Pion noir sur case blanche f7 · Pion noir sur case noire b6 · Pion noir sur case blanche e6 · Pion noir sur case blanche g6 · Pion blanc sur case noire a5 · Pion noir sur case blanche d5 · Pion blanc sur case noire e5 · Cavalier noir sur case blanche f5 · Cavalier noir sur case blanche c4 · Pion blanc sur case noire d4 · Pion blanc sur case noire f4 · Pion noir sur case noire h4 · Cavalier blanc sur case blanche b3 · Pion blanc sur case noire c3 · Pion blanc sur case blanche c2 · Fou blanc sur case noire d2 · Dame blanche sur case blanche e2 · Pion blanc sur case blanche g2 · Pion blanc sur case noire h2 · Tour blanche sur case noire a1 · Tour blanche sur case blanche b1 · Roi blanc sur case blanche h1 | Roi noir sur case blanche a8 · Dame noire sur case blanche c8 · Tour noire sur case noire d8 · Tour noire sur case noire h8 · Pion noir sur case noire a7 · Pion noir sur case noire c7 · Pion noir sur case blanche f7 · Pion noir sur case noire b6 · Pion noir sur case blanche e6 · Pion noir sur case blanche g6 · Pion blanc sur case noire a5 · Pion noir sur case blanche d5 · Pion blanc sur case noire e5 · Cavalier noir sur case blanche f5 · Cavalier noir sur case blanche c4 · Pion blanc sur case noire d4 · Pion blanc sur case noire f4 · Pion noir sur case noire h4 · Cavalier blanc sur case blanche b3 · Pion blanc sur case noire c3 · Pion blanc sur case blanche c2 · Fou blanc sur case noire d2 · Dame blanche sur case blanche e2 · Pion blanc sur case blanche g2 · Pion blanc sur case noire h2 · Tour blanche sur case noire a1 · Tour blanche sur case blanche b1 · Roi blanc sur case blanche h1 | Roi noir sur case blanche a8 · Dame noire sur case blanche c8 · Tour noire sur case noire d8 · Tour noire sur case noire h8 · Pion noir sur case noire a7 · Pion noir sur case noire c7 · Pion noir sur case blanche f7 · Pion noir sur case noire b6 · Pion noir sur case blanche e6 · Pion noir sur case blanche g6 · Pion blanc sur case noire a5 · Pion noir sur case blanche d5 · Pion blanc sur case noire e5 · Cavalier noir sur case blanche f5 · Cavalier noir sur case blanche c4 · Pion blanc sur case noire d4 · Pion blanc sur case noire f4 · Pion noir sur case noire h4 · Cavalier blanc sur case blanche b3 · Pion blanc sur case noire c3 · Pion blanc sur case blanche c2 · Fou blanc sur case noire d2 · Dame blanche sur case blanche e2 · Pion blanc sur case blanche g2 · Pion blanc sur case noire h2 · Tour blanche sur case noire a1 · Tour blanche sur case blanche b1 · Roi blanc sur case blanche h1 | Roi noir sur case blanche a8 · Dame noire sur case blanche c8 · Tour noire sur case noire d8 · Tour noire sur case noire h8 · Pion noir sur case noire a7 · Pion noir sur case noire c7 · Pion noir sur case blanche f7 · Pion noir sur case noire b6 · Pion noir sur case blanche e6 · Pion noir sur case blanche g6 · Pion blanc sur case noire a5 · Pion noir sur case blanche d5 · Pion blanc sur case noire e5 · Cavalier noir sur case blanche f5 · Cavalier noir sur case blanche c4 · Pion blanc sur case noire d4 · Pion blanc sur case noire f4 · Pion noir sur case noire h4 · Cavalier blanc sur case blanche b3 · Pion blanc sur case noire c3 · Pion blanc sur case blanche c2 · Fou blanc sur case noire d2 · Dame blanche sur case blanche e2 · Pion blanc sur case blanche g2 · Pion blanc sur case noire h2 · Tour blanche sur case noire a1 · Tour blanche sur case blanche b1 · Roi blanc sur case blanche h1 | Roi noir sur case blanche a8 · Dame noire sur case blanche c8 · Tour noire sur case noire d8 · Tour noire sur case noire h8 · Pion noir sur case noire a7 · Pion noir sur case noire c7 · Pion noir sur case blanche f7 · Pion noir sur case noire b6 · Pion noir sur case blanche e6 · Pion noir sur case blanche g6 · Pion blanc sur case noire a5 · Pion noir sur case blanche d5 · Pion blanc sur case noire e5 · Cavalier noir sur case blanche f5 · Cavalier noir sur case blanche c4 · Pion blanc sur case noire d4 · Pion blanc sur case noire f4 · Pion noir sur case noire h4 · Cavalier blanc sur case blanche b3 · Pion blanc sur case noire c3 · Pion blanc sur case blanche c2 · Fou blanc sur case noire d2 · Dame blanche sur case blanche e2 · Pion blanc sur case blanche g2 · Pion blanc sur case noire h2 · Tour blanche sur case noire a1 · Tour blanche sur case blanche b1 · Roi blanc sur case blanche h1 | 4 |
| 3 | Roi noir sur case blanche a8 · Dame noire sur case blanche c8 · Tour noire sur case noire d8 · Tour noire sur case noire h8 · Pion noir sur case noire a7 · Pion noir sur case noire c7 · Pion noir sur case blanche f7 · Pion noir sur case noire b6 · Pion noir sur case blanche e6 · Pion noir sur case blanche g6 · Pion blanc sur case noire a5 · Pion noir sur case blanche d5 · Pion blanc sur case noire e5 · Cavalier noir sur case blanche f5 · Cavalier noir sur case blanche c4 · Pion blanc sur case noire d4 · Pion blanc sur case noire f4 · Pion noir sur case noire h4 · Cavalier blanc sur case blanche b3 · Pion blanc sur case noire c3 · Pion blanc sur case blanche c2 · Fou blanc sur case noire d2 · Dame blanche sur case blanche e2 · Pion blanc sur case blanche g2 · Pion blanc sur case noire h2 · Tour blanche sur case noire a1 · Tour blanche sur case blanche b1 · Roi blanc sur case blanche h1 | Roi noir sur case blanche a8 · Dame noire sur case blanche c8 · Tour noire sur case noire d8 · Tour noire sur case noire h8 · Pion noir sur case noire a7 · Pion noir sur case noire c7 · Pion noir sur case blanche f7 · Pion noir sur case noire b6 · Pion noir sur case blanche e6 · Pion noir sur case blanche g6 · Pion blanc sur case noire a5 · Pion noir sur case blanche d5 · Pion blanc sur case noire e5 · Cavalier noir sur case blanche f5 · Cavalier noir sur case blanche c4 · Pion blanc sur case noire d4 · Pion blanc sur case noire f4 · Pion noir sur case noire h4 · Cavalier blanc sur case blanche b3 · Pion blanc sur case noire c3 · Pion blanc sur case blanche c2 · Fou blanc sur case noire d2 · Dame blanche sur case blanche e2 · Pion blanc sur case blanche g2 · Pion blanc sur case noire h2 · Tour blanche sur case noire a1 · Tour blanche sur case blanche b1 · Roi blanc sur case blanche h1 | Roi noir sur case blanche a8 · Dame noire sur case blanche c8 · Tour noire sur case noire d8 · Tour noire sur case noire h8 · Pion noir sur case noire a7 · Pion noir sur case noire c7 · Pion noir sur case blanche f7 · Pion noir sur case noire b6 · Pion noir sur case blanche e6 · Pion noir sur case blanche g6 · Pion blanc sur case noire a5 · Pion noir sur case blanche d5 · Pion blanc sur case noire e5 · Cavalier noir sur case blanche f5 · Cavalier noir sur case blanche c4 · Pion blanc sur case noire d4 · Pion blanc sur case noire f4 · Pion noir sur case noire h4 · Cavalier blanc sur case blanche b3 · Pion blanc sur case noire c3 · Pion blanc sur case blanche c2 · Fou blanc sur case noire d2 · Dame blanche sur case blanche e2 · Pion blanc sur case blanche g2 · Pion blanc sur case noire h2 · Tour blanche sur case noire a1 · Tour blanche sur case blanche b1 · Roi blanc sur case blanche h1 | Roi noir sur case blanche a8 · Dame noire sur case blanche c8 · Tour noire sur case noire d8 · Tour noire sur case noire h8 · Pion noir sur case noire a7 · Pion noir sur case noire c7 · Pion noir sur case blanche f7 · Pion noir sur case noire b6 · Pion noir sur case blanche e6 · Pion noir sur case blanche g6 · Pion blanc sur case noire a5 · Pion noir sur case blanche d5 · Pion blanc sur case noire e5 · Cavalier noir sur case blanche f5 · Cavalier noir sur case blanche c4 · Pion blanc sur case noire d4 · Pion blanc sur case noire f4 · Pion noir sur case noire h4 · Cavalier blanc sur case blanche b3 · Pion blanc sur case noire c3 · Pion blanc sur case blanche c2 · Fou blanc sur case noire d2 · Dame blanche sur case blanche e2 · Pion blanc sur case blanche g2 · Pion blanc sur case noire h2 · Tour blanche sur case noire a1 · Tour blanche sur case blanche b1 · Roi blanc sur case blanche h1 | Roi noir sur case blanche a8 · Dame noire sur case blanche c8 · Tour noire sur case noire d8 · Tour noire sur case noire h8 · Pion noir sur case noire a7 · Pion noir sur case noire c7 · Pion noir sur case blanche f7 · Pion noir sur case noire b6 · Pion noir sur case blanche e6 · Pion noir sur case blanche g6 · Pion blanc sur case noire a5 · Pion noir sur case blanche d5 · Pion blanc sur case noire e5 · Cavalier noir sur case blanche f5 · Cavalier noir sur case blanche c4 · Pion blanc sur case noire d4 · Pion blanc sur case noire f4 · Pion noir sur case noire h4 · Cavalier blanc sur case blanche b3 · Pion blanc sur case noire c3 · Pion blanc sur case blanche c2 · Fou blanc sur case noire d2 · Dame blanche sur case blanche e2 · Pion blanc sur case blanche g2 · Pion blanc sur case noire h2 · Tour blanche sur case noire a1 · Tour blanche sur case blanche b1 · Roi blanc sur case blanche h1 | Roi noir sur case blanche a8 · Dame noire sur case blanche c8 · Tour noire sur case noire d8 · Tour noire sur case noire h8 · Pion noir sur case noire a7 · Pion noir sur case noire c7 · Pion noir sur case blanche f7 · Pion noir sur case noire b6 · Pion noir sur case blanche e6 · Pion noir sur case blanche g6 · Pion blanc sur case noire a5 · Pion noir sur case blanche d5 · Pion blanc sur case noire e5 · Cavalier noir sur case blanche f5 · Cavalier noir sur case blanche c4 · Pion blanc sur case noire d4 · Pion blanc sur case noire f4 · Pion noir sur case noire h4 · Cavalier blanc sur case blanche b3 · Pion blanc sur case noire c3 · Pion blanc sur case blanche c2 · Fou blanc sur case noire d2 · Dame blanche sur case blanche e2 · Pion blanc sur case blanche g2 · Pion blanc sur case noire h2 · Tour blanche sur case noire a1 · Tour blanche sur case blanche b1 · Roi blanc sur case blanche h1 | Roi noir sur case blanche a8 · Dame noire sur case blanche c8 · Tour noire sur case noire d8 · Tour noire sur case noire h8 · Pion noir sur case noire a7 · Pion noir sur case noire c7 · Pion noir sur case blanche f7 · Pion noir sur case noire b6 · Pion noir sur case blanche e6 · Pion noir sur case blanche g6 · Pion blanc sur case noire a5 · Pion noir sur case blanche d5 · Pion blanc sur case noire e5 · Cavalier noir sur case blanche f5 · Cavalier noir sur case blanche c4 · Pion blanc sur case noire d4 · Pion blanc sur case noire f4 · Pion noir sur case noire h4 · Cavalier blanc sur case blanche b3 · Pion blanc sur case noire c3 · Pion blanc sur case blanche c2 · Fou blanc sur case noire d2 · Dame blanche sur case blanche e2 · Pion blanc sur case blanche g2 · Pion blanc sur case noire h2 · Tour blanche sur case noire a1 · Tour blanche sur case blanche b1 · Roi blanc sur case blanche h1 | Roi noir sur case blanche a8 · Dame noire sur case blanche c8 · Tour noire sur case noire d8 · Tour noire sur case noire h8 · Pion noir sur case noire a7 · Pion noir sur case noire c7 · Pion noir sur case blanche f7 · Pion noir sur case noire b6 · Pion noir sur case blanche e6 · Pion noir sur case blanche g6 · Pion blanc sur case noire a5 · Pion noir sur case blanche d5 · Pion blanc sur case noire e5 · Cavalier noir sur case blanche f5 · Cavalier noir sur case blanche c4 · Pion blanc sur case noire d4 · Pion blanc sur case noire f4 · Pion noir sur case noire h4 · Cavalier blanc sur case blanche b3 · Pion blanc sur case noire c3 · Pion blanc sur case blanche c2 · Fou blanc sur case noire d2 · Dame blanche sur case blanche e2 · Pion blanc sur case blanche g2 · Pion blanc sur case noire h2 · Tour blanche sur case noire a1 · Tour blanche sur case blanche b1 · Roi blanc sur case blanche h1 | 3 |
| 2 | Roi noir sur case blanche a8 · Dame noire sur case blanche c8 · Tour noire sur case noire d8 · Tour noire sur case noire h8 · Pion noir sur case noire a7 · Pion noir sur case noire c7 · Pion noir sur case blanche f7 · Pion noir sur case noire b6 · Pion noir sur case blanche e6 · Pion noir sur case blanche g6 · Pion blanc sur case noire a5 · Pion noir sur case blanche d5 · Pion blanc sur case noire e5 · Cavalier noir sur case blanche f5 · Cavalier noir sur case blanche c4 · Pion blanc sur case noire d4 · Pion blanc sur case noire f4 · Pion noir sur case noire h4 · Cavalier blanc sur case blanche b3 · Pion blanc sur case noire c3 · Pion blanc sur case blanche c2 · Fou blanc sur case noire d2 · Dame blanche sur case blanche e2 · Pion blanc sur case blanche g2 · Pion blanc sur case noire h2 · Tour blanche sur case noire a1 · Tour blanche sur case blanche b1 · Roi blanc sur case blanche h1 | Roi noir sur case blanche a8 · Dame noire sur case blanche c8 · Tour noire sur case noire d8 · Tour noire sur case noire h8 · Pion noir sur case noire a7 · Pion noir sur case noire c7 · Pion noir sur case blanche f7 · Pion noir sur case noire b6 · Pion noir sur case blanche e6 · Pion noir sur case blanche g6 · Pion blanc sur case noire a5 · Pion noir sur case blanche d5 · Pion blanc sur case noire e5 · Cavalier noir sur case blanche f5 · Cavalier noir sur case blanche c4 · Pion blanc sur case noire d4 · Pion blanc sur case noire f4 · Pion noir sur case noire h4 · Cavalier blanc sur case blanche b3 · Pion blanc sur case noire c3 · Pion blanc sur case blanche c2 · Fou blanc sur case noire d2 · Dame blanche sur case blanche e2 · Pion blanc sur case blanche g2 · Pion blanc sur case noire h2 · Tour blanche sur case noire a1 · Tour blanche sur case blanche b1 · Roi blanc sur case blanche h1 | Roi noir sur case blanche a8 · Dame noire sur case blanche c8 · Tour noire sur case noire d8 · Tour noire sur case noire h8 · Pion noir sur case noire a7 · Pion noir sur case noire c7 · Pion noir sur case blanche f7 · Pion noir sur case noire b6 · Pion noir sur case blanche e6 · Pion noir sur case blanche g6 · Pion blanc sur case noire a5 · Pion noir sur case blanche d5 · Pion blanc sur case noire e5 · Cavalier noir sur case blanche f5 · Cavalier noir sur case blanche c4 · Pion blanc sur case noire d4 · Pion blanc sur case noire f4 · Pion noir sur case noire h4 · Cavalier blanc sur case blanche b3 · Pion blanc sur case noire c3 · Pion blanc sur case blanche c2 · Fou blanc sur case noire d2 · Dame blanche sur case blanche e2 · Pion blanc sur case blanche g2 · Pion blanc sur case noire h2 · Tour blanche sur case noire a1 · Tour blanche sur case blanche b1 · Roi blanc sur case blanche h1 | Roi noir sur case blanche a8 · Dame noire sur case blanche c8 · Tour noire sur case noire d8 · Tour noire sur case noire h8 · Pion noir sur case noire a7 · Pion noir sur case noire c7 · Pion noir sur case blanche f7 · Pion noir sur case noire b6 · Pion noir sur case blanche e6 · Pion noir sur case blanche g6 · Pion blanc sur case noire a5 · Pion noir sur case blanche d5 · Pion blanc sur case noire e5 · Cavalier noir sur case blanche f5 · Cavalier noir sur case blanche c4 · Pion blanc sur case noire d4 · Pion blanc sur case noire f4 · Pion noir sur case noire h4 · Cavalier blanc sur case blanche b3 · Pion blanc sur case noire c3 · Pion blanc sur case blanche c2 · Fou blanc sur case noire d2 · Dame blanche sur case blanche e2 · Pion blanc sur case blanche g2 · Pion blanc sur case noire h2 · Tour blanche sur case noire a1 · Tour blanche sur case blanche b1 · Roi blanc sur case blanche h1 | Roi noir sur case blanche a8 · Dame noire sur case blanche c8 · Tour noire sur case noire d8 · Tour noire sur case noire h8 · Pion noir sur case noire a7 · Pion noir sur case noire c7 · Pion noir sur case blanche f7 · Pion noir sur case noire b6 · Pion noir sur case blanche e6 · Pion noir sur case blanche g6 · Pion blanc sur case noire a5 · Pion noir sur case blanche d5 · Pion blanc sur case noire e5 · Cavalier noir sur case blanche f5 · Cavalier noir sur case blanche c4 · Pion blanc sur case noire d4 · Pion blanc sur case noire f4 · Pion noir sur case noire h4 · Cavalier blanc sur case blanche b3 · Pion blanc sur case noire c3 · Pion blanc sur case blanche c2 · Fou blanc sur case noire d2 · Dame blanche sur case blanche e2 · Pion blanc sur case blanche g2 · Pion blanc sur case noire h2 · Tour blanche sur case noire a1 · Tour blanche sur case blanche b1 · Roi blanc sur case blanche h1 | Roi noir sur case blanche a8 · Dame noire sur case blanche c8 · Tour noire sur case noire d8 · Tour noire sur case noire h8 · Pion noir sur case noire a7 · Pion noir sur case noire c7 · Pion noir sur case blanche f7 · Pion noir sur case noire b6 · Pion noir sur case blanche e6 · Pion noir sur case blanche g6 · Pion blanc sur case noire a5 · Pion noir sur case blanche d5 · Pion blanc sur case noire e5 · Cavalier noir sur case blanche f5 · Cavalier noir sur case blanche c4 · Pion blanc sur case noire d4 · Pion blanc sur case noire f4 · Pion noir sur case noire h4 · Cavalier blanc sur case blanche b3 · Pion blanc sur case noire c3 · Pion blanc sur case blanche c2 · Fou blanc sur case noire d2 · Dame blanche sur case blanche e2 · Pion blanc sur case blanche g2 · Pion blanc sur case noire h2 · Tour blanche sur case noire a1 · Tour blanche sur case blanche b1 · Roi blanc sur case blanche h1 | Roi noir sur case blanche a8 · Dame noire sur case blanche c8 · Tour noire sur case noire d8 · Tour noire sur case noire h8 · Pion noir sur case noire a7 · Pion noir sur case noire c7 · Pion noir sur case blanche f7 · Pion noir sur case noire b6 · Pion noir sur case blanche e6 · Pion noir sur case blanche g6 · Pion blanc sur case noire a5 · Pion noir sur case blanche d5 · Pion blanc sur case noire e5 · Cavalier noir sur case blanche f5 · Cavalier noir sur case blanche c4 · Pion blanc sur case noire d4 · Pion blanc sur case noire f4 · Pion noir sur case noire h4 · Cavalier blanc sur case blanche b3 · Pion blanc sur case noire c3 · Pion blanc sur case blanche c2 · Fou blanc sur case noire d2 · Dame blanche sur case blanche e2 · Pion blanc sur case blanche g2 · Pion blanc sur case noire h2 · Tour blanche sur case noire a1 · Tour blanche sur case blanche b1 · Roi blanc sur case blanche h1 | Roi noir sur case blanche a8 · Dame noire sur case blanche c8 · Tour noire sur case noire d8 · Tour noire sur case noire h8 · Pion noir sur case noire a7 · Pion noir sur case noire c7 · Pion noir sur case blanche f7 · Pion noir sur case noire b6 · Pion noir sur case blanche e6 · Pion noir sur case blanche g6 · Pion blanc sur case noire a5 · Pion noir sur case blanche d5 · Pion blanc sur case noire e5 · Cavalier noir sur case blanche f5 · Cavalier noir sur case blanche c4 · Pion blanc sur case noire d4 · Pion blanc sur case noire f4 · Pion noir sur case noire h4 · Cavalier blanc sur case blanche b3 · Pion blanc sur case noire c3 · Pion blanc sur case blanche c2 · Fou blanc sur case noire d2 · Dame blanche sur case blanche e2 · Pion blanc sur case blanche g2 · Pion blanc sur case noire h2 · Tour blanche sur case noire a1 · Tour blanche sur case blanche b1 · Roi blanc sur case blanche h1 | 2 |
| 1 | Roi noir sur case blanche a8 · Dame noire sur case blanche c8 · Tour noire sur case noire d8 · Tour noire sur case noire h8 · Pion noir sur case noire a7 · Pion noir sur case noire c7 · Pion noir sur case blanche f7 · Pion noir sur case noire b6 · Pion noir sur case blanche e6 · Pion noir sur case blanche g6 · Pion blanc sur case noire a5 · Pion noir sur case blanche d5 · Pion blanc sur case noire e5 · Cavalier noir sur case blanche f5 · Cavalier noir sur case blanche c4 · Pion blanc sur case noire d4 · Pion blanc sur case noire f4 · Pion noir sur case noire h4 · Cavalier blanc sur case blanche b3 · Pion blanc sur case noire c3 · Pion blanc sur case blanche c2 · Fou blanc sur case noire d2 · Dame blanche sur case blanche e2 · Pion blanc sur case blanche g2 · Pion blanc sur case noire h2 · Tour blanche sur case noire a1 · Tour blanche sur case blanche b1 · Roi blanc sur case blanche h1 | Roi noir sur case blanche a8 · Dame noire sur case blanche c8 · Tour noire sur case noire d8 · Tour noire sur case noire h8 · Pion noir sur case noire a7 · Pion noir sur case noire c7 · Pion noir sur case blanche f7 · Pion noir sur case noire b6 · Pion noir sur case blanche e6 · Pion noir sur case blanche g6 · Pion blanc sur case noire a5 · Pion noir sur case blanche d5 · Pion blanc sur case noire e5 · Cavalier noir sur case blanche f5 · Cavalier noir sur case blanche c4 · Pion blanc sur case noire d4 · Pion blanc sur case noire f4 · Pion noir sur case noire h4 · Cavalier blanc sur case blanche b3 · Pion blanc sur case noire c3 · Pion blanc sur case blanche c2 · Fou blanc sur case noire d2 · Dame blanche sur case blanche e2 · Pion blanc sur case blanche g2 · Pion blanc sur case noire h2 · Tour blanche sur case noire a1 · Tour blanche sur case blanche b1 · Roi blanc sur case blanche h1 | Roi noir sur case blanche a8 · Dame noire sur case blanche c8 · Tour noire sur case noire d8 · Tour noire sur case noire h8 · Pion noir sur case noire a7 · Pion noir sur case noire c7 · Pion noir sur case blanche f7 · Pion noir sur case noire b6 · Pion noir sur case blanche e6 · Pion noir sur case blanche g6 · Pion blanc sur case noire a5 · Pion noir sur case blanche d5 · Pion blanc sur case noire e5 · Cavalier noir sur case blanche f5 · Cavalier noir sur case blanche c4 · Pion blanc sur case noire d4 · Pion blanc sur case noire f4 · Pion noir sur case noire h4 · Cavalier blanc sur case blanche b3 · Pion blanc sur case noire c3 · Pion blanc sur case blanche c2 · Fou blanc sur case noire d2 · Dame blanche sur case blanche e2 · Pion blanc sur case blanche g2 · Pion blanc sur case noire h2 · Tour blanche sur case noire a1 · Tour blanche sur case blanche b1 · Roi blanc sur case blanche h1 | Roi noir sur case blanche a8 · Dame noire sur case blanche c8 · Tour noire sur case noire d8 · Tour noire sur case noire h8 · Pion noir sur case noire a7 · Pion noir sur case noire c7 · Pion noir sur case blanche f7 · Pion noir sur case noire b6 · Pion noir sur case blanche e6 · Pion noir sur case blanche g6 · Pion blanc sur case noire a5 · Pion noir sur case blanche d5 · Pion blanc sur case noire e5 · Cavalier noir sur case blanche f5 · Cavalier noir sur case blanche c4 · Pion blanc sur case noire d4 · Pion blanc sur case noire f4 · Pion noir sur case noire h4 · Cavalier blanc sur case blanche b3 · Pion blanc sur case noire c3 · Pion blanc sur case blanche c2 · Fou blanc sur case noire d2 · Dame blanche sur case blanche e2 · Pion blanc sur case blanche g2 · Pion blanc sur case noire h2 · Tour blanche sur case noire a1 · Tour blanche sur case blanche b1 · Roi blanc sur case blanche h1 | Roi noir sur case blanche a8 · Dame noire sur case blanche c8 · Tour noire sur case noire d8 · Tour noire sur case noire h8 · Pion noir sur case noire a7 · Pion noir sur case noire c7 · Pion noir sur case blanche f7 · Pion noir sur case noire b6 · Pion noir sur case blanche e6 · Pion noir sur case blanche g6 · Pion blanc sur case noire a5 · Pion noir sur case blanche d5 · Pion blanc sur case noire e5 · Cavalier noir sur case blanche f5 · Cavalier noir sur case blanche c4 · Pion blanc sur case noire d4 · Pion blanc sur case noire f4 · Pion noir sur case noire h4 · Cavalier blanc sur case blanche b3 · Pion blanc sur case noire c3 · Pion blanc sur case blanche c2 · Fou blanc sur case noire d2 · Dame blanche sur case blanche e2 · Pion blanc sur case blanche g2 · Pion blanc sur case noire h2 · Tour blanche sur case noire a1 · Tour blanche sur case blanche b1 · Roi blanc sur case blanche h1 | Roi noir sur case blanche a8 · Dame noire sur case blanche c8 · Tour noire sur case noire d8 · Tour noire sur case noire h8 · Pion noir sur case noire a7 · Pion noir sur case noire c7 · Pion noir sur case blanche f7 · Pion noir sur case noire b6 · Pion noir sur case blanche e6 · Pion noir sur case blanche g6 · Pion blanc sur case noire a5 · Pion noir sur case blanche d5 · Pion blanc sur case noire e5 · Cavalier noir sur case blanche f5 · Cavalier noir sur case blanche c4 · Pion blanc sur case noire d4 · Pion blanc sur case noire f4 · Pion noir sur case noire h4 · Cavalier blanc sur case blanche b3 · Pion blanc sur case noire c3 · Pion blanc sur case blanche c2 · Fou blanc sur case noire d2 · Dame blanche sur case blanche e2 · Pion blanc sur case blanche g2 · Pion blanc sur case noire h2 · Tour blanche sur case noire a1 · Tour blanche sur case blanche b1 · Roi blanc sur case blanche h1 | Roi noir sur case blanche a8 · Dame noire sur case blanche c8 · Tour noire sur case noire d8 · Tour noire sur case noire h8 · Pion noir sur case noire a7 · Pion noir sur case noire c7 · Pion noir sur case blanche f7 · Pion noir sur case noire b6 · Pion noir sur case blanche e6 · Pion noir sur case blanche g6 · Pion blanc sur case noire a5 · Pion noir sur case blanche d5 · Pion blanc sur case noire e5 · Cavalier noir sur case blanche f5 · Cavalier noir sur case blanche c4 · Pion blanc sur case noire d4 · Pion blanc sur case noire f4 · Pion noir sur case noire h4 · Cavalier blanc sur case blanche b3 · Pion blanc sur case noire c3 · Pion blanc sur case blanche c2 · Fou blanc sur case noire d2 · Dame blanche sur case blanche e2 · Pion blanc sur case blanche g2 · Pion blanc sur case noire h2 · Tour blanche sur case noire a1 · Tour blanche sur case blanche b1 · Roi blanc sur case blanche h1 | Roi noir sur case blanche a8 · Dame noire sur case blanche c8 · Tour noire sur case noire d8 · Tour noire sur case noire h8 · Pion noir sur case noire a7 · Pion noir sur case noire c7 · Pion noir sur case blanche f7 · Pion noir sur case noire b6 · Pion noir sur case blanche e6 · Pion noir sur case blanche g6 · Pion blanc sur case noire a5 · Pion noir sur case blanche d5 · Pion blanc sur case noire e5 · Cavalier noir sur case blanche f5 · Cavalier noir sur case blanche c4 · Pion blanc sur case noire d4 · Pion blanc sur case noire f4 · Pion noir sur case noire h4 · Cavalier blanc sur case blanche b3 · Pion blanc sur case noire c3 · Pion blanc sur case blanche c2 · Fou blanc sur case noire d2 · Dame blanche sur case blanche e2 · Pion blanc sur case blanche g2 · Pion blanc sur case noire h2 · Tour blanche sur case noire a1 · Tour blanche sur case blanche b1 · Roi blanc sur case blanche h1 | 1 |
|   | a | b | c | d | e | f | g | h |   |

En 1973, William Chase et Herbert Simon continuent les travaux de De Groot, et proposent que l’expertise aux échecs est due à l’apprentissage d’un grand nombre de constellations en mémoire à long terme (chunks). Une fois reconnues, ces constellations activent des connaissances en mémoire à long terme, par exemple sur le prochain coup à jouer ou sur le type de stratégie à employer. Dans Comment battre papa aux échecs, Murray Chandler donne un exemple frappant : en combinant quatre motifs tactiques bien connus, John Nunn a mis seulement deux secondes pour trouver le bon coup et la menace de mat en huit coups possible dans la position ci-contre (Solution : 1...Cg3+, fourchette royale et si 2. hxg3 hxg3+ 3. Rg1 Th1+ 4. Rxh1 Th8+ 5. Rg1 Th1+ 6. Rxh1 Dh8+ 7. Rg1 Dh2+ 8. Rf1 Dh1#). Comme les maîtres ne diffèrent pas des amateurs en ce qui concerne l’empan de leur mémoire à court terme ou leur intelligence, ce sont bien les connaissances qui constituent le facteur décisif.
La théorie de Chase et Simon a suscité un grand nombre de recherches empiriques et théoriques, non seulement sur le jeu d’échecs mais également dans d’autres domaines (p. ex. en sport et en science). En général, ces travaux supportent les hypothèses de Chase et Simon. Pour ce qui est du jeu d’échecs, les travaux plus récents ont porté sur le rôle du talent et de la pratique, le rôle de l’intelligence, ainsi que les parties du cerveau mises en jeu lors d’activités liées au jeu d’échecs.
Simon a amendé sa théorie des chunks en proposant avec  Fernand Gobet la théorie des chablons (ou Template Theory en anglais). C'est une théorie qui propose (comme la théorie de la mémoire de travail à long terme) que chez les experts un stockage en mémoire à long terme puisse intervenir lors de tâches impliquant la mémoire de travail.

### Processus de prise de décision
|   | a | b | c | d | e | f | g | h |   |
| 8 | Tour noire sur case blanche a8 · Tour noire sur case noire f8 · Roi noir sur case blanche g8 · Pion noir sur case blanche f7 · Pion noir sur case blanche h7 · Pion noir sur case blanche a6 · Fou noir sur case blanche c6 · Dame noire sur case noire d6 · Pion noir sur case noire f6 · Pion noir sur case blanche b5 · Cavalier blanc sur case blanche d5 · Pion noir sur case noire e5 · Dame blanche sur case blanche h5 · Pion blanc sur case noire b4 · Pion blanc sur case blanche e4 · Pion blanc sur case noire a3 · Fou blanc sur case blanche d3 · Fou blanc sur case noire e3 · Pion blanc sur case noire g3 · Pion blanc sur case blanche c2 · Pion blanc sur case blanche g2 · Pion blanc sur case noire h2 · Roi blanc sur case noire g1 | Tour noire sur case blanche a8 · Tour noire sur case noire f8 · Roi noir sur case blanche g8 · Pion noir sur case blanche f7 · Pion noir sur case blanche h7 · Pion noir sur case blanche a6 · Fou noir sur case blanche c6 · Dame noire sur case noire d6 · Pion noir sur case noire f6 · Pion noir sur case blanche b5 · Cavalier blanc sur case blanche d5 · Pion noir sur case noire e5 · Dame blanche sur case blanche h5 · Pion blanc sur case noire b4 · Pion blanc sur case blanche e4 · Pion blanc sur case noire a3 · Fou blanc sur case blanche d3 · Fou blanc sur case noire e3 · Pion blanc sur case noire g3 · Pion blanc sur case blanche c2 · Pion blanc sur case blanche g2 · Pion blanc sur case noire h2 · Roi blanc sur case noire g1 | Tour noire sur case blanche a8 · Tour noire sur case noire f8 · Roi noir sur case blanche g8 · Pion noir sur case blanche f7 · Pion noir sur case blanche h7 · Pion noir sur case blanche a6 · Fou noir sur case blanche c6 · Dame noire sur case noire d6 · Pion noir sur case noire f6 · Pion noir sur case blanche b5 · Cavalier blanc sur case blanche d5 · Pion noir sur case noire e5 · Dame blanche sur case blanche h5 · Pion blanc sur case noire b4 · Pion blanc sur case blanche e4 · Pion blanc sur case noire a3 · Fou blanc sur case blanche d3 · Fou blanc sur case noire e3 · Pion blanc sur case noire g3 · Pion blanc sur case blanche c2 · Pion blanc sur case blanche g2 · Pion blanc sur case noire h2 · Roi blanc sur case noire g1 | Tour noire sur case blanche a8 · Tour noire sur case noire f8 · Roi noir sur case blanche g8 · Pion noir sur case blanche f7 · Pion noir sur case blanche h7 · Pion noir sur case blanche a6 · Fou noir sur case blanche c6 · Dame noire sur case noire d6 · Pion noir sur case noire f6 · Pion noir sur case blanche b5 · Cavalier blanc sur case blanche d5 · Pion noir sur case noire e5 · Dame blanche sur case blanche h5 · Pion blanc sur case noire b4 · Pion blanc sur case blanche e4 · Pion blanc sur case noire a3 · Fou blanc sur case blanche d3 · Fou blanc sur case noire e3 · Pion blanc sur case noire g3 · Pion blanc sur case blanche c2 · Pion blanc sur case blanche g2 · Pion blanc sur case noire h2 · Roi blanc sur case noire g1 | Tour noire sur case blanche a8 · Tour noire sur case noire f8 · Roi noir sur case blanche g8 · Pion noir sur case blanche f7 · Pion noir sur case blanche h7 · Pion noir sur case blanche a6 · Fou noir sur case blanche c6 · Dame noire sur case noire d6 · Pion noir sur case noire f6 · Pion noir sur case blanche b5 · Cavalier blanc sur case blanche d5 · Pion noir sur case noire e5 · Dame blanche sur case blanche h5 · Pion blanc sur case noire b4 · Pion blanc sur case blanche e4 · Pion blanc sur case noire a3 · Fou blanc sur case blanche d3 · Fou blanc sur case noire e3 · Pion blanc sur case noire g3 · Pion blanc sur case blanche c2 · Pion blanc sur case blanche g2 · Pion blanc sur case noire h2 · Roi blanc sur case noire g1 | Tour noire sur case blanche a8 · Tour noire sur case noire f8 · Roi noir sur case blanche g8 · Pion noir sur case blanche f7 · Pion noir sur case blanche h7 · Pion noir sur case blanche a6 · Fou noir sur case blanche c6 · Dame noire sur case noire d6 · Pion noir sur case noire f6 · Pion noir sur case blanche b5 · Cavalier blanc sur case blanche d5 · Pion noir sur case noire e5 · Dame blanche sur case blanche h5 · Pion blanc sur case noire b4 · Pion blanc sur case blanche e4 · Pion blanc sur case noire a3 · Fou blanc sur case blanche d3 · Fou blanc sur case noire e3 · Pion blanc sur case noire g3 · Pion blanc sur case blanche c2 · Pion blanc sur case blanche g2 · Pion blanc sur case noire h2 · Roi blanc sur case noire g1 | Tour noire sur case blanche a8 · Tour noire sur case noire f8 · Roi noir sur case blanche g8 · Pion noir sur case blanche f7 · Pion noir sur case blanche h7 · Pion noir sur case blanche a6 · Fou noir sur case blanche c6 · Dame noire sur case noire d6 · Pion noir sur case noire f6 · Pion noir sur case blanche b5 · Cavalier blanc sur case blanche d5 · Pion noir sur case noire e5 · Dame blanche sur case blanche h5 · Pion blanc sur case noire b4 · Pion blanc sur case blanche e4 · Pion blanc sur case noire a3 · Fou blanc sur case blanche d3 · Fou blanc sur case noire e3 · Pion blanc sur case noire g3 · Pion blanc sur case blanche c2 · Pion blanc sur case blanche g2 · Pion blanc sur case noire h2 · Roi blanc sur case noire g1 | Tour noire sur case blanche a8 · Tour noire sur case noire f8 · Roi noir sur case blanche g8 · Pion noir sur case blanche f7 · Pion noir sur case blanche h7 · Pion noir sur case blanche a6 · Fou noir sur case blanche c6 · Dame noire sur case noire d6 · Pion noir sur case noire f6 · Pion noir sur case blanche b5 · Cavalier blanc sur case blanche d5 · Pion noir sur case noire e5 · Dame blanche sur case blanche h5 · Pion blanc sur case noire b4 · Pion blanc sur case blanche e4 · Pion blanc sur case noire a3 · Fou blanc sur case blanche d3 · Fou blanc sur case noire e3 · Pion blanc sur case noire g3 · Pion blanc sur case blanche c2 · Pion blanc sur case blanche g2 · Pion blanc sur case noire h2 · Roi blanc sur case noire g1 | 8 |
| 7 | Tour noire sur case blanche a8 · Tour noire sur case noire f8 · Roi noir sur case blanche g8 · Pion noir sur case blanche f7 · Pion noir sur case blanche h7 · Pion noir sur case blanche a6 · Fou noir sur case blanche c6 · Dame noire sur case noire d6 · Pion noir sur case noire f6 · Pion noir sur case blanche b5 · Cavalier blanc sur case blanche d5 · Pion noir sur case noire e5 · Dame blanche sur case blanche h5 · Pion blanc sur case noire b4 · Pion blanc sur case blanche e4 · Pion blanc sur case noire a3 · Fou blanc sur case blanche d3 · Fou blanc sur case noire e3 · Pion blanc sur case noire g3 · Pion blanc sur case blanche c2 · Pion blanc sur case blanche g2 · Pion blanc sur case noire h2 · Roi blanc sur case noire g1 | Tour noire sur case blanche a8 · Tour noire sur case noire f8 · Roi noir sur case blanche g8 · Pion noir sur case blanche f7 · Pion noir sur case blanche h7 · Pion noir sur case blanche a6 · Fou noir sur case blanche c6 · Dame noire sur case noire d6 · Pion noir sur case noire f6 · Pion noir sur case blanche b5 · Cavalier blanc sur case blanche d5 · Pion noir sur case noire e5 · Dame blanche sur case blanche h5 · Pion blanc sur case noire b4 · Pion blanc sur case blanche e4 · Pion blanc sur case noire a3 · Fou blanc sur case blanche d3 · Fou blanc sur case noire e3 · Pion blanc sur case noire g3 · Pion blanc sur case blanche c2 · Pion blanc sur case blanche g2 · Pion blanc sur case noire h2 · Roi blanc sur case noire g1 | Tour noire sur case blanche a8 · Tour noire sur case noire f8 · Roi noir sur case blanche g8 · Pion noir sur case blanche f7 · Pion noir sur case blanche h7 · Pion noir sur case blanche a6 · Fou noir sur case blanche c6 · Dame noire sur case noire d6 · Pion noir sur case noire f6 · Pion noir sur case blanche b5 · Cavalier blanc sur case blanche d5 · Pion noir sur case noire e5 · Dame blanche sur case blanche h5 · Pion blanc sur case noire b4 · Pion blanc sur case blanche e4 · Pion blanc sur case noire a3 · Fou blanc sur case blanche d3 · Fou blanc sur case noire e3 · Pion blanc sur case noire g3 · Pion blanc sur case blanche c2 · Pion blanc sur case blanche g2 · Pion blanc sur case noire h2 · Roi blanc sur case noire g1 | Tour noire sur case blanche a8 · Tour noire sur case noire f8 · Roi noir sur case blanche g8 · Pion noir sur case blanche f7 · Pion noir sur case blanche h7 · Pion noir sur case blanche a6 · Fou noir sur case blanche c6 · Dame noire sur case noire d6 · Pion noir sur case noire f6 · Pion noir sur case blanche b5 · Cavalier blanc sur case blanche d5 · Pion noir sur case noire e5 · Dame blanche sur case blanche h5 · Pion blanc sur case noire b4 · Pion blanc sur case blanche e4 · Pion blanc sur case noire a3 · Fou blanc sur case blanche d3 · Fou blanc sur case noire e3 · Pion blanc sur case noire g3 · Pion blanc sur case blanche c2 · Pion blanc sur case blanche g2 · Pion blanc sur case noire h2 · Roi blanc sur case noire g1 | Tour noire sur case blanche a8 · Tour noire sur case noire f8 · Roi noir sur case blanche g8 · Pion noir sur case blanche f7 · Pion noir sur case blanche h7 · Pion noir sur case blanche a6 · Fou noir sur case blanche c6 · Dame noire sur case noire d6 · Pion noir sur case noire f6 · Pion noir sur case blanche b5 · Cavalier blanc sur case blanche d5 · Pion noir sur case noire e5 · Dame blanche sur case blanche h5 · Pion blanc sur case noire b4 · Pion blanc sur case blanche e4 · Pion blanc sur case noire a3 · Fou blanc sur case blanche d3 · Fou blanc sur case noire e3 · Pion blanc sur case noire g3 · Pion blanc sur case blanche c2 · Pion blanc sur case blanche g2 · Pion blanc sur case noire h2 · Roi blanc sur case noire g1 | Tour noire sur case blanche a8 · Tour noire sur case noire f8 · Roi noir sur case blanche g8 · Pion noir sur case blanche f7 · Pion noir sur case blanche h7 · Pion noir sur case blanche a6 · Fou noir sur case blanche c6 · Dame noire sur case noire d6 · Pion noir sur case noire f6 · Pion noir sur case blanche b5 · Cavalier blanc sur case blanche d5 · Pion noir sur case noire e5 · Dame blanche sur case blanche h5 · Pion blanc sur case noire b4 · Pion blanc sur case blanche e4 · Pion blanc sur case noire a3 · Fou blanc sur case blanche d3 · Fou blanc sur case noire e3 · Pion blanc sur case noire g3 · Pion blanc sur case blanche c2 · Pion blanc sur case blanche g2 · Pion blanc sur case noire h2 · Roi blanc sur case noire g1 | Tour noire sur case blanche a8 · Tour noire sur case noire f8 · Roi noir sur case blanche g8 · Pion noir sur case blanche f7 · Pion noir sur case blanche h7 · Pion noir sur case blanche a6 · Fou noir sur case blanche c6 · Dame noire sur case noire d6 · Pion noir sur case noire f6 · Pion noir sur case blanche b5 · Cavalier blanc sur case blanche d5 · Pion noir sur case noire e5 · Dame blanche sur case blanche h5 · Pion blanc sur case noire b4 · Pion blanc sur case blanche e4 · Pion blanc sur case noire a3 · Fou blanc sur case blanche d3 · Fou blanc sur case noire e3 · Pion blanc sur case noire g3 · Pion blanc sur case blanche c2 · Pion blanc sur case blanche g2 · Pion blanc sur case noire h2 · Roi blanc sur case noire g1 | Tour noire sur case blanche a8 · Tour noire sur case noire f8 · Roi noir sur case blanche g8 · Pion noir sur case blanche f7 · Pion noir sur case blanche h7 · Pion noir sur case blanche a6 · Fou noir sur case blanche c6 · Dame noire sur case noire d6 · Pion noir sur case noire f6 · Pion noir sur case blanche b5 · Cavalier blanc sur case blanche d5 · Pion noir sur case noire e5 · Dame blanche sur case blanche h5 · Pion blanc sur case noire b4 · Pion blanc sur case blanche e4 · Pion blanc sur case noire a3 · Fou blanc sur case blanche d3 · Fou blanc sur case noire e3 · Pion blanc sur case noire g3 · Pion blanc sur case blanche c2 · Pion blanc sur case blanche g2 · Pion blanc sur case noire h2 · Roi blanc sur case noire g1 | 7 |
| 6 | Tour noire sur case blanche a8 · Tour noire sur case noire f8 · Roi noir sur case blanche g8 · Pion noir sur case blanche f7 · Pion noir sur case blanche h7 · Pion noir sur case blanche a6 · Fou noir sur case blanche c6 · Dame noire sur case noire d6 · Pion noir sur case noire f6 · Pion noir sur case blanche b5 · Cavalier blanc sur case blanche d5 · Pion noir sur case noire e5 · Dame blanche sur case blanche h5 · Pion blanc sur case noire b4 · Pion blanc sur case blanche e4 · Pion blanc sur case noire a3 · Fou blanc sur case blanche d3 · Fou blanc sur case noire e3 · Pion blanc sur case noire g3 · Pion blanc sur case blanche c2 · Pion blanc sur case blanche g2 · Pion blanc sur case noire h2 · Roi blanc sur case noire g1 | Tour noire sur case blanche a8 · Tour noire sur case noire f8 · Roi noir sur case blanche g8 · Pion noir sur case blanche f7 · Pion noir sur case blanche h7 · Pion noir sur case blanche a6 · Fou noir sur case blanche c6 · Dame noire sur case noire d6 · Pion noir sur case noire f6 · Pion noir sur case blanche b5 · Cavalier blanc sur case blanche d5 · Pion noir sur case noire e5 · Dame blanche sur case blanche h5 · Pion blanc sur case noire b4 · Pion blanc sur case blanche e4 · Pion blanc sur case noire a3 · Fou blanc sur case blanche d3 · Fou blanc sur case noire e3 · Pion blanc sur case noire g3 · Pion blanc sur case blanche c2 · Pion blanc sur case blanche g2 · Pion blanc sur case noire h2 · Roi blanc sur case noire g1 | Tour noire sur case blanche a8 · Tour noire sur case noire f8 · Roi noir sur case blanche g8 · Pion noir sur case blanche f7 · Pion noir sur case blanche h7 · Pion noir sur case blanche a6 · Fou noir sur case blanche c6 · Dame noire sur case noire d6 · Pion noir sur case noire f6 · Pion noir sur case blanche b5 · Cavalier blanc sur case blanche d5 · Pion noir sur case noire e5 · Dame blanche sur case blanche h5 · Pion blanc sur case noire b4 · Pion blanc sur case blanche e4 · Pion blanc sur case noire a3 · Fou blanc sur case blanche d3 · Fou blanc sur case noire e3 · Pion blanc sur case noire g3 · Pion blanc sur case blanche c2 · Pion blanc sur case blanche g2 · Pion blanc sur case noire h2 · Roi blanc sur case noire g1 | Tour noire sur case blanche a8 · Tour noire sur case noire f8 · Roi noir sur case blanche g8 · Pion noir sur case blanche f7 · Pion noir sur case blanche h7 · Pion noir sur case blanche a6 · Fou noir sur case blanche c6 · Dame noire sur case noire d6 · Pion noir sur case noire f6 · Pion noir sur case blanche b5 · Cavalier blanc sur case blanche d5 · Pion noir sur case noire e5 · Dame blanche sur case blanche h5 · Pion blanc sur case noire b4 · Pion blanc sur case blanche e4 · Pion blanc sur case noire a3 · Fou blanc sur case blanche d3 · Fou blanc sur case noire e3 · Pion blanc sur case noire g3 · Pion blanc sur case blanche c2 · Pion blanc sur case blanche g2 · Pion blanc sur case noire h2 · Roi blanc sur case noire g1 | Tour noire sur case blanche a8 · Tour noire sur case noire f8 · Roi noir sur case blanche g8 · Pion noir sur case blanche f7 · Pion noir sur case blanche h7 · Pion noir sur case blanche a6 · Fou noir sur case blanche c6 · Dame noire sur case noire d6 · Pion noir sur case noire f6 · Pion noir sur case blanche b5 · Cavalier blanc sur case blanche d5 · Pion noir sur case noire e5 · Dame blanche sur case blanche h5 · Pion blanc sur case noire b4 · Pion blanc sur case blanche e4 · Pion blanc sur case noire a3 · Fou blanc sur case blanche d3 · Fou blanc sur case noire e3 · Pion blanc sur case noire g3 · Pion blanc sur case blanche c2 · Pion blanc sur case blanche g2 · Pion blanc sur case noire h2 · Roi blanc sur case noire g1 | Tour noire sur case blanche a8 · Tour noire sur case noire f8 · Roi noir sur case blanche g8 · Pion noir sur case blanche f7 · Pion noir sur case blanche h7 · Pion noir sur case blanche a6 · Fou noir sur case blanche c6 · Dame noire sur case noire d6 · Pion noir sur case noire f6 · Pion noir sur case blanche b5 · Cavalier blanc sur case blanche d5 · Pion noir sur case noire e5 · Dame blanche sur case blanche h5 · Pion blanc sur case noire b4 · Pion blanc sur case blanche e4 · Pion blanc sur case noire a3 · Fou blanc sur case blanche d3 · Fou blanc sur case noire e3 · Pion blanc sur case noire g3 · Pion blanc sur case blanche c2 · Pion blanc sur case blanche g2 · Pion blanc sur case noire h2 · Roi blanc sur case noire g1 | Tour noire sur case blanche a8 · Tour noire sur case noire f8 · Roi noir sur case blanche g8 · Pion noir sur case blanche f7 · Pion noir sur case blanche h7 · Pion noir sur case blanche a6 · Fou noir sur case blanche c6 · Dame noire sur case noire d6 · Pion noir sur case noire f6 · Pion noir sur case blanche b5 · Cavalier blanc sur case blanche d5 · Pion noir sur case noire e5 · Dame blanche sur case blanche h5 · Pion blanc sur case noire b4 · Pion blanc sur case blanche e4 · Pion blanc sur case noire a3 · Fou blanc sur case blanche d3 · Fou blanc sur case noire e3 · Pion blanc sur case noire g3 · Pion blanc sur case blanche c2 · Pion blanc sur case blanche g2 · Pion blanc sur case noire h2 · Roi blanc sur case noire g1 | Tour noire sur case blanche a8 · Tour noire sur case noire f8 · Roi noir sur case blanche g8 · Pion noir sur case blanche f7 · Pion noir sur case blanche h7 · Pion noir sur case blanche a6 · Fou noir sur case blanche c6 · Dame noire sur case noire d6 · Pion noir sur case noire f6 · Pion noir sur case blanche b5 · Cavalier blanc sur case blanche d5 · Pion noir sur case noire e5 · Dame blanche sur case blanche h5 · Pion blanc sur case noire b4 · Pion blanc sur case blanche e4 · Pion blanc sur case noire a3 · Fou blanc sur case blanche d3 · Fou blanc sur case noire e3 · Pion blanc sur case noire g3 · Pion blanc sur case blanche c2 · Pion blanc sur case blanche g2 · Pion blanc sur case noire h2 · Roi blanc sur case noire g1 | 6 |
| 5 | Tour noire sur case blanche a8 · Tour noire sur case noire f8 · Roi noir sur case blanche g8 · Pion noir sur case blanche f7 · Pion noir sur case blanche h7 · Pion noir sur case blanche a6 · Fou noir sur case blanche c6 · Dame noire sur case noire d6 · Pion noir sur case noire f6 · Pion noir sur case blanche b5 · Cavalier blanc sur case blanche d5 · Pion noir sur case noire e5 · Dame blanche sur case blanche h5 · Pion blanc sur case noire b4 · Pion blanc sur case blanche e4 · Pion blanc sur case noire a3 · Fou blanc sur case blanche d3 · Fou blanc sur case noire e3 · Pion blanc sur case noire g3 · Pion blanc sur case blanche c2 · Pion blanc sur case blanche g2 · Pion blanc sur case noire h2 · Roi blanc sur case noire g1 | Tour noire sur case blanche a8 · Tour noire sur case noire f8 · Roi noir sur case blanche g8 · Pion noir sur case blanche f7 · Pion noir sur case blanche h7 · Pion noir sur case blanche a6 · Fou noir sur case blanche c6 · Dame noire sur case noire d6 · Pion noir sur case noire f6 · Pion noir sur case blanche b5 · Cavalier blanc sur case blanche d5 · Pion noir sur case noire e5 · Dame blanche sur case blanche h5 · Pion blanc sur case noire b4 · Pion blanc sur case blanche e4 · Pion blanc sur case noire a3 · Fou blanc sur case blanche d3 · Fou blanc sur case noire e3 · Pion blanc sur case noire g3 · Pion blanc sur case blanche c2 · Pion blanc sur case blanche g2 · Pion blanc sur case noire h2 · Roi blanc sur case noire g1 | Tour noire sur case blanche a8 · Tour noire sur case noire f8 · Roi noir sur case blanche g8 · Pion noir sur case blanche f7 · Pion noir sur case blanche h7 · Pion noir sur case blanche a6 · Fou noir sur case blanche c6 · Dame noire sur case noire d6 · Pion noir sur case noire f6 · Pion noir sur case blanche b5 · Cavalier blanc sur case blanche d5 · Pion noir sur case noire e5 · Dame blanche sur case blanche h5 · Pion blanc sur case noire b4 · Pion blanc sur case blanche e4 · Pion blanc sur case noire a3 · Fou blanc sur case blanche d3 · Fou blanc sur case noire e3 · Pion blanc sur case noire g3 · Pion blanc sur case blanche c2 · Pion blanc sur case blanche g2 · Pion blanc sur case noire h2 · Roi blanc sur case noire g1 | Tour noire sur case blanche a8 · Tour noire sur case noire f8 · Roi noir sur case blanche g8 · Pion noir sur case blanche f7 · Pion noir sur case blanche h7 · Pion noir sur case blanche a6 · Fou noir sur case blanche c6 · Dame noire sur case noire d6 · Pion noir sur case noire f6 · Pion noir sur case blanche b5 · Cavalier blanc sur case blanche d5 · Pion noir sur case noire e5 · Dame blanche sur case blanche h5 · Pion blanc sur case noire b4 · Pion blanc sur case blanche e4 · Pion blanc sur case noire a3 · Fou blanc sur case blanche d3 · Fou blanc sur case noire e3 · Pion blanc sur case noire g3 · Pion blanc sur case blanche c2 · Pion blanc sur case blanche g2 · Pion blanc sur case noire h2 · Roi blanc sur case noire g1 | Tour noire sur case blanche a8 · Tour noire sur case noire f8 · Roi noir sur case blanche g8 · Pion noir sur case blanche f7 · Pion noir sur case blanche h7 · Pion noir sur case blanche a6 · Fou noir sur case blanche c6 · Dame noire sur case noire d6 · Pion noir sur case noire f6 · Pion noir sur case blanche b5 · Cavalier blanc sur case blanche d5 · Pion noir sur case noire e5 · Dame blanche sur case blanche h5 · Pion blanc sur case noire b4 · Pion blanc sur case blanche e4 · Pion blanc sur case noire a3 · Fou blanc sur case blanche d3 · Fou blanc sur case noire e3 · Pion blanc sur case noire g3 · Pion blanc sur case blanche c2 · Pion blanc sur case blanche g2 · Pion blanc sur case noire h2 · Roi blanc sur case noire g1 | Tour noire sur case blanche a8 · Tour noire sur case noire f8 · Roi noir sur case blanche g8 · Pion noir sur case blanche f7 · Pion noir sur case blanche h7 · Pion noir sur case blanche a6 · Fou noir sur case blanche c6 · Dame noire sur case noire d6 · Pion noir sur case noire f6 · Pion noir sur case blanche b5 · Cavalier blanc sur case blanche d5 · Pion noir sur case noire e5 · Dame blanche sur case blanche h5 · Pion blanc sur case noire b4 · Pion blanc sur case blanche e4 · Pion blanc sur case noire a3 · Fou blanc sur case blanche d3 · Fou blanc sur case noire e3 · Pion blanc sur case noire g3 · Pion blanc sur case blanche c2 · Pion blanc sur case blanche g2 · Pion blanc sur case noire h2 · Roi blanc sur case noire g1 | Tour noire sur case blanche a8 · Tour noire sur case noire f8 · Roi noir sur case blanche g8 · Pion noir sur case blanche f7 · Pion noir sur case blanche h7 · Pion noir sur case blanche a6 · Fou noir sur case blanche c6 · Dame noire sur case noire d6 · Pion noir sur case noire f6 · Pion noir sur case blanche b5 · Cavalier blanc sur case blanche d5 · Pion noir sur case noire e5 · Dame blanche sur case blanche h5 · Pion blanc sur case noire b4 · Pion blanc sur case blanche e4 · Pion blanc sur case noire a3 · Fou blanc sur case blanche d3 · Fou blanc sur case noire e3 · Pion blanc sur case noire g3 · Pion blanc sur case blanche c2 · Pion blanc sur case blanche g2 · Pion blanc sur case noire h2 · Roi blanc sur case noire g1 | Tour noire sur case blanche a8 · Tour noire sur case noire f8 · Roi noir sur case blanche g8 · Pion noir sur case blanche f7 · Pion noir sur case blanche h7 · Pion noir sur case blanche a6 · Fou noir sur case blanche c6 · Dame noire sur case noire d6 · Pion noir sur case noire f6 · Pion noir sur case blanche b5 · Cavalier blanc sur case blanche d5 · Pion noir sur case noire e5 · Dame blanche sur case blanche h5 · Pion blanc sur case noire b4 · Pion blanc sur case blanche e4 · Pion blanc sur case noire a3 · Fou blanc sur case blanche d3 · Fou blanc sur case noire e3 · Pion blanc sur case noire g3 · Pion blanc sur case blanche c2 · Pion blanc sur case blanche g2 · Pion blanc sur case noire h2 · Roi blanc sur case noire g1 | 5 |
| 4 | Tour noire sur case blanche a8 · Tour noire sur case noire f8 · Roi noir sur case blanche g8 · Pion noir sur case blanche f7 · Pion noir sur case blanche h7 · Pion noir sur case blanche a6 · Fou noir sur case blanche c6 · Dame noire sur case noire d6 · Pion noir sur case noire f6 · Pion noir sur case blanche b5 · Cavalier blanc sur case blanche d5 · Pion noir sur case noire e5 · Dame blanche sur case blanche h5 · Pion blanc sur case noire b4 · Pion blanc sur case blanche e4 · Pion blanc sur case noire a3 · Fou blanc sur case blanche d3 · Fou blanc sur case noire e3 · Pion blanc sur case noire g3 · Pion blanc sur case blanche c2 · Pion blanc sur case blanche g2 · Pion blanc sur case noire h2 · Roi blanc sur case noire g1 | Tour noire sur case blanche a8 · Tour noire sur case noire f8 · Roi noir sur case blanche g8 · Pion noir sur case blanche f7 · Pion noir sur case blanche h7 · Pion noir sur case blanche a6 · Fou noir sur case blanche c6 · Dame noire sur case noire d6 · Pion noir sur case noire f6 · Pion noir sur case blanche b5 · Cavalier blanc sur case blanche d5 · Pion noir sur case noire e5 · Dame blanche sur case blanche h5 · Pion blanc sur case noire b4 · Pion blanc sur case blanche e4 · Pion blanc sur case noire a3 · Fou blanc sur case blanche d3 · Fou blanc sur case noire e3 · Pion blanc sur case noire g3 · Pion blanc sur case blanche c2 · Pion blanc sur case blanche g2 · Pion blanc sur case noire h2 · Roi blanc sur case noire g1 | Tour noire sur case blanche a8 · Tour noire sur case noire f8 · Roi noir sur case blanche g8 · Pion noir sur case blanche f7 · Pion noir sur case blanche h7 · Pion noir sur case blanche a6 · Fou noir sur case blanche c6 · Dame noire sur case noire d6 · Pion noir sur case noire f6 · Pion noir sur case blanche b5 · Cavalier blanc sur case blanche d5 · Pion noir sur case noire e5 · Dame blanche sur case blanche h5 · Pion blanc sur case noire b4 · Pion blanc sur case blanche e4 · Pion blanc sur case noire a3 · Fou blanc sur case blanche d3 · Fou blanc sur case noire e3 · Pion blanc sur case noire g3 · Pion blanc sur case blanche c2 · Pion blanc sur case blanche g2 · Pion blanc sur case noire h2 · Roi blanc sur case noire g1 | Tour noire sur case blanche a8 · Tour noire sur case noire f8 · Roi noir sur case blanche g8 · Pion noir sur case blanche f7 · Pion noir sur case blanche h7 · Pion noir sur case blanche a6 · Fou noir sur case blanche c6 · Dame noire sur case noire d6 · Pion noir sur case noire f6 · Pion noir sur case blanche b5 · Cavalier blanc sur case blanche d5 · Pion noir sur case noire e5 · Dame blanche sur case blanche h5 · Pion blanc sur case noire b4 · Pion blanc sur case blanche e4 · Pion blanc sur case noire a3 · Fou blanc sur case blanche d3 · Fou blanc sur case noire e3 · Pion blanc sur case noire g3 · Pion blanc sur case blanche c2 · Pion blanc sur case blanche g2 · Pion blanc sur case noire h2 · Roi blanc sur case noire g1 | Tour noire sur case blanche a8 · Tour noire sur case noire f8 · Roi noir sur case blanche g8 · Pion noir sur case blanche f7 · Pion noir sur case blanche h7 · Pion noir sur case blanche a6 · Fou noir sur case blanche c6 · Dame noire sur case noire d6 · Pion noir sur case noire f6 · Pion noir sur case blanche b5 · Cavalier blanc sur case blanche d5 · Pion noir sur case noire e5 · Dame blanche sur case blanche h5 · Pion blanc sur case noire b4 · Pion blanc sur case blanche e4 · Pion blanc sur case noire a3 · Fou blanc sur case blanche d3 · Fou blanc sur case noire e3 · Pion blanc sur case noire g3 · Pion blanc sur case blanche c2 · Pion blanc sur case blanche g2 · Pion blanc sur case noire h2 · Roi blanc sur case noire g1 | Tour noire sur case blanche a8 · Tour noire sur case noire f8 · Roi noir sur case blanche g8 · Pion noir sur case blanche f7 · Pion noir sur case blanche h7 · Pion noir sur case blanche a6 · Fou noir sur case blanche c6 · Dame noire sur case noire d6 · Pion noir sur case noire f6 · Pion noir sur case blanche b5 · Cavalier blanc sur case blanche d5 · Pion noir sur case noire e5 · Dame blanche sur case blanche h5 · Pion blanc sur case noire b4 · Pion blanc sur case blanche e4 · Pion blanc sur case noire a3 · Fou blanc sur case blanche d3 · Fou blanc sur case noire e3 · Pion blanc sur case noire g3 · Pion blanc sur case blanche c2 · Pion blanc sur case blanche g2 · Pion blanc sur case noire h2 · Roi blanc sur case noire g1 | Tour noire sur case blanche a8 · Tour noire sur case noire f8 · Roi noir sur case blanche g8 · Pion noir sur case blanche f7 · Pion noir sur case blanche h7 · Pion noir sur case blanche a6 · Fou noir sur case blanche c6 · Dame noire sur case noire d6 · Pion noir sur case noire f6 · Pion noir sur case blanche b5 · Cavalier blanc sur case blanche d5 · Pion noir sur case noire e5 · Dame blanche sur case blanche h5 · Pion blanc sur case noire b4 · Pion blanc sur case blanche e4 · Pion blanc sur case noire a3 · Fou blanc sur case blanche d3 · Fou blanc sur case noire e3 · Pion blanc sur case noire g3 · Pion blanc sur case blanche c2 · Pion blanc sur case blanche g2 · Pion blanc sur case noire h2 · Roi blanc sur case noire g1 | Tour noire sur case blanche a8 · Tour noire sur case noire f8 · Roi noir sur case blanche g8 · Pion noir sur case blanche f7 · Pion noir sur case blanche h7 · Pion noir sur case blanche a6 · Fou noir sur case blanche c6 · Dame noire sur case noire d6 · Pion noir sur case noire f6 · Pion noir sur case blanche b5 · Cavalier blanc sur case blanche d5 · Pion noir sur case noire e5 · Dame blanche sur case blanche h5 · Pion blanc sur case noire b4 · Pion blanc sur case blanche e4 · Pion blanc sur case noire a3 · Fou blanc sur case blanche d3 · Fou blanc sur case noire e3 · Pion blanc sur case noire g3 · Pion blanc sur case blanche c2 · Pion blanc sur case blanche g2 · Pion blanc sur case noire h2 · Roi blanc sur case noire g1 | 4 |
| 3 | Tour noire sur case blanche a8 · Tour noire sur case noire f8 · Roi noir sur case blanche g8 · Pion noir sur case blanche f7 · Pion noir sur case blanche h7 · Pion noir sur case blanche a6 · Fou noir sur case blanche c6 · Dame noire sur case noire d6 · Pion noir sur case noire f6 · Pion noir sur case blanche b5 · Cavalier blanc sur case blanche d5 · Pion noir sur case noire e5 · Dame blanche sur case blanche h5 · Pion blanc sur case noire b4 · Pion blanc sur case blanche e4 · Pion blanc sur case noire a3 · Fou blanc sur case blanche d3 · Fou blanc sur case noire e3 · Pion blanc sur case noire g3 · Pion blanc sur case blanche c2 · Pion blanc sur case blanche g2 · Pion blanc sur case noire h2 · Roi blanc sur case noire g1 | Tour noire sur case blanche a8 · Tour noire sur case noire f8 · Roi noir sur case blanche g8 · Pion noir sur case blanche f7 · Pion noir sur case blanche h7 · Pion noir sur case blanche a6 · Fou noir sur case blanche c6 · Dame noire sur case noire d6 · Pion noir sur case noire f6 · Pion noir sur case blanche b5 · Cavalier blanc sur case blanche d5 · Pion noir sur case noire e5 · Dame blanche sur case blanche h5 · Pion blanc sur case noire b4 · Pion blanc sur case blanche e4 · Pion blanc sur case noire a3 · Fou blanc sur case blanche d3 · Fou blanc sur case noire e3 · Pion blanc sur case noire g3 · Pion blanc sur case blanche c2 · Pion blanc sur case blanche g2 · Pion blanc sur case noire h2 · Roi blanc sur case noire g1 | Tour noire sur case blanche a8 · Tour noire sur case noire f8 · Roi noir sur case blanche g8 · Pion noir sur case blanche f7 · Pion noir sur case blanche h7 · Pion noir sur case blanche a6 · Fou noir sur case blanche c6 · Dame noire sur case noire d6 · Pion noir sur case noire f6 · Pion noir sur case blanche b5 · Cavalier blanc sur case blanche d5 · Pion noir sur case noire e5 · Dame blanche sur case blanche h5 · Pion blanc sur case noire b4 · Pion blanc sur case blanche e4 · Pion blanc sur case noire a3 · Fou blanc sur case blanche d3 · Fou blanc sur case noire e3 · Pion blanc sur case noire g3 · Pion blanc sur case blanche c2 · Pion blanc sur case blanche g2 · Pion blanc sur case noire h2 · Roi blanc sur case noire g1 | Tour noire sur case blanche a8 · Tour noire sur case noire f8 · Roi noir sur case blanche g8 · Pion noir sur case blanche f7 · Pion noir sur case blanche h7 · Pion noir sur case blanche a6 · Fou noir sur case blanche c6 · Dame noire sur case noire d6 · Pion noir sur case noire f6 · Pion noir sur case blanche b5 · Cavalier blanc sur case blanche d5 · Pion noir sur case noire e5 · Dame blanche sur case blanche h5 · Pion blanc sur case noire b4 · Pion blanc sur case blanche e4 · Pion blanc sur case noire a3 · Fou blanc sur case blanche d3 · Fou blanc sur case noire e3 · Pion blanc sur case noire g3 · Pion blanc sur case blanche c2 · Pion blanc sur case blanche g2 · Pion blanc sur case noire h2 · Roi blanc sur case noire g1 | Tour noire sur case blanche a8 · Tour noire sur case noire f8 · Roi noir sur case blanche g8 · Pion noir sur case blanche f7 · Pion noir sur case blanche h7 · Pion noir sur case blanche a6 · Fou noir sur case blanche c6 · Dame noire sur case noire d6 · Pion noir sur case noire f6 · Pion noir sur case blanche b5 · Cavalier blanc sur case blanche d5 · Pion noir sur case noire e5 · Dame blanche sur case blanche h5 · Pion blanc sur case noire b4 · Pion blanc sur case blanche e4 · Pion blanc sur case noire a3 · Fou blanc sur case blanche d3 · Fou blanc sur case noire e3 · Pion blanc sur case noire g3 · Pion blanc sur case blanche c2 · Pion blanc sur case blanche g2 · Pion blanc sur case noire h2 · Roi blanc sur case noire g1 | Tour noire sur case blanche a8 · Tour noire sur case noire f8 · Roi noir sur case blanche g8 · Pion noir sur case blanche f7 · Pion noir sur case blanche h7 · Pion noir sur case blanche a6 · Fou noir sur case blanche c6 · Dame noire sur case noire d6 · Pion noir sur case noire f6 · Pion noir sur case blanche b5 · Cavalier blanc sur case blanche d5 · Pion noir sur case noire e5 · Dame blanche sur case blanche h5 · Pion blanc sur case noire b4 · Pion blanc sur case blanche e4 · Pion blanc sur case noire a3 · Fou blanc sur case blanche d3 · Fou blanc sur case noire e3 · Pion blanc sur case noire g3 · Pion blanc sur case blanche c2 · Pion blanc sur case blanche g2 · Pion blanc sur case noire h2 · Roi blanc sur case noire g1 | Tour noire sur case blanche a8 · Tour noire sur case noire f8 · Roi noir sur case blanche g8 · Pion noir sur case blanche f7 · Pion noir sur case blanche h7 · Pion noir sur case blanche a6 · Fou noir sur case blanche c6 · Dame noire sur case noire d6 · Pion noir sur case noire f6 · Pion noir sur case blanche b5 · Cavalier blanc sur case blanche d5 · Pion noir sur case noire e5 · Dame blanche sur case blanche h5 · Pion blanc sur case noire b4 · Pion blanc sur case blanche e4 · Pion blanc sur case noire a3 · Fou blanc sur case blanche d3 · Fou blanc sur case noire e3 · Pion blanc sur case noire g3 · Pion blanc sur case blanche c2 · Pion blanc sur case blanche g2 · Pion blanc sur case noire h2 · Roi blanc sur case noire g1 | Tour noire sur case blanche a8 · Tour noire sur case noire f8 · Roi noir sur case blanche g8 · Pion noir sur case blanche f7 · Pion noir sur case blanche h7 · Pion noir sur case blanche a6 · Fou noir sur case blanche c6 · Dame noire sur case noire d6 · Pion noir sur case noire f6 · Pion noir sur case blanche b5 · Cavalier blanc sur case blanche d5 · Pion noir sur case noire e5 · Dame blanche sur case blanche h5 · Pion blanc sur case noire b4 · Pion blanc sur case blanche e4 · Pion blanc sur case noire a3 · Fou blanc sur case blanche d3 · Fou blanc sur case noire e3 · Pion blanc sur case noire g3 · Pion blanc sur case blanche c2 · Pion blanc sur case blanche g2 · Pion blanc sur case noire h2 · Roi blanc sur case noire g1 | 3 |
| 2 | Tour noire sur case blanche a8 · Tour noire sur case noire f8 · Roi noir sur case blanche g8 · Pion noir sur case blanche f7 · Pion noir sur case blanche h7 · Pion noir sur case blanche a6 · Fou noir sur case blanche c6 · Dame noire sur case noire d6 · Pion noir sur case noire f6 · Pion noir sur case blanche b5 · Cavalier blanc sur case blanche d5 · Pion noir sur case noire e5 · Dame blanche sur case blanche h5 · Pion blanc sur case noire b4 · Pion blanc sur case blanche e4 · Pion blanc sur case noire a3 · Fou blanc sur case blanche d3 · Fou blanc sur case noire e3 · Pion blanc sur case noire g3 · Pion blanc sur case blanche c2 · Pion blanc sur case blanche g2 · Pion blanc sur case noire h2 · Roi blanc sur case noire g1 | Tour noire sur case blanche a8 · Tour noire sur case noire f8 · Roi noir sur case blanche g8 · Pion noir sur case blanche f7 · Pion noir sur case blanche h7 · Pion noir sur case blanche a6 · Fou noir sur case blanche c6 · Dame noire sur case noire d6 · Pion noir sur case noire f6 · Pion noir sur case blanche b5 · Cavalier blanc sur case blanche d5 · Pion noir sur case noire e5 · Dame blanche sur case blanche h5 · Pion blanc sur case noire b4 · Pion blanc sur case blanche e4 · Pion blanc sur case noire a3 · Fou blanc sur case blanche d3 · Fou blanc sur case noire e3 · Pion blanc sur case noire g3 · Pion blanc sur case blanche c2 · Pion blanc sur case blanche g2 · Pion blanc sur case noire h2 · Roi blanc sur case noire g1 | Tour noire sur case blanche a8 · Tour noire sur case noire f8 · Roi noir sur case blanche g8 · Pion noir sur case blanche f7 · Pion noir sur case blanche h7 · Pion noir sur case blanche a6 · Fou noir sur case blanche c6 · Dame noire sur case noire d6 · Pion noir sur case noire f6 · Pion noir sur case blanche b5 · Cavalier blanc sur case blanche d5 · Pion noir sur case noire e5 · Dame blanche sur case blanche h5 · Pion blanc sur case noire b4 · Pion blanc sur case blanche e4 · Pion blanc sur case noire a3 · Fou blanc sur case blanche d3 · Fou blanc sur case noire e3 · Pion blanc sur case noire g3 · Pion blanc sur case blanche c2 · Pion blanc sur case blanche g2 · Pion blanc sur case noire h2 · Roi blanc sur case noire g1 | Tour noire sur case blanche a8 · Tour noire sur case noire f8 · Roi noir sur case blanche g8 · Pion noir sur case blanche f7 · Pion noir sur case blanche h7 · Pion noir sur case blanche a6 · Fou noir sur case blanche c6 · Dame noire sur case noire d6 · Pion noir sur case noire f6 · Pion noir sur case blanche b5 · Cavalier blanc sur case blanche d5 · Pion noir sur case noire e5 · Dame blanche sur case blanche h5 · Pion blanc sur case noire b4 · Pion blanc sur case blanche e4 · Pion blanc sur case noire a3 · Fou blanc sur case blanche d3 · Fou blanc sur case noire e3 · Pion blanc sur case noire g3 · Pion blanc sur case blanche c2 · Pion blanc sur case blanche g2 · Pion blanc sur case noire h2 · Roi blanc sur case noire g1 | Tour noire sur case blanche a8 · Tour noire sur case noire f8 · Roi noir sur case blanche g8 · Pion noir sur case blanche f7 · Pion noir sur case blanche h7 · Pion noir sur case blanche a6 · Fou noir sur case blanche c6 · Dame noire sur case noire d6 · Pion noir sur case noire f6 · Pion noir sur case blanche b5 · Cavalier blanc sur case blanche d5 · Pion noir sur case noire e5 · Dame blanche sur case blanche h5 · Pion blanc sur case noire b4 · Pion blanc sur case blanche e4 · Pion blanc sur case noire a3 · Fou blanc sur case blanche d3 · Fou blanc sur case noire e3 · Pion blanc sur case noire g3 · Pion blanc sur case blanche c2 · Pion blanc sur case blanche g2 · Pion blanc sur case noire h2 · Roi blanc sur case noire g1 | Tour noire sur case blanche a8 · Tour noire sur case noire f8 · Roi noir sur case blanche g8 · Pion noir sur case blanche f7 · Pion noir sur case blanche h7 · Pion noir sur case blanche a6 · Fou noir sur case blanche c6 · Dame noire sur case noire d6 · Pion noir sur case noire f6 · Pion noir sur case blanche b5 · Cavalier blanc sur case blanche d5 · Pion noir sur case noire e5 · Dame blanche sur case blanche h5 · Pion blanc sur case noire b4 · Pion blanc sur case blanche e4 · Pion blanc sur case noire a3 · Fou blanc sur case blanche d3 · Fou blanc sur case noire e3 · Pion blanc sur case noire g3 · Pion blanc sur case blanche c2 · Pion blanc sur case blanche g2 · Pion blanc sur case noire h2 · Roi blanc sur case noire g1 | Tour noire sur case blanche a8 · Tour noire sur case noire f8 · Roi noir sur case blanche g8 · Pion noir sur case blanche f7 · Pion noir sur case blanche h7 · Pion noir sur case blanche a6 · Fou noir sur case blanche c6 · Dame noire sur case noire d6 · Pion noir sur case noire f6 · Pion noir sur case blanche b5 · Cavalier blanc sur case blanche d5 · Pion noir sur case noire e5 · Dame blanche sur case blanche h5 · Pion blanc sur case noire b4 · Pion blanc sur case blanche e4 · Pion blanc sur case noire a3 · Fou blanc sur case blanche d3 · Fou blanc sur case noire e3 · Pion blanc sur case noire g3 · Pion blanc sur case blanche c2 · Pion blanc sur case blanche g2 · Pion blanc sur case noire h2 · Roi blanc sur case noire g1 | Tour noire sur case blanche a8 · Tour noire sur case noire f8 · Roi noir sur case blanche g8 · Pion noir sur case blanche f7 · Pion noir sur case blanche h7 · Pion noir sur case blanche a6 · Fou noir sur case blanche c6 · Dame noire sur case noire d6 · Pion noir sur case noire f6 · Pion noir sur case blanche b5 · Cavalier blanc sur case blanche d5 · Pion noir sur case noire e5 · Dame blanche sur case blanche h5 · Pion blanc sur case noire b4 · Pion blanc sur case blanche e4 · Pion blanc sur case noire a3 · Fou blanc sur case blanche d3 · Fou blanc sur case noire e3 · Pion blanc sur case noire g3 · Pion blanc sur case blanche c2 · Pion blanc sur case blanche g2 · Pion blanc sur case noire h2 · Roi blanc sur case noire g1 | 2 |
| 1 | Tour noire sur case blanche a8 · Tour noire sur case noire f8 · Roi noir sur case blanche g8 · Pion noir sur case blanche f7 · Pion noir sur case blanche h7 · Pion noir sur case blanche a6 · Fou noir sur case blanche c6 · Dame noire sur case noire d6 · Pion noir sur case noire f6 · Pion noir sur case blanche b5 · Cavalier blanc sur case blanche d5 · Pion noir sur case noire e5 · Dame blanche sur case blanche h5 · Pion blanc sur case noire b4 · Pion blanc sur case blanche e4 · Pion blanc sur case noire a3 · Fou blanc sur case blanche d3 · Fou blanc sur case noire e3 · Pion blanc sur case noire g3 · Pion blanc sur case blanche c2 · Pion blanc sur case blanche g2 · Pion blanc sur case noire h2 · Roi blanc sur case noire g1 | Tour noire sur case blanche a8 · Tour noire sur case noire f8 · Roi noir sur case blanche g8 · Pion noir sur case blanche f7 · Pion noir sur case blanche h7 · Pion noir sur case blanche a6 · Fou noir sur case blanche c6 · Dame noire sur case noire d6 · Pion noir sur case noire f6 · Pion noir sur case blanche b5 · Cavalier blanc sur case blanche d5 · Pion noir sur case noire e5 · Dame blanche sur case blanche h5 · Pion blanc sur case noire b4 · Pion blanc sur case blanche e4 · Pion blanc sur case noire a3 · Fou blanc sur case blanche d3 · Fou blanc sur case noire e3 · Pion blanc sur case noire g3 · Pion blanc sur case blanche c2 · Pion blanc sur case blanche g2 · Pion blanc sur case noire h2 · Roi blanc sur case noire g1 | Tour noire sur case blanche a8 · Tour noire sur case noire f8 · Roi noir sur case blanche g8 · Pion noir sur case blanche f7 · Pion noir sur case blanche h7 · Pion noir sur case blanche a6 · Fou noir sur case blanche c6 · Dame noire sur case noire d6 · Pion noir sur case noire f6 · Pion noir sur case blanche b5 · Cavalier blanc sur case blanche d5 · Pion noir sur case noire e5 · Dame blanche sur case blanche h5 · Pion blanc sur case noire b4 · Pion blanc sur case blanche e4 · Pion blanc sur case noire a3 · Fou blanc sur case blanche d3 · Fou blanc sur case noire e3 · Pion blanc sur case noire g3 · Pion blanc sur case blanche c2 · Pion blanc sur case blanche g2 · Pion blanc sur case noire h2 · Roi blanc sur case noire g1 | Tour noire sur case blanche a8 · Tour noire sur case noire f8 · Roi noir sur case blanche g8 · Pion noir sur case blanche f7 · Pion noir sur case blanche h7 · Pion noir sur case blanche a6 · Fou noir sur case blanche c6 · Dame noire sur case noire d6 · Pion noir sur case noire f6 · Pion noir sur case blanche b5 · Cavalier blanc sur case blanche d5 · Pion noir sur case noire e5 · Dame blanche sur case blanche h5 · Pion blanc sur case noire b4 · Pion blanc sur case blanche e4 · Pion blanc sur case noire a3 · Fou blanc sur case blanche d3 · Fou blanc sur case noire e3 · Pion blanc sur case noire g3 · Pion blanc sur case blanche c2 · Pion blanc sur case blanche g2 · Pion blanc sur case noire h2 · Roi blanc sur case noire g1 | Tour noire sur case blanche a8 · Tour noire sur case noire f8 · Roi noir sur case blanche g8 · Pion noir sur case blanche f7 · Pion noir sur case blanche h7 · Pion noir sur case blanche a6 · Fou noir sur case blanche c6 · Dame noire sur case noire d6 · Pion noir sur case noire f6 · Pion noir sur case blanche b5 · Cavalier blanc sur case blanche d5 · Pion noir sur case noire e5 · Dame blanche sur case blanche h5 · Pion blanc sur case noire b4 · Pion blanc sur case blanche e4 · Pion blanc sur case noire a3 · Fou blanc sur case blanche d3 · Fou blanc sur case noire e3 · Pion blanc sur case noire g3 · Pion blanc sur case blanche c2 · Pion blanc sur case blanche g2 · Pion blanc sur case noire h2 · Roi blanc sur case noire g1 | Tour noire sur case blanche a8 · Tour noire sur case noire f8 · Roi noir sur case blanche g8 · Pion noir sur case blanche f7 · Pion noir sur case blanche h7 · Pion noir sur case blanche a6 · Fou noir sur case blanche c6 · Dame noire sur case noire d6 · Pion noir sur case noire f6 · Pion noir sur case blanche b5 · Cavalier blanc sur case blanche d5 · Pion noir sur case noire e5 · Dame blanche sur case blanche h5 · Pion blanc sur case noire b4 · Pion blanc sur case blanche e4 · Pion blanc sur case noire a3 · Fou blanc sur case blanche d3 · Fou blanc sur case noire e3 · Pion blanc sur case noire g3 · Pion blanc sur case blanche c2 · Pion blanc sur case blanche g2 · Pion blanc sur case noire h2 · Roi blanc sur case noire g1 | Tour noire sur case blanche a8 · Tour noire sur case noire f8 · Roi noir sur case blanche g8 · Pion noir sur case blanche f7 · Pion noir sur case blanche h7 · Pion noir sur case blanche a6 · Fou noir sur case blanche c6 · Dame noire sur case noire d6 · Pion noir sur case noire f6 · Pion noir sur case blanche b5 · Cavalier blanc sur case blanche d5 · Pion noir sur case noire e5 · Dame blanche sur case blanche h5 · Pion blanc sur case noire b4 · Pion blanc sur case blanche e4 · Pion blanc sur case noire a3 · Fou blanc sur case blanche d3 · Fou blanc sur case noire e3 · Pion blanc sur case noire g3 · Pion blanc sur case blanche c2 · Pion blanc sur case blanche g2 · Pion blanc sur case noire h2 · Roi blanc sur case noire g1 | Tour noire sur case blanche a8 · Tour noire sur case noire f8 · Roi noir sur case blanche g8 · Pion noir sur case blanche f7 · Pion noir sur case blanche h7 · Pion noir sur case blanche a6 · Fou noir sur case blanche c6 · Dame noire sur case noire d6 · Pion noir sur case noire f6 · Pion noir sur case blanche b5 · Cavalier blanc sur case blanche d5 · Pion noir sur case noire e5 · Dame blanche sur case blanche h5 · Pion blanc sur case noire b4 · Pion blanc sur case blanche e4 · Pion blanc sur case noire a3 · Fou blanc sur case blanche d3 · Fou blanc sur case noire e3 · Pion blanc sur case noire g3 · Pion blanc sur case blanche c2 · Pion blanc sur case blanche g2 · Pion blanc sur case noire h2 · Roi blanc sur case noire g1 | 1 |
|   | a | b | c | d | e | f | g | h |   |

Dans Penser comme un grand maître (1971), Alexandre Kotov essaye d'expliquer au joueur quelles questions il devrait se poser avant de jouer un coup. Il conseille notamment d'analyser des variantes spécifiques lorsque c'est son tour de jouer, mais de se contenter de considérations générales (en termes de stratégie échiquéenne par exemple) sur le temps de réflexion de l'adversaire. Kotov est connu pour avoir lancé la notion de coups-candidats. Dans la position suivante, tirée d'une partie entre Rossolimo et Nestler jouée à Venise en 1950, Kotov distingue les cinq coups-candidats suivants après 24. Dh5! :
- 24...Rh8
- 24...f5
- 24...Fxd5
- 24...Tae8
- 24...Tfe8

Les coups-candidats une fois déterminés, Kotov avance qu'il faut étudier l'arbre de calcul. Pour l'exemple cité, il se résume ainsi :
- 24...Rh8 25. Fc5! De6 26. Fe7!!
  - 26...Fxd5 27. exd5
  - 26...Tg8 27. Fxf6+ Tg7 28. Dg5 Tg8 29. Ce7!
- 24...f5 25. Fc5 De6 26. Dg5+
- 24...Fxd5 25. exd5
  - 25...Tfe8
  - 25...Tfd8
  - 25...Tfc8
  - 25...f5 26. Fxf5
    - 26...Tfc8
    - 26...h6

  - 25...e4
- 24...Tae8 25. Fc5
  - 25...De6
  - 25...Dd8 26. Fxf8
    - 26...Txf8
    - 26...Fxd5
- 24...Tfe8 25. Fc5 Dd8 26. Fb6! Dd6 27. Fc7! Df8 28. Cxf6+ Rg7 29. Fd6!
  - 29...Dxd6 30. Dg5+ 
    - 30...Rf8 31. Cxh7+
    - 30...Rh8 31. Dh6 Dxf6 32. Dxf6+ et 33. Dxc6

  - 29...Te7 30. Fxe7 Dxe7 31. Dxh7+ Rxf6 32. Dh6#.

Afin d'éviter le zeitnot, Kotov recommande de n'étudier chaque branche de l'arbre de calcul qu'une seule fois (mais en profondeur), lorsqu'on a commencé à l'explorer : il faut selon lui pousser l'analyse jusqu'à son terme pour ne plus y revenir ensuite. Voici en contrepoint le témoignage de C. H. O'D. Alexander, qui fut considéré de 1937 jusqu'au milieu des années 1950 comme le meilleur joueur de Grande-Bretagne : « J'analyse la ligne A ; elle ne me plaît guère ; je la laisse au milieu et regarde la B que j'abandonne aussi en cours de route ; j'ai un bref éclair sur A ; ensuite, je regarde C et D ; je reviens à A, puis à C, puis à B, et je plonge dans un état de complète incertitude ; je regarde A, B, C et D plus ou moins simultanément ; je jette un coup d'œil à la pendule et découvre que j'ai pris vingt minutes ; je pense qu'il faut jouer ; je joue une ligne E, que je n'ai précédemment pas examinée, après une trentaine de secondes de réflexion, et je passe le reste de la partie à le regretter. »
|   | a | b | c | d | e | f | g | h |   |
| 8 | Tour noire sur case blanche a8 · Dame noire sur case noire d8 · Fou noir sur case noire f8 · Tour noire sur case noire h8 · Pion noir sur case noire a7 · Pion noir sur case blanche b7 · Pion noir sur case noire c7 · Fou noir sur case blanche d7 · Roi noir sur case noire e7 · Pion noir sur case blanche h7 · Pion noir sur case noire d6 · Pion noir sur case noire f6 · Fou blanc sur case blanche g6 · Pion blanc sur case blanche d5 · Pion noir sur case noire e5 · Dame blanche sur case blanche h5 · Pion blanc sur case blanche c4 · Fou blanc sur case noire e3 · Pion blanc sur case blanche h3 · Pion blanc sur case blanche a2 · Pion blanc sur case noire b2 · Pion blanc sur case noire f2 · Pion blanc sur case blanche g2 · Tour blanche sur case noire a1 · Roi blanc sur case noire e1 · Tour blanche sur case blanche h1 | Tour noire sur case blanche a8 · Dame noire sur case noire d8 · Fou noir sur case noire f8 · Tour noire sur case noire h8 · Pion noir sur case noire a7 · Pion noir sur case blanche b7 · Pion noir sur case noire c7 · Fou noir sur case blanche d7 · Roi noir sur case noire e7 · Pion noir sur case blanche h7 · Pion noir sur case noire d6 · Pion noir sur case noire f6 · Fou blanc sur case blanche g6 · Pion blanc sur case blanche d5 · Pion noir sur case noire e5 · Dame blanche sur case blanche h5 · Pion blanc sur case blanche c4 · Fou blanc sur case noire e3 · Pion blanc sur case blanche h3 · Pion blanc sur case blanche a2 · Pion blanc sur case noire b2 · Pion blanc sur case noire f2 · Pion blanc sur case blanche g2 · Tour blanche sur case noire a1 · Roi blanc sur case noire e1 · Tour blanche sur case blanche h1 | Tour noire sur case blanche a8 · Dame noire sur case noire d8 · Fou noir sur case noire f8 · Tour noire sur case noire h8 · Pion noir sur case noire a7 · Pion noir sur case blanche b7 · Pion noir sur case noire c7 · Fou noir sur case blanche d7 · Roi noir sur case noire e7 · Pion noir sur case blanche h7 · Pion noir sur case noire d6 · Pion noir sur case noire f6 · Fou blanc sur case blanche g6 · Pion blanc sur case blanche d5 · Pion noir sur case noire e5 · Dame blanche sur case blanche h5 · Pion blanc sur case blanche c4 · Fou blanc sur case noire e3 · Pion blanc sur case blanche h3 · Pion blanc sur case blanche a2 · Pion blanc sur case noire b2 · Pion blanc sur case noire f2 · Pion blanc sur case blanche g2 · Tour blanche sur case noire a1 · Roi blanc sur case noire e1 · Tour blanche sur case blanche h1 | Tour noire sur case blanche a8 · Dame noire sur case noire d8 · Fou noir sur case noire f8 · Tour noire sur case noire h8 · Pion noir sur case noire a7 · Pion noir sur case blanche b7 · Pion noir sur case noire c7 · Fou noir sur case blanche d7 · Roi noir sur case noire e7 · Pion noir sur case blanche h7 · Pion noir sur case noire d6 · Pion noir sur case noire f6 · Fou blanc sur case blanche g6 · Pion blanc sur case blanche d5 · Pion noir sur case noire e5 · Dame blanche sur case blanche h5 · Pion blanc sur case blanche c4 · Fou blanc sur case noire e3 · Pion blanc sur case blanche h3 · Pion blanc sur case blanche a2 · Pion blanc sur case noire b2 · Pion blanc sur case noire f2 · Pion blanc sur case blanche g2 · Tour blanche sur case noire a1 · Roi blanc sur case noire e1 · Tour blanche sur case blanche h1 | Tour noire sur case blanche a8 · Dame noire sur case noire d8 · Fou noir sur case noire f8 · Tour noire sur case noire h8 · Pion noir sur case noire a7 · Pion noir sur case blanche b7 · Pion noir sur case noire c7 · Fou noir sur case blanche d7 · Roi noir sur case noire e7 · Pion noir sur case blanche h7 · Pion noir sur case noire d6 · Pion noir sur case noire f6 · Fou blanc sur case blanche g6 · Pion blanc sur case blanche d5 · Pion noir sur case noire e5 · Dame blanche sur case blanche h5 · Pion blanc sur case blanche c4 · Fou blanc sur case noire e3 · Pion blanc sur case blanche h3 · Pion blanc sur case blanche a2 · Pion blanc sur case noire b2 · Pion blanc sur case noire f2 · Pion blanc sur case blanche g2 · Tour blanche sur case noire a1 · Roi blanc sur case noire e1 · Tour blanche sur case blanche h1 | Tour noire sur case blanche a8 · Dame noire sur case noire d8 · Fou noir sur case noire f8 · Tour noire sur case noire h8 · Pion noir sur case noire a7 · Pion noir sur case blanche b7 · Pion noir sur case noire c7 · Fou noir sur case blanche d7 · Roi noir sur case noire e7 · Pion noir sur case blanche h7 · Pion noir sur case noire d6 · Pion noir sur case noire f6 · Fou blanc sur case blanche g6 · Pion blanc sur case blanche d5 · Pion noir sur case noire e5 · Dame blanche sur case blanche h5 · Pion blanc sur case blanche c4 · Fou blanc sur case noire e3 · Pion blanc sur case blanche h3 · Pion blanc sur case blanche a2 · Pion blanc sur case noire b2 · Pion blanc sur case noire f2 · Pion blanc sur case blanche g2 · Tour blanche sur case noire a1 · Roi blanc sur case noire e1 · Tour blanche sur case blanche h1 | Tour noire sur case blanche a8 · Dame noire sur case noire d8 · Fou noir sur case noire f8 · Tour noire sur case noire h8 · Pion noir sur case noire a7 · Pion noir sur case blanche b7 · Pion noir sur case noire c7 · Fou noir sur case blanche d7 · Roi noir sur case noire e7 · Pion noir sur case blanche h7 · Pion noir sur case noire d6 · Pion noir sur case noire f6 · Fou blanc sur case blanche g6 · Pion blanc sur case blanche d5 · Pion noir sur case noire e5 · Dame blanche sur case blanche h5 · Pion blanc sur case blanche c4 · Fou blanc sur case noire e3 · Pion blanc sur case blanche h3 · Pion blanc sur case blanche a2 · Pion blanc sur case noire b2 · Pion blanc sur case noire f2 · Pion blanc sur case blanche g2 · Tour blanche sur case noire a1 · Roi blanc sur case noire e1 · Tour blanche sur case blanche h1 | Tour noire sur case blanche a8 · Dame noire sur case noire d8 · Fou noir sur case noire f8 · Tour noire sur case noire h8 · Pion noir sur case noire a7 · Pion noir sur case blanche b7 · Pion noir sur case noire c7 · Fou noir sur case blanche d7 · Roi noir sur case noire e7 · Pion noir sur case blanche h7 · Pion noir sur case noire d6 · Pion noir sur case noire f6 · Fou blanc sur case blanche g6 · Pion blanc sur case blanche d5 · Pion noir sur case noire e5 · Dame blanche sur case blanche h5 · Pion blanc sur case blanche c4 · Fou blanc sur case noire e3 · Pion blanc sur case blanche h3 · Pion blanc sur case blanche a2 · Pion blanc sur case noire b2 · Pion blanc sur case noire f2 · Pion blanc sur case blanche g2 · Tour blanche sur case noire a1 · Roi blanc sur case noire e1 · Tour blanche sur case blanche h1 | 8 |
| 7 | Tour noire sur case blanche a8 · Dame noire sur case noire d8 · Fou noir sur case noire f8 · Tour noire sur case noire h8 · Pion noir sur case noire a7 · Pion noir sur case blanche b7 · Pion noir sur case noire c7 · Fou noir sur case blanche d7 · Roi noir sur case noire e7 · Pion noir sur case blanche h7 · Pion noir sur case noire d6 · Pion noir sur case noire f6 · Fou blanc sur case blanche g6 · Pion blanc sur case blanche d5 · Pion noir sur case noire e5 · Dame blanche sur case blanche h5 · Pion blanc sur case blanche c4 · Fou blanc sur case noire e3 · Pion blanc sur case blanche h3 · Pion blanc sur case blanche a2 · Pion blanc sur case noire b2 · Pion blanc sur case noire f2 · Pion blanc sur case blanche g2 · Tour blanche sur case noire a1 · Roi blanc sur case noire e1 · Tour blanche sur case blanche h1 | Tour noire sur case blanche a8 · Dame noire sur case noire d8 · Fou noir sur case noire f8 · Tour noire sur case noire h8 · Pion noir sur case noire a7 · Pion noir sur case blanche b7 · Pion noir sur case noire c7 · Fou noir sur case blanche d7 · Roi noir sur case noire e7 · Pion noir sur case blanche h7 · Pion noir sur case noire d6 · Pion noir sur case noire f6 · Fou blanc sur case blanche g6 · Pion blanc sur case blanche d5 · Pion noir sur case noire e5 · Dame blanche sur case blanche h5 · Pion blanc sur case blanche c4 · Fou blanc sur case noire e3 · Pion blanc sur case blanche h3 · Pion blanc sur case blanche a2 · Pion blanc sur case noire b2 · Pion blanc sur case noire f2 · Pion blanc sur case blanche g2 · Tour blanche sur case noire a1 · Roi blanc sur case noire e1 · Tour blanche sur case blanche h1 | Tour noire sur case blanche a8 · Dame noire sur case noire d8 · Fou noir sur case noire f8 · Tour noire sur case noire h8 · Pion noir sur case noire a7 · Pion noir sur case blanche b7 · Pion noir sur case noire c7 · Fou noir sur case blanche d7 · Roi noir sur case noire e7 · Pion noir sur case blanche h7 · Pion noir sur case noire d6 · Pion noir sur case noire f6 · Fou blanc sur case blanche g6 · Pion blanc sur case blanche d5 · Pion noir sur case noire e5 · Dame blanche sur case blanche h5 · Pion blanc sur case blanche c4 · Fou blanc sur case noire e3 · Pion blanc sur case blanche h3 · Pion blanc sur case blanche a2 · Pion blanc sur case noire b2 · Pion blanc sur case noire f2 · Pion blanc sur case blanche g2 · Tour blanche sur case noire a1 · Roi blanc sur case noire e1 · Tour blanche sur case blanche h1 | Tour noire sur case blanche a8 · Dame noire sur case noire d8 · Fou noir sur case noire f8 · Tour noire sur case noire h8 · Pion noir sur case noire a7 · Pion noir sur case blanche b7 · Pion noir sur case noire c7 · Fou noir sur case blanche d7 · Roi noir sur case noire e7 · Pion noir sur case blanche h7 · Pion noir sur case noire d6 · Pion noir sur case noire f6 · Fou blanc sur case blanche g6 · Pion blanc sur case blanche d5 · Pion noir sur case noire e5 · Dame blanche sur case blanche h5 · Pion blanc sur case blanche c4 · Fou blanc sur case noire e3 · Pion blanc sur case blanche h3 · Pion blanc sur case blanche a2 · Pion blanc sur case noire b2 · Pion blanc sur case noire f2 · Pion blanc sur case blanche g2 · Tour blanche sur case noire a1 · Roi blanc sur case noire e1 · Tour blanche sur case blanche h1 | Tour noire sur case blanche a8 · Dame noire sur case noire d8 · Fou noir sur case noire f8 · Tour noire sur case noire h8 · Pion noir sur case noire a7 · Pion noir sur case blanche b7 · Pion noir sur case noire c7 · Fou noir sur case blanche d7 · Roi noir sur case noire e7 · Pion noir sur case blanche h7 · Pion noir sur case noire d6 · Pion noir sur case noire f6 · Fou blanc sur case blanche g6 · Pion blanc sur case blanche d5 · Pion noir sur case noire e5 · Dame blanche sur case blanche h5 · Pion blanc sur case blanche c4 · Fou blanc sur case noire e3 · Pion blanc sur case blanche h3 · Pion blanc sur case blanche a2 · Pion blanc sur case noire b2 · Pion blanc sur case noire f2 · Pion blanc sur case blanche g2 · Tour blanche sur case noire a1 · Roi blanc sur case noire e1 · Tour blanche sur case blanche h1 | Tour noire sur case blanche a8 · Dame noire sur case noire d8 · Fou noir sur case noire f8 · Tour noire sur case noire h8 · Pion noir sur case noire a7 · Pion noir sur case blanche b7 · Pion noir sur case noire c7 · Fou noir sur case blanche d7 · Roi noir sur case noire e7 · Pion noir sur case blanche h7 · Pion noir sur case noire d6 · Pion noir sur case noire f6 · Fou blanc sur case blanche g6 · Pion blanc sur case blanche d5 · Pion noir sur case noire e5 · Dame blanche sur case blanche h5 · Pion blanc sur case blanche c4 · Fou blanc sur case noire e3 · Pion blanc sur case blanche h3 · Pion blanc sur case blanche a2 · Pion blanc sur case noire b2 · Pion blanc sur case noire f2 · Pion blanc sur case blanche g2 · Tour blanche sur case noire a1 · Roi blanc sur case noire e1 · Tour blanche sur case blanche h1 | Tour noire sur case blanche a8 · Dame noire sur case noire d8 · Fou noir sur case noire f8 · Tour noire sur case noire h8 · Pion noir sur case noire a7 · Pion noir sur case blanche b7 · Pion noir sur case noire c7 · Fou noir sur case blanche d7 · Roi noir sur case noire e7 · Pion noir sur case blanche h7 · Pion noir sur case noire d6 · Pion noir sur case noire f6 · Fou blanc sur case blanche g6 · Pion blanc sur case blanche d5 · Pion noir sur case noire e5 · Dame blanche sur case blanche h5 · Pion blanc sur case blanche c4 · Fou blanc sur case noire e3 · Pion blanc sur case blanche h3 · Pion blanc sur case blanche a2 · Pion blanc sur case noire b2 · Pion blanc sur case noire f2 · Pion blanc sur case blanche g2 · Tour blanche sur case noire a1 · Roi blanc sur case noire e1 · Tour blanche sur case blanche h1 | Tour noire sur case blanche a8 · Dame noire sur case noire d8 · Fou noir sur case noire f8 · Tour noire sur case noire h8 · Pion noir sur case noire a7 · Pion noir sur case blanche b7 · Pion noir sur case noire c7 · Fou noir sur case blanche d7 · Roi noir sur case noire e7 · Pion noir sur case blanche h7 · Pion noir sur case noire d6 · Pion noir sur case noire f6 · Fou blanc sur case blanche g6 · Pion blanc sur case blanche d5 · Pion noir sur case noire e5 · Dame blanche sur case blanche h5 · Pion blanc sur case blanche c4 · Fou blanc sur case noire e3 · Pion blanc sur case blanche h3 · Pion blanc sur case blanche a2 · Pion blanc sur case noire b2 · Pion blanc sur case noire f2 · Pion blanc sur case blanche g2 · Tour blanche sur case noire a1 · Roi blanc sur case noire e1 · Tour blanche sur case blanche h1 | 7 |
| 6 | Tour noire sur case blanche a8 · Dame noire sur case noire d8 · Fou noir sur case noire f8 · Tour noire sur case noire h8 · Pion noir sur case noire a7 · Pion noir sur case blanche b7 · Pion noir sur case noire c7 · Fou noir sur case blanche d7 · Roi noir sur case noire e7 · Pion noir sur case blanche h7 · Pion noir sur case noire d6 · Pion noir sur case noire f6 · Fou blanc sur case blanche g6 · Pion blanc sur case blanche d5 · Pion noir sur case noire e5 · Dame blanche sur case blanche h5 · Pion blanc sur case blanche c4 · Fou blanc sur case noire e3 · Pion blanc sur case blanche h3 · Pion blanc sur case blanche a2 · Pion blanc sur case noire b2 · Pion blanc sur case noire f2 · Pion blanc sur case blanche g2 · Tour blanche sur case noire a1 · Roi blanc sur case noire e1 · Tour blanche sur case blanche h1 | Tour noire sur case blanche a8 · Dame noire sur case noire d8 · Fou noir sur case noire f8 · Tour noire sur case noire h8 · Pion noir sur case noire a7 · Pion noir sur case blanche b7 · Pion noir sur case noire c7 · Fou noir sur case blanche d7 · Roi noir sur case noire e7 · Pion noir sur case blanche h7 · Pion noir sur case noire d6 · Pion noir sur case noire f6 · Fou blanc sur case blanche g6 · Pion blanc sur case blanche d5 · Pion noir sur case noire e5 · Dame blanche sur case blanche h5 · Pion blanc sur case blanche c4 · Fou blanc sur case noire e3 · Pion blanc sur case blanche h3 · Pion blanc sur case blanche a2 · Pion blanc sur case noire b2 · Pion blanc sur case noire f2 · Pion blanc sur case blanche g2 · Tour blanche sur case noire a1 · Roi blanc sur case noire e1 · Tour blanche sur case blanche h1 | Tour noire sur case blanche a8 · Dame noire sur case noire d8 · Fou noir sur case noire f8 · Tour noire sur case noire h8 · Pion noir sur case noire a7 · Pion noir sur case blanche b7 · Pion noir sur case noire c7 · Fou noir sur case blanche d7 · Roi noir sur case noire e7 · Pion noir sur case blanche h7 · Pion noir sur case noire d6 · Pion noir sur case noire f6 · Fou blanc sur case blanche g6 · Pion blanc sur case blanche d5 · Pion noir sur case noire e5 · Dame blanche sur case blanche h5 · Pion blanc sur case blanche c4 · Fou blanc sur case noire e3 · Pion blanc sur case blanche h3 · Pion blanc sur case blanche a2 · Pion blanc sur case noire b2 · Pion blanc sur case noire f2 · Pion blanc sur case blanche g2 · Tour blanche sur case noire a1 · Roi blanc sur case noire e1 · Tour blanche sur case blanche h1 | Tour noire sur case blanche a8 · Dame noire sur case noire d8 · Fou noir sur case noire f8 · Tour noire sur case noire h8 · Pion noir sur case noire a7 · Pion noir sur case blanche b7 · Pion noir sur case noire c7 · Fou noir sur case blanche d7 · Roi noir sur case noire e7 · Pion noir sur case blanche h7 · Pion noir sur case noire d6 · Pion noir sur case noire f6 · Fou blanc sur case blanche g6 · Pion blanc sur case blanche d5 · Pion noir sur case noire e5 · Dame blanche sur case blanche h5 · Pion blanc sur case blanche c4 · Fou blanc sur case noire e3 · Pion blanc sur case blanche h3 · Pion blanc sur case blanche a2 · Pion blanc sur case noire b2 · Pion blanc sur case noire f2 · Pion blanc sur case blanche g2 · Tour blanche sur case noire a1 · Roi blanc sur case noire e1 · Tour blanche sur case blanche h1 | Tour noire sur case blanche a8 · Dame noire sur case noire d8 · Fou noir sur case noire f8 · Tour noire sur case noire h8 · Pion noir sur case noire a7 · Pion noir sur case blanche b7 · Pion noir sur case noire c7 · Fou noir sur case blanche d7 · Roi noir sur case noire e7 · Pion noir sur case blanche h7 · Pion noir sur case noire d6 · Pion noir sur case noire f6 · Fou blanc sur case blanche g6 · Pion blanc sur case blanche d5 · Pion noir sur case noire e5 · Dame blanche sur case blanche h5 · Pion blanc sur case blanche c4 · Fou blanc sur case noire e3 · Pion blanc sur case blanche h3 · Pion blanc sur case blanche a2 · Pion blanc sur case noire b2 · Pion blanc sur case noire f2 · Pion blanc sur case blanche g2 · Tour blanche sur case noire a1 · Roi blanc sur case noire e1 · Tour blanche sur case blanche h1 | Tour noire sur case blanche a8 · Dame noire sur case noire d8 · Fou noir sur case noire f8 · Tour noire sur case noire h8 · Pion noir sur case noire a7 · Pion noir sur case blanche b7 · Pion noir sur case noire c7 · Fou noir sur case blanche d7 · Roi noir sur case noire e7 · Pion noir sur case blanche h7 · Pion noir sur case noire d6 · Pion noir sur case noire f6 · Fou blanc sur case blanche g6 · Pion blanc sur case blanche d5 · Pion noir sur case noire e5 · Dame blanche sur case blanche h5 · Pion blanc sur case blanche c4 · Fou blanc sur case noire e3 · Pion blanc sur case blanche h3 · Pion blanc sur case blanche a2 · Pion blanc sur case noire b2 · Pion blanc sur case noire f2 · Pion blanc sur case blanche g2 · Tour blanche sur case noire a1 · Roi blanc sur case noire e1 · Tour blanche sur case blanche h1 | Tour noire sur case blanche a8 · Dame noire sur case noire d8 · Fou noir sur case noire f8 · Tour noire sur case noire h8 · Pion noir sur case noire a7 · Pion noir sur case blanche b7 · Pion noir sur case noire c7 · Fou noir sur case blanche d7 · Roi noir sur case noire e7 · Pion noir sur case blanche h7 · Pion noir sur case noire d6 · Pion noir sur case noire f6 · Fou blanc sur case blanche g6 · Pion blanc sur case blanche d5 · Pion noir sur case noire e5 · Dame blanche sur case blanche h5 · Pion blanc sur case blanche c4 · Fou blanc sur case noire e3 · Pion blanc sur case blanche h3 · Pion blanc sur case blanche a2 · Pion blanc sur case noire b2 · Pion blanc sur case noire f2 · Pion blanc sur case blanche g2 · Tour blanche sur case noire a1 · Roi blanc sur case noire e1 · Tour blanche sur case blanche h1 | Tour noire sur case blanche a8 · Dame noire sur case noire d8 · Fou noir sur case noire f8 · Tour noire sur case noire h8 · Pion noir sur case noire a7 · Pion noir sur case blanche b7 · Pion noir sur case noire c7 · Fou noir sur case blanche d7 · Roi noir sur case noire e7 · Pion noir sur case blanche h7 · Pion noir sur case noire d6 · Pion noir sur case noire f6 · Fou blanc sur case blanche g6 · Pion blanc sur case blanche d5 · Pion noir sur case noire e5 · Dame blanche sur case blanche h5 · Pion blanc sur case blanche c4 · Fou blanc sur case noire e3 · Pion blanc sur case blanche h3 · Pion blanc sur case blanche a2 · Pion blanc sur case noire b2 · Pion blanc sur case noire f2 · Pion blanc sur case blanche g2 · Tour blanche sur case noire a1 · Roi blanc sur case noire e1 · Tour blanche sur case blanche h1 | 6 |
| 5 | Tour noire sur case blanche a8 · Dame noire sur case noire d8 · Fou noir sur case noire f8 · Tour noire sur case noire h8 · Pion noir sur case noire a7 · Pion noir sur case blanche b7 · Pion noir sur case noire c7 · Fou noir sur case blanche d7 · Roi noir sur case noire e7 · Pion noir sur case blanche h7 · Pion noir sur case noire d6 · Pion noir sur case noire f6 · Fou blanc sur case blanche g6 · Pion blanc sur case blanche d5 · Pion noir sur case noire e5 · Dame blanche sur case blanche h5 · Pion blanc sur case blanche c4 · Fou blanc sur case noire e3 · Pion blanc sur case blanche h3 · Pion blanc sur case blanche a2 · Pion blanc sur case noire b2 · Pion blanc sur case noire f2 · Pion blanc sur case blanche g2 · Tour blanche sur case noire a1 · Roi blanc sur case noire e1 · Tour blanche sur case blanche h1 | Tour noire sur case blanche a8 · Dame noire sur case noire d8 · Fou noir sur case noire f8 · Tour noire sur case noire h8 · Pion noir sur case noire a7 · Pion noir sur case blanche b7 · Pion noir sur case noire c7 · Fou noir sur case blanche d7 · Roi noir sur case noire e7 · Pion noir sur case blanche h7 · Pion noir sur case noire d6 · Pion noir sur case noire f6 · Fou blanc sur case blanche g6 · Pion blanc sur case blanche d5 · Pion noir sur case noire e5 · Dame blanche sur case blanche h5 · Pion blanc sur case blanche c4 · Fou blanc sur case noire e3 · Pion blanc sur case blanche h3 · Pion blanc sur case blanche a2 · Pion blanc sur case noire b2 · Pion blanc sur case noire f2 · Pion blanc sur case blanche g2 · Tour blanche sur case noire a1 · Roi blanc sur case noire e1 · Tour blanche sur case blanche h1 | Tour noire sur case blanche a8 · Dame noire sur case noire d8 · Fou noir sur case noire f8 · Tour noire sur case noire h8 · Pion noir sur case noire a7 · Pion noir sur case blanche b7 · Pion noir sur case noire c7 · Fou noir sur case blanche d7 · Roi noir sur case noire e7 · Pion noir sur case blanche h7 · Pion noir sur case noire d6 · Pion noir sur case noire f6 · Fou blanc sur case blanche g6 · Pion blanc sur case blanche d5 · Pion noir sur case noire e5 · Dame blanche sur case blanche h5 · Pion blanc sur case blanche c4 · Fou blanc sur case noire e3 · Pion blanc sur case blanche h3 · Pion blanc sur case blanche a2 · Pion blanc sur case noire b2 · Pion blanc sur case noire f2 · Pion blanc sur case blanche g2 · Tour blanche sur case noire a1 · Roi blanc sur case noire e1 · Tour blanche sur case blanche h1 | Tour noire sur case blanche a8 · Dame noire sur case noire d8 · Fou noir sur case noire f8 · Tour noire sur case noire h8 · Pion noir sur case noire a7 · Pion noir sur case blanche b7 · Pion noir sur case noire c7 · Fou noir sur case blanche d7 · Roi noir sur case noire e7 · Pion noir sur case blanche h7 · Pion noir sur case noire d6 · Pion noir sur case noire f6 · Fou blanc sur case blanche g6 · Pion blanc sur case blanche d5 · Pion noir sur case noire e5 · Dame blanche sur case blanche h5 · Pion blanc sur case blanche c4 · Fou blanc sur case noire e3 · Pion blanc sur case blanche h3 · Pion blanc sur case blanche a2 · Pion blanc sur case noire b2 · Pion blanc sur case noire f2 · Pion blanc sur case blanche g2 · Tour blanche sur case noire a1 · Roi blanc sur case noire e1 · Tour blanche sur case blanche h1 | Tour noire sur case blanche a8 · Dame noire sur case noire d8 · Fou noir sur case noire f8 · Tour noire sur case noire h8 · Pion noir sur case noire a7 · Pion noir sur case blanche b7 · Pion noir sur case noire c7 · Fou noir sur case blanche d7 · Roi noir sur case noire e7 · Pion noir sur case blanche h7 · Pion noir sur case noire d6 · Pion noir sur case noire f6 · Fou blanc sur case blanche g6 · Pion blanc sur case blanche d5 · Pion noir sur case noire e5 · Dame blanche sur case blanche h5 · Pion blanc sur case blanche c4 · Fou blanc sur case noire e3 · Pion blanc sur case blanche h3 · Pion blanc sur case blanche a2 · Pion blanc sur case noire b2 · Pion blanc sur case noire f2 · Pion blanc sur case blanche g2 · Tour blanche sur case noire a1 · Roi blanc sur case noire e1 · Tour blanche sur case blanche h1 | Tour noire sur case blanche a8 · Dame noire sur case noire d8 · Fou noir sur case noire f8 · Tour noire sur case noire h8 · Pion noir sur case noire a7 · Pion noir sur case blanche b7 · Pion noir sur case noire c7 · Fou noir sur case blanche d7 · Roi noir sur case noire e7 · Pion noir sur case blanche h7 · Pion noir sur case noire d6 · Pion noir sur case noire f6 · Fou blanc sur case blanche g6 · Pion blanc sur case blanche d5 · Pion noir sur case noire e5 · Dame blanche sur case blanche h5 · Pion blanc sur case blanche c4 · Fou blanc sur case noire e3 · Pion blanc sur case blanche h3 · Pion blanc sur case blanche a2 · Pion blanc sur case noire b2 · Pion blanc sur case noire f2 · Pion blanc sur case blanche g2 · Tour blanche sur case noire a1 · Roi blanc sur case noire e1 · Tour blanche sur case blanche h1 | Tour noire sur case blanche a8 · Dame noire sur case noire d8 · Fou noir sur case noire f8 · Tour noire sur case noire h8 · Pion noir sur case noire a7 · Pion noir sur case blanche b7 · Pion noir sur case noire c7 · Fou noir sur case blanche d7 · Roi noir sur case noire e7 · Pion noir sur case blanche h7 · Pion noir sur case noire d6 · Pion noir sur case noire f6 · Fou blanc sur case blanche g6 · Pion blanc sur case blanche d5 · Pion noir sur case noire e5 · Dame blanche sur case blanche h5 · Pion blanc sur case blanche c4 · Fou blanc sur case noire e3 · Pion blanc sur case blanche h3 · Pion blanc sur case blanche a2 · Pion blanc sur case noire b2 · Pion blanc sur case noire f2 · Pion blanc sur case blanche g2 · Tour blanche sur case noire a1 · Roi blanc sur case noire e1 · Tour blanche sur case blanche h1 | Tour noire sur case blanche a8 · Dame noire sur case noire d8 · Fou noir sur case noire f8 · Tour noire sur case noire h8 · Pion noir sur case noire a7 · Pion noir sur case blanche b7 · Pion noir sur case noire c7 · Fou noir sur case blanche d7 · Roi noir sur case noire e7 · Pion noir sur case blanche h7 · Pion noir sur case noire d6 · Pion noir sur case noire f6 · Fou blanc sur case blanche g6 · Pion blanc sur case blanche d5 · Pion noir sur case noire e5 · Dame blanche sur case blanche h5 · Pion blanc sur case blanche c4 · Fou blanc sur case noire e3 · Pion blanc sur case blanche h3 · Pion blanc sur case blanche a2 · Pion blanc sur case noire b2 · Pion blanc sur case noire f2 · Pion blanc sur case blanche g2 · Tour blanche sur case noire a1 · Roi blanc sur case noire e1 · Tour blanche sur case blanche h1 | 5 |
| 4 | Tour noire sur case blanche a8 · Dame noire sur case noire d8 · Fou noir sur case noire f8 · Tour noire sur case noire h8 · Pion noir sur case noire a7 · Pion noir sur case blanche b7 · Pion noir sur case noire c7 · Fou noir sur case blanche d7 · Roi noir sur case noire e7 · Pion noir sur case blanche h7 · Pion noir sur case noire d6 · Pion noir sur case noire f6 · Fou blanc sur case blanche g6 · Pion blanc sur case blanche d5 · Pion noir sur case noire e5 · Dame blanche sur case blanche h5 · Pion blanc sur case blanche c4 · Fou blanc sur case noire e3 · Pion blanc sur case blanche h3 · Pion blanc sur case blanche a2 · Pion blanc sur case noire b2 · Pion blanc sur case noire f2 · Pion blanc sur case blanche g2 · Tour blanche sur case noire a1 · Roi blanc sur case noire e1 · Tour blanche sur case blanche h1 | Tour noire sur case blanche a8 · Dame noire sur case noire d8 · Fou noir sur case noire f8 · Tour noire sur case noire h8 · Pion noir sur case noire a7 · Pion noir sur case blanche b7 · Pion noir sur case noire c7 · Fou noir sur case blanche d7 · Roi noir sur case noire e7 · Pion noir sur case blanche h7 · Pion noir sur case noire d6 · Pion noir sur case noire f6 · Fou blanc sur case blanche g6 · Pion blanc sur case blanche d5 · Pion noir sur case noire e5 · Dame blanche sur case blanche h5 · Pion blanc sur case blanche c4 · Fou blanc sur case noire e3 · Pion blanc sur case blanche h3 · Pion blanc sur case blanche a2 · Pion blanc sur case noire b2 · Pion blanc sur case noire f2 · Pion blanc sur case blanche g2 · Tour blanche sur case noire a1 · Roi blanc sur case noire e1 · Tour blanche sur case blanche h1 | Tour noire sur case blanche a8 · Dame noire sur case noire d8 · Fou noir sur case noire f8 · Tour noire sur case noire h8 · Pion noir sur case noire a7 · Pion noir sur case blanche b7 · Pion noir sur case noire c7 · Fou noir sur case blanche d7 · Roi noir sur case noire e7 · Pion noir sur case blanche h7 · Pion noir sur case noire d6 · Pion noir sur case noire f6 · Fou blanc sur case blanche g6 · Pion blanc sur case blanche d5 · Pion noir sur case noire e5 · Dame blanche sur case blanche h5 · Pion blanc sur case blanche c4 · Fou blanc sur case noire e3 · Pion blanc sur case blanche h3 · Pion blanc sur case blanche a2 · Pion blanc sur case noire b2 · Pion blanc sur case noire f2 · Pion blanc sur case blanche g2 · Tour blanche sur case noire a1 · Roi blanc sur case noire e1 · Tour blanche sur case blanche h1 | Tour noire sur case blanche a8 · Dame noire sur case noire d8 · Fou noir sur case noire f8 · Tour noire sur case noire h8 · Pion noir sur case noire a7 · Pion noir sur case blanche b7 · Pion noir sur case noire c7 · Fou noir sur case blanche d7 · Roi noir sur case noire e7 · Pion noir sur case blanche h7 · Pion noir sur case noire d6 · Pion noir sur case noire f6 · Fou blanc sur case blanche g6 · Pion blanc sur case blanche d5 · Pion noir sur case noire e5 · Dame blanche sur case blanche h5 · Pion blanc sur case blanche c4 · Fou blanc sur case noire e3 · Pion blanc sur case blanche h3 · Pion blanc sur case blanche a2 · Pion blanc sur case noire b2 · Pion blanc sur case noire f2 · Pion blanc sur case blanche g2 · Tour blanche sur case noire a1 · Roi blanc sur case noire e1 · Tour blanche sur case blanche h1 | Tour noire sur case blanche a8 · Dame noire sur case noire d8 · Fou noir sur case noire f8 · Tour noire sur case noire h8 · Pion noir sur case noire a7 · Pion noir sur case blanche b7 · Pion noir sur case noire c7 · Fou noir sur case blanche d7 · Roi noir sur case noire e7 · Pion noir sur case blanche h7 · Pion noir sur case noire d6 · Pion noir sur case noire f6 · Fou blanc sur case blanche g6 · Pion blanc sur case blanche d5 · Pion noir sur case noire e5 · Dame blanche sur case blanche h5 · Pion blanc sur case blanche c4 · Fou blanc sur case noire e3 · Pion blanc sur case blanche h3 · Pion blanc sur case blanche a2 · Pion blanc sur case noire b2 · Pion blanc sur case noire f2 · Pion blanc sur case blanche g2 · Tour blanche sur case noire a1 · Roi blanc sur case noire e1 · Tour blanche sur case blanche h1 | Tour noire sur case blanche a8 · Dame noire sur case noire d8 · Fou noir sur case noire f8 · Tour noire sur case noire h8 · Pion noir sur case noire a7 · Pion noir sur case blanche b7 · Pion noir sur case noire c7 · Fou noir sur case blanche d7 · Roi noir sur case noire e7 · Pion noir sur case blanche h7 · Pion noir sur case noire d6 · Pion noir sur case noire f6 · Fou blanc sur case blanche g6 · Pion blanc sur case blanche d5 · Pion noir sur case noire e5 · Dame blanche sur case blanche h5 · Pion blanc sur case blanche c4 · Fou blanc sur case noire e3 · Pion blanc sur case blanche h3 · Pion blanc sur case blanche a2 · Pion blanc sur case noire b2 · Pion blanc sur case noire f2 · Pion blanc sur case blanche g2 · Tour blanche sur case noire a1 · Roi blanc sur case noire e1 · Tour blanche sur case blanche h1 | Tour noire sur case blanche a8 · Dame noire sur case noire d8 · Fou noir sur case noire f8 · Tour noire sur case noire h8 · Pion noir sur case noire a7 · Pion noir sur case blanche b7 · Pion noir sur case noire c7 · Fou noir sur case blanche d7 · Roi noir sur case noire e7 · Pion noir sur case blanche h7 · Pion noir sur case noire d6 · Pion noir sur case noire f6 · Fou blanc sur case blanche g6 · Pion blanc sur case blanche d5 · Pion noir sur case noire e5 · Dame blanche sur case blanche h5 · Pion blanc sur case blanche c4 · Fou blanc sur case noire e3 · Pion blanc sur case blanche h3 · Pion blanc sur case blanche a2 · Pion blanc sur case noire b2 · Pion blanc sur case noire f2 · Pion blanc sur case blanche g2 · Tour blanche sur case noire a1 · Roi blanc sur case noire e1 · Tour blanche sur case blanche h1 | Tour noire sur case blanche a8 · Dame noire sur case noire d8 · Fou noir sur case noire f8 · Tour noire sur case noire h8 · Pion noir sur case noire a7 · Pion noir sur case blanche b7 · Pion noir sur case noire c7 · Fou noir sur case blanche d7 · Roi noir sur case noire e7 · Pion noir sur case blanche h7 · Pion noir sur case noire d6 · Pion noir sur case noire f6 · Fou blanc sur case blanche g6 · Pion blanc sur case blanche d5 · Pion noir sur case noire e5 · Dame blanche sur case blanche h5 · Pion blanc sur case blanche c4 · Fou blanc sur case noire e3 · Pion blanc sur case blanche h3 · Pion blanc sur case blanche a2 · Pion blanc sur case noire b2 · Pion blanc sur case noire f2 · Pion blanc sur case blanche g2 · Tour blanche sur case noire a1 · Roi blanc sur case noire e1 · Tour blanche sur case blanche h1 | 4 |
| 3 | Tour noire sur case blanche a8 · Dame noire sur case noire d8 · Fou noir sur case noire f8 · Tour noire sur case noire h8 · Pion noir sur case noire a7 · Pion noir sur case blanche b7 · Pion noir sur case noire c7 · Fou noir sur case blanche d7 · Roi noir sur case noire e7 · Pion noir sur case blanche h7 · Pion noir sur case noire d6 · Pion noir sur case noire f6 · Fou blanc sur case blanche g6 · Pion blanc sur case blanche d5 · Pion noir sur case noire e5 · Dame blanche sur case blanche h5 · Pion blanc sur case blanche c4 · Fou blanc sur case noire e3 · Pion blanc sur case blanche h3 · Pion blanc sur case blanche a2 · Pion blanc sur case noire b2 · Pion blanc sur case noire f2 · Pion blanc sur case blanche g2 · Tour blanche sur case noire a1 · Roi blanc sur case noire e1 · Tour blanche sur case blanche h1 | Tour noire sur case blanche a8 · Dame noire sur case noire d8 · Fou noir sur case noire f8 · Tour noire sur case noire h8 · Pion noir sur case noire a7 · Pion noir sur case blanche b7 · Pion noir sur case noire c7 · Fou noir sur case blanche d7 · Roi noir sur case noire e7 · Pion noir sur case blanche h7 · Pion noir sur case noire d6 · Pion noir sur case noire f6 · Fou blanc sur case blanche g6 · Pion blanc sur case blanche d5 · Pion noir sur case noire e5 · Dame blanche sur case blanche h5 · Pion blanc sur case blanche c4 · Fou blanc sur case noire e3 · Pion blanc sur case blanche h3 · Pion blanc sur case blanche a2 · Pion blanc sur case noire b2 · Pion blanc sur case noire f2 · Pion blanc sur case blanche g2 · Tour blanche sur case noire a1 · Roi blanc sur case noire e1 · Tour blanche sur case blanche h1 | Tour noire sur case blanche a8 · Dame noire sur case noire d8 · Fou noir sur case noire f8 · Tour noire sur case noire h8 · Pion noir sur case noire a7 · Pion noir sur case blanche b7 · Pion noir sur case noire c7 · Fou noir sur case blanche d7 · Roi noir sur case noire e7 · Pion noir sur case blanche h7 · Pion noir sur case noire d6 · Pion noir sur case noire f6 · Fou blanc sur case blanche g6 · Pion blanc sur case blanche d5 · Pion noir sur case noire e5 · Dame blanche sur case blanche h5 · Pion blanc sur case blanche c4 · Fou blanc sur case noire e3 · Pion blanc sur case blanche h3 · Pion blanc sur case blanche a2 · Pion blanc sur case noire b2 · Pion blanc sur case noire f2 · Pion blanc sur case blanche g2 · Tour blanche sur case noire a1 · Roi blanc sur case noire e1 · Tour blanche sur case blanche h1 | Tour noire sur case blanche a8 · Dame noire sur case noire d8 · Fou noir sur case noire f8 · Tour noire sur case noire h8 · Pion noir sur case noire a7 · Pion noir sur case blanche b7 · Pion noir sur case noire c7 · Fou noir sur case blanche d7 · Roi noir sur case noire e7 · Pion noir sur case blanche h7 · Pion noir sur case noire d6 · Pion noir sur case noire f6 · Fou blanc sur case blanche g6 · Pion blanc sur case blanche d5 · Pion noir sur case noire e5 · Dame blanche sur case blanche h5 · Pion blanc sur case blanche c4 · Fou blanc sur case noire e3 · Pion blanc sur case blanche h3 · Pion blanc sur case blanche a2 · Pion blanc sur case noire b2 · Pion blanc sur case noire f2 · Pion blanc sur case blanche g2 · Tour blanche sur case noire a1 · Roi blanc sur case noire e1 · Tour blanche sur case blanche h1 | Tour noire sur case blanche a8 · Dame noire sur case noire d8 · Fou noir sur case noire f8 · Tour noire sur case noire h8 · Pion noir sur case noire a7 · Pion noir sur case blanche b7 · Pion noir sur case noire c7 · Fou noir sur case blanche d7 · Roi noir sur case noire e7 · Pion noir sur case blanche h7 · Pion noir sur case noire d6 · Pion noir sur case noire f6 · Fou blanc sur case blanche g6 · Pion blanc sur case blanche d5 · Pion noir sur case noire e5 · Dame blanche sur case blanche h5 · Pion blanc sur case blanche c4 · Fou blanc sur case noire e3 · Pion blanc sur case blanche h3 · Pion blanc sur case blanche a2 · Pion blanc sur case noire b2 · Pion blanc sur case noire f2 · Pion blanc sur case blanche g2 · Tour blanche sur case noire a1 · Roi blanc sur case noire e1 · Tour blanche sur case blanche h1 | Tour noire sur case blanche a8 · Dame noire sur case noire d8 · Fou noir sur case noire f8 · Tour noire sur case noire h8 · Pion noir sur case noire a7 · Pion noir sur case blanche b7 · Pion noir sur case noire c7 · Fou noir sur case blanche d7 · Roi noir sur case noire e7 · Pion noir sur case blanche h7 · Pion noir sur case noire d6 · Pion noir sur case noire f6 · Fou blanc sur case blanche g6 · Pion blanc sur case blanche d5 · Pion noir sur case noire e5 · Dame blanche sur case blanche h5 · Pion blanc sur case blanche c4 · Fou blanc sur case noire e3 · Pion blanc sur case blanche h3 · Pion blanc sur case blanche a2 · Pion blanc sur case noire b2 · Pion blanc sur case noire f2 · Pion blanc sur case blanche g2 · Tour blanche sur case noire a1 · Roi blanc sur case noire e1 · Tour blanche sur case blanche h1 | Tour noire sur case blanche a8 · Dame noire sur case noire d8 · Fou noir sur case noire f8 · Tour noire sur case noire h8 · Pion noir sur case noire a7 · Pion noir sur case blanche b7 · Pion noir sur case noire c7 · Fou noir sur case blanche d7 · Roi noir sur case noire e7 · Pion noir sur case blanche h7 · Pion noir sur case noire d6 · Pion noir sur case noire f6 · Fou blanc sur case blanche g6 · Pion blanc sur case blanche d5 · Pion noir sur case noire e5 · Dame blanche sur case blanche h5 · Pion blanc sur case blanche c4 · Fou blanc sur case noire e3 · Pion blanc sur case blanche h3 · Pion blanc sur case blanche a2 · Pion blanc sur case noire b2 · Pion blanc sur case noire f2 · Pion blanc sur case blanche g2 · Tour blanche sur case noire a1 · Roi blanc sur case noire e1 · Tour blanche sur case blanche h1 | Tour noire sur case blanche a8 · Dame noire sur case noire d8 · Fou noir sur case noire f8 · Tour noire sur case noire h8 · Pion noir sur case noire a7 · Pion noir sur case blanche b7 · Pion noir sur case noire c7 · Fou noir sur case blanche d7 · Roi noir sur case noire e7 · Pion noir sur case blanche h7 · Pion noir sur case noire d6 · Pion noir sur case noire f6 · Fou blanc sur case blanche g6 · Pion blanc sur case blanche d5 · Pion noir sur case noire e5 · Dame blanche sur case blanche h5 · Pion blanc sur case blanche c4 · Fou blanc sur case noire e3 · Pion blanc sur case blanche h3 · Pion blanc sur case blanche a2 · Pion blanc sur case noire b2 · Pion blanc sur case noire f2 · Pion blanc sur case blanche g2 · Tour blanche sur case noire a1 · Roi blanc sur case noire e1 · Tour blanche sur case blanche h1 | 3 |
| 2 | Tour noire sur case blanche a8 · Dame noire sur case noire d8 · Fou noir sur case noire f8 · Tour noire sur case noire h8 · Pion noir sur case noire a7 · Pion noir sur case blanche b7 · Pion noir sur case noire c7 · Fou noir sur case blanche d7 · Roi noir sur case noire e7 · Pion noir sur case blanche h7 · Pion noir sur case noire d6 · Pion noir sur case noire f6 · Fou blanc sur case blanche g6 · Pion blanc sur case blanche d5 · Pion noir sur case noire e5 · Dame blanche sur case blanche h5 · Pion blanc sur case blanche c4 · Fou blanc sur case noire e3 · Pion blanc sur case blanche h3 · Pion blanc sur case blanche a2 · Pion blanc sur case noire b2 · Pion blanc sur case noire f2 · Pion blanc sur case blanche g2 · Tour blanche sur case noire a1 · Roi blanc sur case noire e1 · Tour blanche sur case blanche h1 | Tour noire sur case blanche a8 · Dame noire sur case noire d8 · Fou noir sur case noire f8 · Tour noire sur case noire h8 · Pion noir sur case noire a7 · Pion noir sur case blanche b7 · Pion noir sur case noire c7 · Fou noir sur case blanche d7 · Roi noir sur case noire e7 · Pion noir sur case blanche h7 · Pion noir sur case noire d6 · Pion noir sur case noire f6 · Fou blanc sur case blanche g6 · Pion blanc sur case blanche d5 · Pion noir sur case noire e5 · Dame blanche sur case blanche h5 · Pion blanc sur case blanche c4 · Fou blanc sur case noire e3 · Pion blanc sur case blanche h3 · Pion blanc sur case blanche a2 · Pion blanc sur case noire b2 · Pion blanc sur case noire f2 · Pion blanc sur case blanche g2 · Tour blanche sur case noire a1 · Roi blanc sur case noire e1 · Tour blanche sur case blanche h1 | Tour noire sur case blanche a8 · Dame noire sur case noire d8 · Fou noir sur case noire f8 · Tour noire sur case noire h8 · Pion noir sur case noire a7 · Pion noir sur case blanche b7 · Pion noir sur case noire c7 · Fou noir sur case blanche d7 · Roi noir sur case noire e7 · Pion noir sur case blanche h7 · Pion noir sur case noire d6 · Pion noir sur case noire f6 · Fou blanc sur case blanche g6 · Pion blanc sur case blanche d5 · Pion noir sur case noire e5 · Dame blanche sur case blanche h5 · Pion blanc sur case blanche c4 · Fou blanc sur case noire e3 · Pion blanc sur case blanche h3 · Pion blanc sur case blanche a2 · Pion blanc sur case noire b2 · Pion blanc sur case noire f2 · Pion blanc sur case blanche g2 · Tour blanche sur case noire a1 · Roi blanc sur case noire e1 · Tour blanche sur case blanche h1 | Tour noire sur case blanche a8 · Dame noire sur case noire d8 · Fou noir sur case noire f8 · Tour noire sur case noire h8 · Pion noir sur case noire a7 · Pion noir sur case blanche b7 · Pion noir sur case noire c7 · Fou noir sur case blanche d7 · Roi noir sur case noire e7 · Pion noir sur case blanche h7 · Pion noir sur case noire d6 · Pion noir sur case noire f6 · Fou blanc sur case blanche g6 · Pion blanc sur case blanche d5 · Pion noir sur case noire e5 · Dame blanche sur case blanche h5 · Pion blanc sur case blanche c4 · Fou blanc sur case noire e3 · Pion blanc sur case blanche h3 · Pion blanc sur case blanche a2 · Pion blanc sur case noire b2 · Pion blanc sur case noire f2 · Pion blanc sur case blanche g2 · Tour blanche sur case noire a1 · Roi blanc sur case noire e1 · Tour blanche sur case blanche h1 | Tour noire sur case blanche a8 · Dame noire sur case noire d8 · Fou noir sur case noire f8 · Tour noire sur case noire h8 · Pion noir sur case noire a7 · Pion noir sur case blanche b7 · Pion noir sur case noire c7 · Fou noir sur case blanche d7 · Roi noir sur case noire e7 · Pion noir sur case blanche h7 · Pion noir sur case noire d6 · Pion noir sur case noire f6 · Fou blanc sur case blanche g6 · Pion blanc sur case blanche d5 · Pion noir sur case noire e5 · Dame blanche sur case blanche h5 · Pion blanc sur case blanche c4 · Fou blanc sur case noire e3 · Pion blanc sur case blanche h3 · Pion blanc sur case blanche a2 · Pion blanc sur case noire b2 · Pion blanc sur case noire f2 · Pion blanc sur case blanche g2 · Tour blanche sur case noire a1 · Roi blanc sur case noire e1 · Tour blanche sur case blanche h1 | Tour noire sur case blanche a8 · Dame noire sur case noire d8 · Fou noir sur case noire f8 · Tour noire sur case noire h8 · Pion noir sur case noire a7 · Pion noir sur case blanche b7 · Pion noir sur case noire c7 · Fou noir sur case blanche d7 · Roi noir sur case noire e7 · Pion noir sur case blanche h7 · Pion noir sur case noire d6 · Pion noir sur case noire f6 · Fou blanc sur case blanche g6 · Pion blanc sur case blanche d5 · Pion noir sur case noire e5 · Dame blanche sur case blanche h5 · Pion blanc sur case blanche c4 · Fou blanc sur case noire e3 · Pion blanc sur case blanche h3 · Pion blanc sur case blanche a2 · Pion blanc sur case noire b2 · Pion blanc sur case noire f2 · Pion blanc sur case blanche g2 · Tour blanche sur case noire a1 · Roi blanc sur case noire e1 · Tour blanche sur case blanche h1 | Tour noire sur case blanche a8 · Dame noire sur case noire d8 · Fou noir sur case noire f8 · Tour noire sur case noire h8 · Pion noir sur case noire a7 · Pion noir sur case blanche b7 · Pion noir sur case noire c7 · Fou noir sur case blanche d7 · Roi noir sur case noire e7 · Pion noir sur case blanche h7 · Pion noir sur case noire d6 · Pion noir sur case noire f6 · Fou blanc sur case blanche g6 · Pion blanc sur case blanche d5 · Pion noir sur case noire e5 · Dame blanche sur case blanche h5 · Pion blanc sur case blanche c4 · Fou blanc sur case noire e3 · Pion blanc sur case blanche h3 · Pion blanc sur case blanche a2 · Pion blanc sur case noire b2 · Pion blanc sur case noire f2 · Pion blanc sur case blanche g2 · Tour blanche sur case noire a1 · Roi blanc sur case noire e1 · Tour blanche sur case blanche h1 | Tour noire sur case blanche a8 · Dame noire sur case noire d8 · Fou noir sur case noire f8 · Tour noire sur case noire h8 · Pion noir sur case noire a7 · Pion noir sur case blanche b7 · Pion noir sur case noire c7 · Fou noir sur case blanche d7 · Roi noir sur case noire e7 · Pion noir sur case blanche h7 · Pion noir sur case noire d6 · Pion noir sur case noire f6 · Fou blanc sur case blanche g6 · Pion blanc sur case blanche d5 · Pion noir sur case noire e5 · Dame blanche sur case blanche h5 · Pion blanc sur case blanche c4 · Fou blanc sur case noire e3 · Pion blanc sur case blanche h3 · Pion blanc sur case blanche a2 · Pion blanc sur case noire b2 · Pion blanc sur case noire f2 · Pion blanc sur case blanche g2 · Tour blanche sur case noire a1 · Roi blanc sur case noire e1 · Tour blanche sur case blanche h1 | 2 |
| 1 | Tour noire sur case blanche a8 · Dame noire sur case noire d8 · Fou noir sur case noire f8 · Tour noire sur case noire h8 · Pion noir sur case noire a7 · Pion noir sur case blanche b7 · Pion noir sur case noire c7 · Fou noir sur case blanche d7 · Roi noir sur case noire e7 · Pion noir sur case blanche h7 · Pion noir sur case noire d6 · Pion noir sur case noire f6 · Fou blanc sur case blanche g6 · Pion blanc sur case blanche d5 · Pion noir sur case noire e5 · Dame blanche sur case blanche h5 · Pion blanc sur case blanche c4 · Fou blanc sur case noire e3 · Pion blanc sur case blanche h3 · Pion blanc sur case blanche a2 · Pion blanc sur case noire b2 · Pion blanc sur case noire f2 · Pion blanc sur case blanche g2 · Tour blanche sur case noire a1 · Roi blanc sur case noire e1 · Tour blanche sur case blanche h1 | Tour noire sur case blanche a8 · Dame noire sur case noire d8 · Fou noir sur case noire f8 · Tour noire sur case noire h8 · Pion noir sur case noire a7 · Pion noir sur case blanche b7 · Pion noir sur case noire c7 · Fou noir sur case blanche d7 · Roi noir sur case noire e7 · Pion noir sur case blanche h7 · Pion noir sur case noire d6 · Pion noir sur case noire f6 · Fou blanc sur case blanche g6 · Pion blanc sur case blanche d5 · Pion noir sur case noire e5 · Dame blanche sur case blanche h5 · Pion blanc sur case blanche c4 · Fou blanc sur case noire e3 · Pion blanc sur case blanche h3 · Pion blanc sur case blanche a2 · Pion blanc sur case noire b2 · Pion blanc sur case noire f2 · Pion blanc sur case blanche g2 · Tour blanche sur case noire a1 · Roi blanc sur case noire e1 · Tour blanche sur case blanche h1 | Tour noire sur case blanche a8 · Dame noire sur case noire d8 · Fou noir sur case noire f8 · Tour noire sur case noire h8 · Pion noir sur case noire a7 · Pion noir sur case blanche b7 · Pion noir sur case noire c7 · Fou noir sur case blanche d7 · Roi noir sur case noire e7 · Pion noir sur case blanche h7 · Pion noir sur case noire d6 · Pion noir sur case noire f6 · Fou blanc sur case blanche g6 · Pion blanc sur case blanche d5 · Pion noir sur case noire e5 · Dame blanche sur case blanche h5 · Pion blanc sur case blanche c4 · Fou blanc sur case noire e3 · Pion blanc sur case blanche h3 · Pion blanc sur case blanche a2 · Pion blanc sur case noire b2 · Pion blanc sur case noire f2 · Pion blanc sur case blanche g2 · Tour blanche sur case noire a1 · Roi blanc sur case noire e1 · Tour blanche sur case blanche h1 | Tour noire sur case blanche a8 · Dame noire sur case noire d8 · Fou noir sur case noire f8 · Tour noire sur case noire h8 · Pion noir sur case noire a7 · Pion noir sur case blanche b7 · Pion noir sur case noire c7 · Fou noir sur case blanche d7 · Roi noir sur case noire e7 · Pion noir sur case blanche h7 · Pion noir sur case noire d6 · Pion noir sur case noire f6 · Fou blanc sur case blanche g6 · Pion blanc sur case blanche d5 · Pion noir sur case noire e5 · Dame blanche sur case blanche h5 · Pion blanc sur case blanche c4 · Fou blanc sur case noire e3 · Pion blanc sur case blanche h3 · Pion blanc sur case blanche a2 · Pion blanc sur case noire b2 · Pion blanc sur case noire f2 · Pion blanc sur case blanche g2 · Tour blanche sur case noire a1 · Roi blanc sur case noire e1 · Tour blanche sur case blanche h1 | Tour noire sur case blanche a8 · Dame noire sur case noire d8 · Fou noir sur case noire f8 · Tour noire sur case noire h8 · Pion noir sur case noire a7 · Pion noir sur case blanche b7 · Pion noir sur case noire c7 · Fou noir sur case blanche d7 · Roi noir sur case noire e7 · Pion noir sur case blanche h7 · Pion noir sur case noire d6 · Pion noir sur case noire f6 · Fou blanc sur case blanche g6 · Pion blanc sur case blanche d5 · Pion noir sur case noire e5 · Dame blanche sur case blanche h5 · Pion blanc sur case blanche c4 · Fou blanc sur case noire e3 · Pion blanc sur case blanche h3 · Pion blanc sur case blanche a2 · Pion blanc sur case noire b2 · Pion blanc sur case noire f2 · Pion blanc sur case blanche g2 · Tour blanche sur case noire a1 · Roi blanc sur case noire e1 · Tour blanche sur case blanche h1 | Tour noire sur case blanche a8 · Dame noire sur case noire d8 · Fou noir sur case noire f8 · Tour noire sur case noire h8 · Pion noir sur case noire a7 · Pion noir sur case blanche b7 · Pion noir sur case noire c7 · Fou noir sur case blanche d7 · Roi noir sur case noire e7 · Pion noir sur case blanche h7 · Pion noir sur case noire d6 · Pion noir sur case noire f6 · Fou blanc sur case blanche g6 · Pion blanc sur case blanche d5 · Pion noir sur case noire e5 · Dame blanche sur case blanche h5 · Pion blanc sur case blanche c4 · Fou blanc sur case noire e3 · Pion blanc sur case blanche h3 · Pion blanc sur case blanche a2 · Pion blanc sur case noire b2 · Pion blanc sur case noire f2 · Pion blanc sur case blanche g2 · Tour blanche sur case noire a1 · Roi blanc sur case noire e1 · Tour blanche sur case blanche h1 | Tour noire sur case blanche a8 · Dame noire sur case noire d8 · Fou noir sur case noire f8 · Tour noire sur case noire h8 · Pion noir sur case noire a7 · Pion noir sur case blanche b7 · Pion noir sur case noire c7 · Fou noir sur case blanche d7 · Roi noir sur case noire e7 · Pion noir sur case blanche h7 · Pion noir sur case noire d6 · Pion noir sur case noire f6 · Fou blanc sur case blanche g6 · Pion blanc sur case blanche d5 · Pion noir sur case noire e5 · Dame blanche sur case blanche h5 · Pion blanc sur case blanche c4 · Fou blanc sur case noire e3 · Pion blanc sur case blanche h3 · Pion blanc sur case blanche a2 · Pion blanc sur case noire b2 · Pion blanc sur case noire f2 · Pion blanc sur case blanche g2 · Tour blanche sur case noire a1 · Roi blanc sur case noire e1 · Tour blanche sur case blanche h1 | Tour noire sur case blanche a8 · Dame noire sur case noire d8 · Fou noir sur case noire f8 · Tour noire sur case noire h8 · Pion noir sur case noire a7 · Pion noir sur case blanche b7 · Pion noir sur case noire c7 · Fou noir sur case blanche d7 · Roi noir sur case noire e7 · Pion noir sur case blanche h7 · Pion noir sur case noire d6 · Pion noir sur case noire f6 · Fou blanc sur case blanche g6 · Pion blanc sur case blanche d5 · Pion noir sur case noire e5 · Dame blanche sur case blanche h5 · Pion blanc sur case blanche c4 · Fou blanc sur case noire e3 · Pion blanc sur case blanche h3 · Pion blanc sur case blanche a2 · Pion blanc sur case noire b2 · Pion blanc sur case noire f2 · Pion blanc sur case blanche g2 · Tour blanche sur case noire a1 · Roi blanc sur case noire e1 · Tour blanche sur case blanche h1 | 1 |
|   | a | b | c | d | e | f | g | h |   |

On ne sait pas si Kotov a lui-même pensé de cette manière aussi systématique. De plus sa méthode est sujette à controverses. En particulier, Michael de la Maza souligne qu'il n'existe pas d'algorithme spécifique pour identifier les coups-candidats, et que la méthode de sélection des coups de Kotov revient à peu près à la phrase suivante : « S'il y a une combinaison qui gagne en cinq coups, jouez cette combinaison. »
Fred Reinfeld avance quant à lui une piste de réflexion : il faut chercher une réfutation tactique quand l'adversaire s'est mis dans une position qui sort des normes ordinaires. Sa phrase est : « lorsque vous rencontrez une position qui contient des éléments qui sortent décidément de l'ordinaire, alors il est très probable que vous pouvez jouer des coups qui, eux-aussi, sortent décidément de l'ordinaire ». Dans l'exemple ci-contre, « le roi noir est vulnérable et a perdu la possibilité de roquer; les blancs sont bien en avance de développement et leurs pièces occupent des places de choix pour l'attaque ». Tout ceci doit mettre la puce à l'oreille. En fait, c'est mat en deux coups après 1. Dxe5+!.

## Lutte psychologique
Même une partie par correspondance contient des éléments de lutte psychologique. Bobby Fischer affirmait : « Je ne crois pas à la psychologie, je ne crois qu'aux bons coups. ». Mais une partie d'échecs se gagne aussi grâce à un sens de l'à propos ; la recherche des points faibles d'un adversaire en analysant son style, les tentatives pour le surprendre, tenter de lui poser des problèmes qu'il aura du mal à résoudre ; ce sont des aspects dont il faut tenir compte, à côté de la stratégie pure et de la tactique. L'expert en ce domaine fut Mikhaïl Botvinnik. Nikolaï Kroguious a notamment écrit que Vassily Smyslov et Mikhaïl Tal « se sentirent mis à nu lors de leur match-retour contre Botvinnik » parce que ce dernier avait imposé « les schémas d'ouverture et de milieu de jeu les plus désagréables pour ses adversaires. »
La littérature échiquéenne regorge de livres donnant des conseils pour « jouer l'homme, pas l'échiquier ». Les conseils donnés visent par exemple à battre :
- un adversaire mieux classé (compliquer la position au maximum, rester dans le milieu de jeu et éviter les finales, etc.)
- un vétéran (le préjugé courant est qu'ils sont très patients et qu'il faut l'être tout autant qu'eux)
- un adolescent (le stéréotype les concernant est qu'ils jouent trop vite)
- une femme (les préjugés sont encore plus tenaces à cet égard)[pas clair]

La lutte psychologique est toujours présente même à haut niveau. En effet, les plus illustres joueurs peuvent perdre leurs parties à cause de facteurs psychologiques. Certains grands maîtres sont même réputés pour être l'adversaire psychologique le plus difficile d'un autre grand joueur. Par exemple, Michael Adams, l'un des meilleurs joueurs du monde en 2006, est l'adversaire le plus redoutable, psychologiquement parlant, de Veselin Topalov, champion du monde 2006. Inversement, certains grands maîtres ont obtenu des résultats statistiquement sous-évalués face à leur « bête noire » ; ainsi, Alexeï Chirov a toujours sous-performé contre Garry Kasparov.
L'ex-champion du monde Emanuel Lasker est reconnu comme étant le joueur qui a fait le plus régulièrement usage de psychologie face à ses adversaires, gagnant plusieurs parties en incitant l'adversaire à faire une faute décisive. On disait de lui qu'il « jouait l'homme avant de jouer l'échiquier », ou encore qu'il avait une personnalité démoniaque. Bruce Pandolfini cite une anecdote : Lasker aurait délibérément sacrifié sa Dame pour imposer à Géza Maróczy, contre lequel il jouait, que ce dernier boive une pleine bouteille de champagne (à chaque prise de pièce adverse correspondait un aliment à ingurgiter), rendant ainsi Maróczy inapte à poursuivre la partie.
Lors du championnat du monde d'échecs 1972, Bobby Fisher exige de ne pas être filmé et 30% des revenus des spectateurs. Face à un refus, il déclare forfait et perd une partie. Plus tard, certains diront que ce forfait faisait partie d'un plan de déstabilisation psychologique de son adversaire, Boris Spassky, un « gentleman ».
Plus généralement, les joueurs qui participent à des championnats majeurs sont soumis à une pression constante de la part de leurs entraîneurs, de leurs proches, voire des médias. Face aux enjeux (financiers notamment), certains ont recours à la tricherie. Prendre une décision aux échecs peut en effet se révéler un acte de courage, lorsque l'individu a peur du résultat de sa prise de décisions par exemple, comme le souligne Reuben Fine dans son livre The Psychology of the Chess Player. Inversement, Reuben Fine cite le cas d'Adolf Anderssen qui se livrait à toutes les audaces et fantaisies sur l'échiquier, le reste de sa vie étant fait d'ordre et de méthode : pour Anderssen, les échecs étaient avant tout un jeu, distinct de la vie réelle. Ceci renvoie à une question récurrente : la façon de jouer aux échecs d'un individu reflète-t-elle sa personnalité profonde ?

## Échecs et psychanalyse
Le livre de Reuben Fine The Psychology of the Chess Player s'attarde à la psychologie du joueur d'échecs selon une perspective psychanalytique. Cette approche est très controversée. Reuben Fine avance par exemple qu'Alexandre Alekhine avait une personnalité fondamentalement sadique. Il avance aussi, notamment, que Paul Morphy est tombé dans la démence car il n'a pas pu « tuer le père » incarné par Howard Staunton.